# المسيحية في روسيا

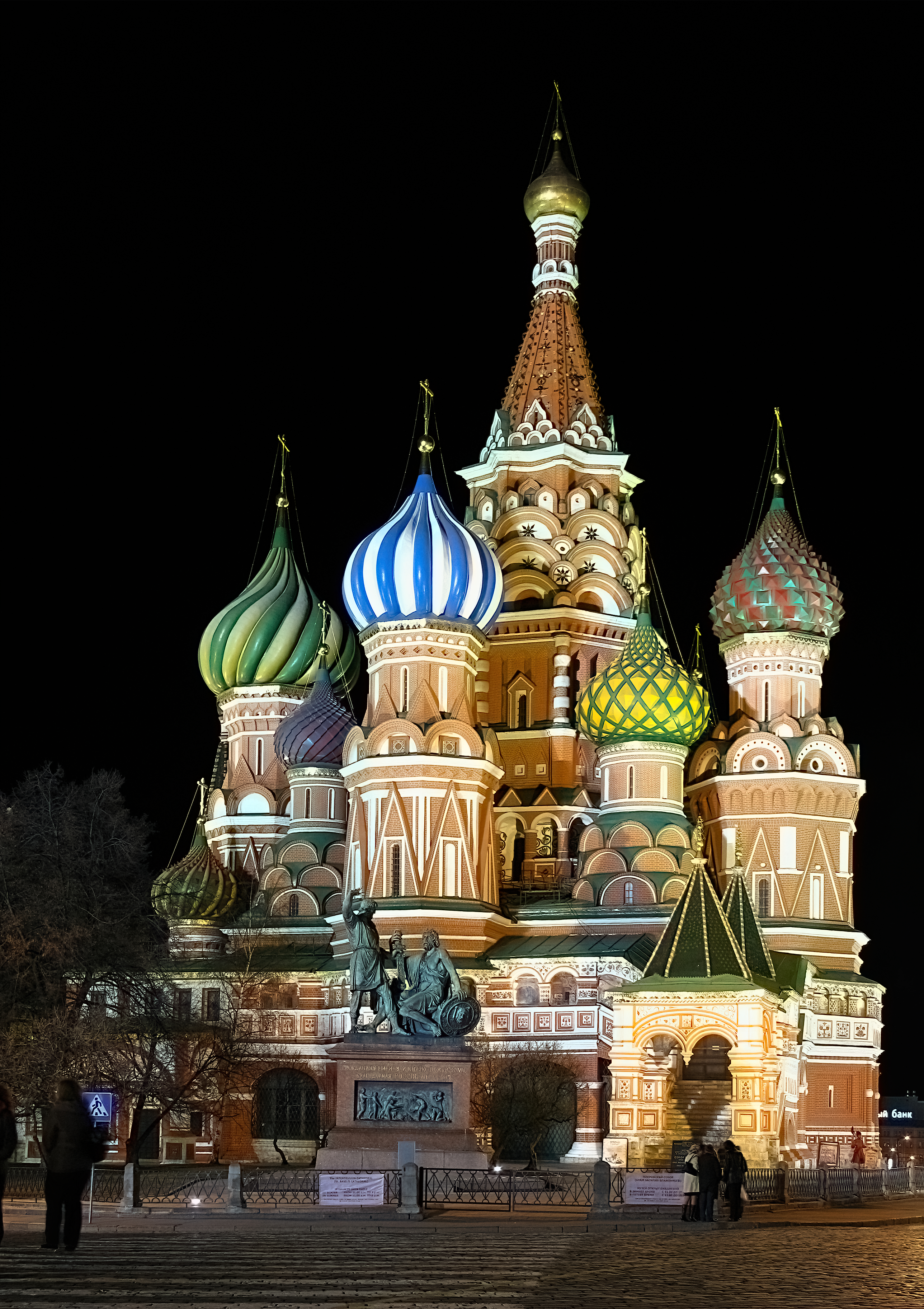
كاتدرائية القديس باسيل في موسكو، وهي من المعالم الروحية والثقافية الأرثوذكسية في روسيا.

تُشكل المسيحية في روسيا أكثر الديانات انتشاراً بين السكان، ودخلت المسيحية بلاد الروس في عهد فلاديمير الأول وانتشرت وفق المذهب الأرثوذكسي، حيث أعتنق الأمير فلاديمير الأول المسيحية في عام 988م، وكان السلاف الشرقيون في ذلك الوقت يعبدون القوى الطبيعية. ولكن فلاديمير جعل المسيحية الدين الرسمي للدولة، ومن ثم اعتنقها الكثير من أهل دولته. وقد أصبح فلاديمير فيما بعد قديسًا للكنيسة الأرثوذكسية الروسية، وأصبحت الأخيرة والدولة مرتبطة دائما ارتباطاً وثيقاً. وفي الوقت الحالي المسيحية الأرثوذكسية هي الديانة التقليدية والأكثر انشارًا في روسيا في الوقت الحالي وتعتبر جزءًا من «التراث التاريخي» الروسي حسب القانون الصادر عام 1997. الكنيسة الروسية الأرثوذكسية هي الديانة السائدة في البلد؛ مع حوالي 100 مليون مواطن روسي يعتبرون أنفسهم مسيحيين أرثوذكس.
لا يوجد إحصاء رسمي للدين في روسيا، وتستند التقديرات إلى الدراسات الاستقصائيَّة فقط. حسب إحصائية مركز الأبحاث الأميركي لعام 2010 حوالي 73.6% من سكان روسيا مسيحيين. ويشير كتاب حقائق وكالة الاستخبارات الأميركية عن العالم بنسخته الصادرة العام 2011 إلى أن 70.3% من الروس هم مسيحيين. وقدرَّت مؤسسة أرينا عام 2012 أن حوالي 46.8% من سكان روسيا من المسيحيين، وتشير إحصائية مركز ليفادا لعام 2012 أن حوالي 76% من سكان روسيا هم من المسيحيين. وتنتمي حوالي 95% من الأبرشيات الأرثوذكسية المسجلة إلى الكنيسة الروسية الأرثوذكسية في حين أن هناك عددًا أقل من الكنائس الأرثوذكسية الأخرى.
عيد القيامة هو العيد الديني الأكثر شعبية في روسيا ويحتفل به أكثر من 90% من جميع المواطنين الروس بما في ذلك عدد كبير من المنظمات غير الدينية. أكثر من ثلاثة أرباع الروس يحتفلون بعيد الفصح بصنع كعكة عيد الفصح التقليدية، والبيض الملون، والباسخا. بالرجوع إلى مشهد تنصير الروس في كييف في القرن العاشر، الأرثوذكسية الروسية هي الديانة السائدة في البلد؛ حوالي 100 مليون مواطن روسي يعتبرون أنفسهم مسيحيين أرثوذكس. ومع ذلك فإن الغالبية العظمى من المؤمنين الأرثوذكس لا يحضرون الكنيسة بشكل منتظم. أصغر الطوائف المسيحية في روسيا هي الكاثوليك، والأرمن، والبروتستانت.

## تاريخ

### دولة كييف روس

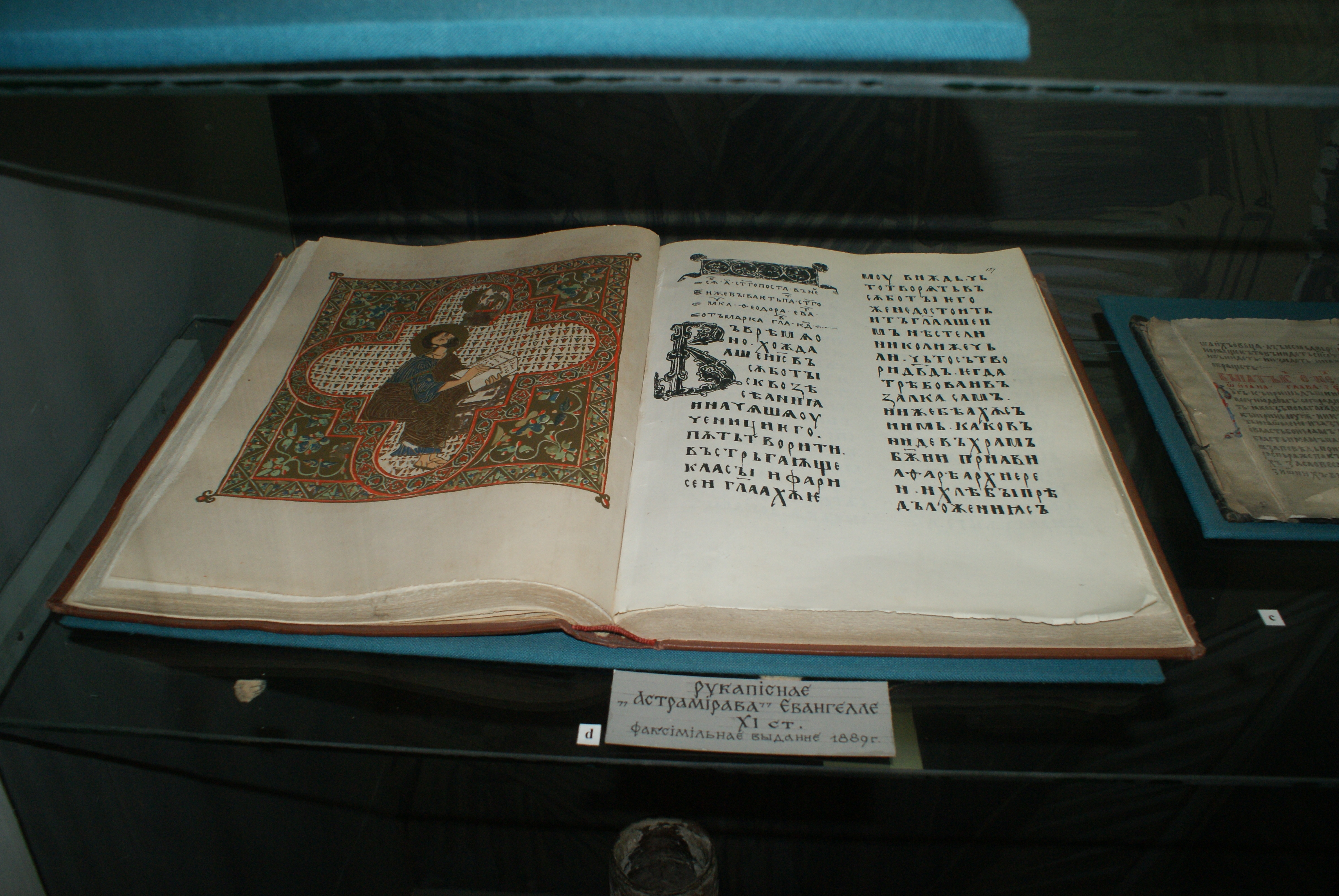
أناجيل أوسترومير، أقدم كتاب مؤرخ في اللغات السلافية الشرقيَّة.

وفقاً للتقاليد المسيحية تعود أصول تطور المجتمع المسيحي الروسي إلى الرسول أندراوس، والذي يعتقد أنه زار سكيثيا والمستعمرات اليونانيَّة على طول الساحل الشمالي للبحر الأسود. وفقاً لأحد الأساطير، وصل أندراوس إلى موقع كييف وتنبأ بتأسيس مدينة مسيحية عظيمة. وبحلول نهاية الألفية الأولى للميلاد، بدأت الأراضي السلافية الشرقية تتعرض للنفوذ الثقافي للإمبراطورية الرومانية الشرقية. في عام 863 وعام 869، قام الرهبان اليونانيين البيزنطيين كيرلس وميثوديوس، وكلاهما من مقدونيا اليونانية، بترجمة أجزاء من الكتاب المقدس إلى اللغة السلافونية الكنسية القديمة لأول مرة، مما مهد الطريق أمام تنصير الشعوب السلافية في أوروبا الشرقية، والبلقان وأوكرانيا وجنوب روسيا. وهناك أدلة على إرسال أول أسقف مسيحي إلى نوفغورود من القسطنطينية، إمَّا من قبل البطريرك فوتيوس أو البطريرك إجناتيوس، بين عام 866 وعام 867.
بحلول منتصف القرن العاشر، كان هناك بالفعل مجتمع مسيحي متواجد بين طبقة نبلاء كييف، تحت قيادة الكهنة اليونانيين البيزنطيين، وعلى الرغم من أن الوثنية ظلَّت هي الديانة السائدة. وكانت الأميرة أولغا من كييف هي أول حاكم للكنيسة الروسية في «خقانات روس»، واعتنقت المسيحية، إما في عام 945 أو عام 957. وكانت كنيسة كييف كنيسة حضرية صغيرة تابعة لبطريركية القسطنطينية، وقام البطريرك المسكوني بتعيين المتروبوليت، الذي كان عادةً من القومية الإغريقية، والذي كان يحكم كنيسة خقانات روس. وكان مقر إقامة المتروبوليتان في الأصل في كييف نفسها، عاصمة خقانات روس والتي تعود للقرون الوسطى.

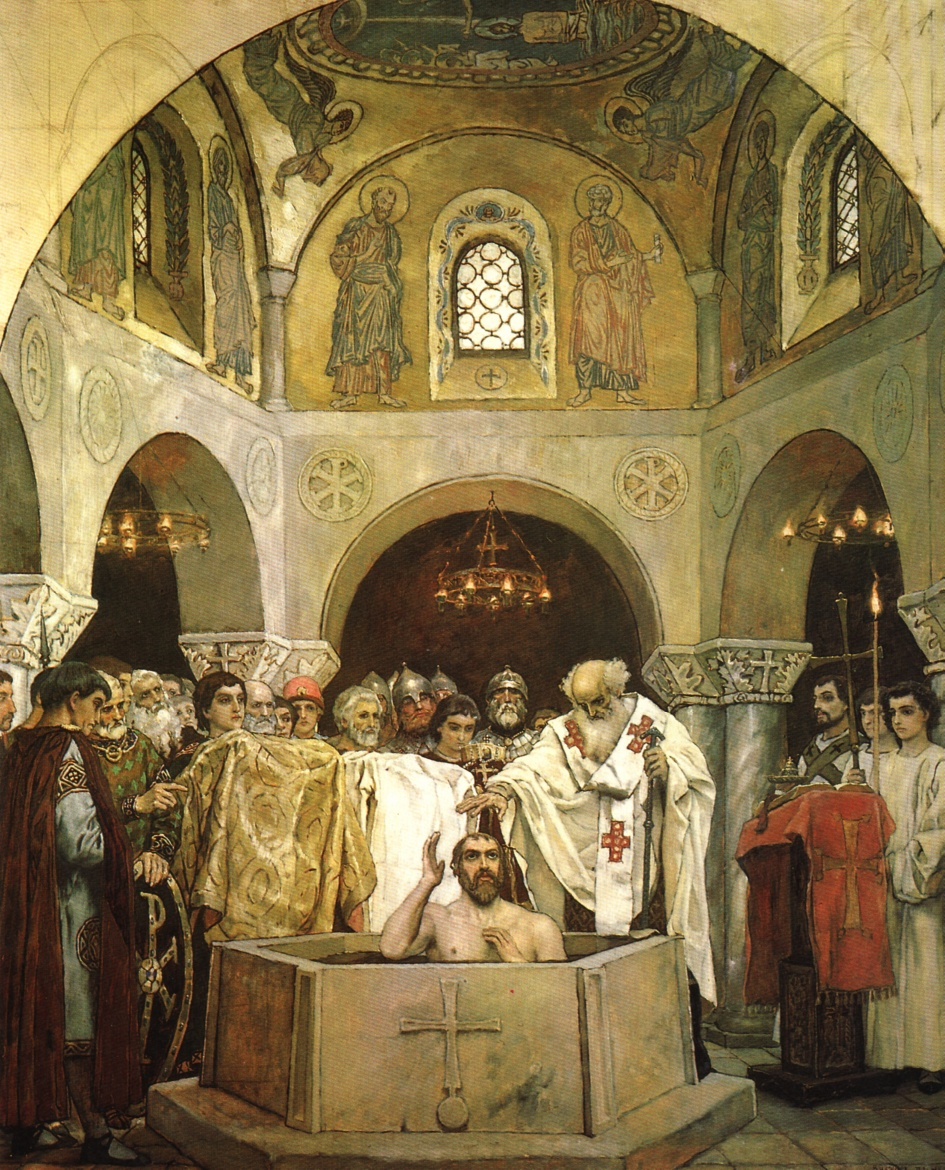
معمودية كيفانس، أدَّى هذا الحدث لتحول روسيا إلى أكبر دولة أرثوذكسية في العالم.

يعتبر زعيم الفايكنغ روريك الذي اتخذ من نوفغورود حاضرة له عام 862م بطلب من أهلها؛ مؤسس السلالة التي حكمت روسيا نحو سبعة قرون، ونقل ابنه أوليغ العاصمة إلى كييف، وفي عهد حفيده فلاديمير الأول دخلت المسيحية بلاد روس وانتشرت وفق المذهب الأرثوذكسي، حيث اعتنق الأمير فلاديمير الأول المسيحية في عام 988م، وكان السلاف الشرقيون في ذلك الوقت يعبدون القوى الطبيعية. ولكن فلاديمير جعل المسيحية الدين الرسمي للدولة، ومن ثم اعتنقها الكثير من أهل دولته. وقد أصبح فلاديمير فيما بعد قديسًا للكنيسة الأرثوذكسية الروسية، وأصبحت الأخيرة والدولة مرتبطة دائما ارتباطاً وثيقاً. وكانت تلك هي بداية تَمازُج الثقافتين السلافية والبيزنطية اللتين شكلتا معًا ملامح الثقافة الروسية للألفيَّة التالية. خلال القرنين العاشر والحادي عشر أصبحت كييف روس واحدة من أكبر الدول في أوروبا والأكثر ازدهارًا. حيث كانت الإنجازات في مجالات الاقتصاد، العمارة، والأدب متفوقة على تلك التي كانت موجودة آنذاك في الجزء الغربي من القارة.
أصبحت العلاقات البيزنطية الكييفية أقرب بعد زواج آنا بروفيروجينيتا بفلاديمير العظيم في عام 988، والتنصير التالي لروس كييف. وجهت الدعوات للكهنة والفنانين والمعماريين البيزنطيين للعمل على العديد من الكاتدرائيات والكنائس مما وسع النفوذ الثقافي البيزنطي، بينما خدم العديد من شعب روس في الجيش البيزنطي كمرتزقة، ومن أشهرهم الحرس الفارانجي. إلا أنه وبعد تنصير الروس، لم تكن العلاقات ودية دائمًا. كان أكثر النزاعات جدية بين القوتين حرب 968-971 في بلغاريا، ولكن سجلت العديد من غارات الروس على المدن البيزنطية على ساحل البحر الأسود والقسطنطينية ذاتها. رغم صد العديد منها، تبعتها عادة اتفاقيات كانت في غالبها لصالح الروس، مثل تلك التي أنهت حرب 1043، والتي أظهر فيها الروس طموحاتهم في منافسة البيزنطيين كقوة مستقلة.
بينما كانت كييف تفقد أهميتها السياسية والثقافية والاقتصاديَّة بسبب الغزو المغولي، انتقل متروبوليتان مكسيموس إلى بلدة فلاديمير في عام 1299؛ وفام خلفه متروبوليتان بيتر بنقل مقر الإقامة إلى موسكو في عام 1325. بعد الغزو المغولي، كانت الكنيسة الروسية محوريَّة في بقاء وحياة الدولة الروسية. على الرغم من الاغتيالات ذات الدوافع السياسية لميخائيل من تشرنيغوف وميخائيل في تفير، كان المغول متسامحين بشكل عام وحتى منحوا إعفاء ضريبي للكنيسة. وساعدت هذه الشخصيات المسيحية مثل سيرجيوس رادونيز ومتروبوليت أليكسيس البلاد على تحمل سنوات من القمع التتاري، والتوسع على الصعيدين الاقتصادي والروحي. وأصبح دير الثالوث الذي أسسه سرجيوس من رادونيج المكان المناسب لإزدهار الفن الروحي، والذي جسدته أعمال اندريه روبليوف. وأسس أتباع سرجيوس أربعمائة دير، مما وسع النطاق الجغرافي لدوقية موسكو.

### العصور الوسطى

كنيسة مخلص الدم الأرثوذكسية في مدينة سانت بطرسبرغ.

يعد دانييل ألكسندروفيتش، الابن الاصغر لألكسندر نيفسكي، مؤسس إمارة موسكو (المعروفة باسم الإمبارة المسكوفية أو المسقوفية)، التي طردت التتار من روسيا في نهاية المطاف. منح التتار لقب أمير موسكو الكبير لأمراء موسكو وجعلوهم سماسرة لجمع الضرائب لهم من الإمارات الروسية. كانت عملية جمع الضرائب قد بدأت منذ إمارة إيفان الأول الذي كان يلقب بلفظ حقيبة النقود وذلك حوالي سنة 1330م. وكان إيفان يحتفظ ببعض نقود الضرائب لديه. واشترى العديد من الأراضي، ووسع من أراضيه كثيرًا. وأخذ بعض الأمراء الآخرين، وملاك الأرض الكبار للخدمة في الجيش المغولي والحكومة. وبالإضافة إلى ذلك، فإن إيفان أقنع بطريرك الكنيسة الروسية الأرثوذكسية بالبقاء في موسكو. خلال حقبة إيفان الثالث وخلفه عانت الكنيسة من عدد من البدع والخلافات.
بعد ازدياد نفوذ موسكو أصبح أميرها الكبير يحمل لقب القيصر. وفي عام 1547م أصبح إيفان الرابع، الذي اشتهر بلقب إيفان الرهيب أول حاكم على موسكو يتوج بلقب قيصر، وقد استطاع إيفان أن يجعل سلطة القيصر طاغية طغيانًا كاملاً على كل روسيا. كما أجرت الكنيسة الروسية الأرثوذكسية بعض التغييرات في محتويات الكتاب المقدس والشعائر الدينية مما أثار معارضة بعض الروس الذين ظلوا على العهد القديم حتى الآن. وكان إيفان يعطي أراضي ضحاياه أجورًا لأولئك الذين يخدمونه من ملاك الأراضي في الجيش أو الحكومة. كذلك فإنه وضع قوانين تحدد عدد المقاتلين والجياد التي يجب أن يقدمها ملاك الأراضي لقواته المقاتلة. وقام إيفان بحرق الكثير من القرى والمدن، كما قتل بعض زعماء الكنيسة الذين عارضوه، بل إنه ذهب إلى أبعد من ذلك فقد قتل أكبر أبنائه في إحدى ساعات غضبه. بدأ عصر الاضطراب بسبب تدهور سلطات القيصر وانهيارها بعد موت إيفان. كان ثيودور الأول وهو الابن الثاني لإيفان قيصرًا ضعيفًا، وأصبح شقيق زوجته بوريس جودونوف الحاكم الفعلي لروسيا.

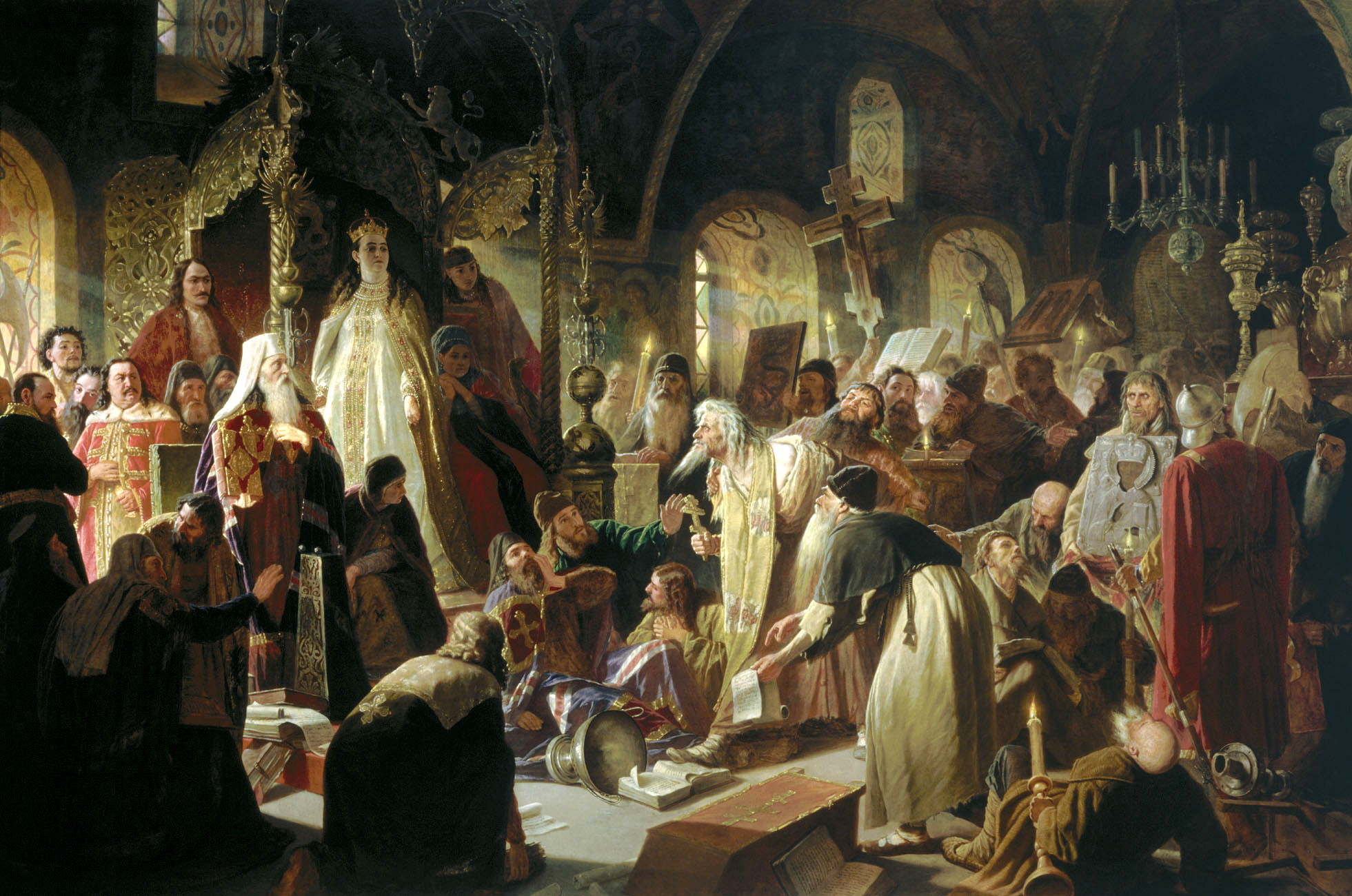
البطريرك نيكون يقوم بإصلاح الخدمة الكنيسة وهو حدث سبّب انشقاق داخل الكنيسة الروسيَّة الأرثوذكسيَّة.

نضجت في نهاية القرن السادس عشر في روسيا فكرة إجراء اصلاحات في النظام الكنسي. وبدأت هذه الإصلاحات مع بداية القرن السابع عشر وبالذات في الفترة بين عام 1619 وعام 1633 مغ قيام البطريرك فيلاريت بمحاولات لرفع اسم الكنيسة وسمعتها وجعلها أكثر استقلالاً كما وسع ملكية الكنيسة والأديرة من الأراضي كما أسس مبنى البطريركية ومنح البطريرك سلطات قضائية على رجال الدين وفلاحي اللأديرة. مع كل هذا بدأت الكنيسة في اربعينات القرن السابع عشر تفقد استقلالها ورجال الدين يهتمون فقط بالحقوق السياسية والاقتصادية وتتقلص امتيازاتها وتمنع من شراء اراضي جديدة. وعمل نيكون الذي انتخب بطريركاً لموسكو وسائر روسيا عام 1652 على تعزيز دور الكنيسة واعادة هيبتها بعد ان حصل على دعم كبير من طرف القيصر أليكس الأول وباشر بالإصلاحات الكنسية التي حسب رأيه كانت ضرورية لتوحيد الطقوس ومحتوى الكتب الدينيَّة لكافة الكنائس الروسيَّة الأرثوذكسية. حيث أنَّ طقوس الكنيسة اليونانية التي اعتمدتها روسيا القديمة عام 980 حصلت فيها تغيرات جوهرية كما حصل في كتب الخدمة الدينيَّة بعكس الكنيسة الروسية التي حافظت عليها بشكلها الاولي.
ان جوهر الإصلاحات الكنسية التي بدأها البطريرك نيكون عام 1653 كانت تهدف إلى توحيد القواعد والطقوس الكنسيّة وأكثر التعديلات تعرضت لها الكتب الدينية حيث أمر بإتلاف كافة الكتب السابقة. كما أمر نيكون من المصلين ان يرسموا علامة الصليب بثلاثة أصابع كما يفعل اليونانيون بدلاً من اصبعين كما منع مس الأرض عند الخشوع واستبداله بانحناء. وعارض عدد من الأرثوذكس التغييرات التي قام بها البطريرك نيكون وأطلق على المعارضين أو أتباع الطقوس القديمة لقب «المؤمنين القدماء».

### الإمبراطورية الروسية

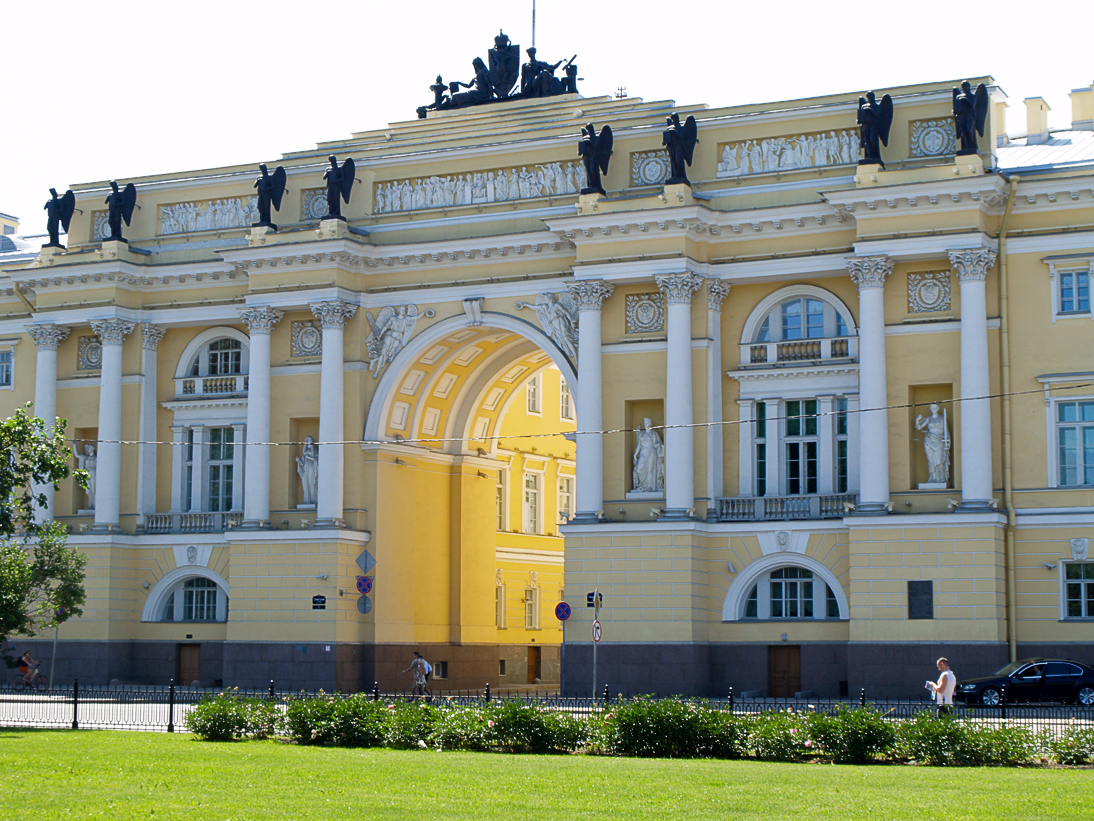
المقر الرئيسي للمجمع المقدس للامبراطورية الروسية في سانت بطرسبورغ.

حكم بطرس الأول أو الأكبر (1672-1725)، بمنطق الشخص الوحيد في روسيا ولعب دوراً رئيسياً في جلب بلاده إلى نظام الدول الأوروبية، فأصبحت روسيا أكبر دولة في العالم في عهده، بعد أن ابتدت بدايةً متواضعة في القرن الرابع عشر كإمارة موسكو. دُمجت الكنيسة الأرثوذكسية جزئيًا في الهيكل الإداري للدولة، وذلك كجزء من عملية إصلاح الحكومة، الأمر الذي جعلها أداة للدولة. وفي خطوة مشابهة أقدم بطرس على إلغاء البطريركية واستعاض عنها بهيئة جماعية يُطلق عليها اسم «المجمع المقدس»، على رأسها مسؤول حكومي. وفي الوقت نفسه، قام بالقضاء على ما تبقى من أنظمة الحكم الذاتي المحلية، واستمر بالتركيز على العمل بمبدأ خدمة الدولة من قبل جميع النبلاء. وكانت المسيحية الأرثوذكسية الروسية هي دين الدولة الرسمي في الإمبراطورية الروسية، وقد اعتنقها أغلبية سكان الإمبراطورية. وكان رئيس الكنسية الأرثوذكسية الروسية هو القيصر، الذي يحمل لقب المدافع الأعلى للكنيسة، وعلى الرغم من أنه كا قد ألغى جميع التعيينات، إلا أنه لم يكن له حق البت في مسائل العقيدة أو تعاليم الكنيسة. وكانت سلطة الإمبراطور الروسي، قبل إعلان بيان أكتوبر، لا يحدها إلا شيء واحد: انتمائه وزوجته إلى الكنيسة الأرثوذكسية الروسية والانصياع لقوانين الخلافة، التي أنشأها القيصر بولس الأول سنة 1797. وكان بُطرس الأول شديد التدين، حيث نشأ على مذهب المسيحية الأرثوذكسيَّة، لكنه كان ينظر بريبة إلى التسلسل الهرمي للكنيسة. خلال حقبة بُطرس الأول لم تكن مهنى الكهنوت شائعة بين أبناء مجتمع الطبقة العليا الروسيَّة. حيث كان معظم كهنة الرعايا من أبناء الكهنة، وكانوا متعلمين بشكل سيئ جداً، وكانوا يحصلون على أجر قليل جداً. في حين كان الرهبان في الأديرة يتمتعون بوضع أعلى قليلاً.
انحصرت السلطة الكنسية الرئيسية في يد المجمع المقدس، ورئيسه المدعي العام، الذي كان في ذات الوقت أحد أعضاء مجلس الوزراء، ويُمارس صلاحيات واسعة جداً في المسائل الكنسية. أطلقت الإمبراطورية حرية المعتقد الديني، حيث كان كل الأشخاص مهما كان دينهم، يُمارسون شاعائرهم بحريّة، ما عدا اليهود، الذين وُضعت عليهم بعض القيود. وكان رؤساء الكنسية الأرثوذكسية الروسية الوطنية يتألفون من ثلاث أساقفة مدن، هي مدن سانت بطرسبرغ وموسكو وكييف، وأربعة عشر رئيس أساقفة وخمسين أسقفًا عاديًا، وكلهم قادمون من صفوف رجال الدين الرهبان العزاب. كان لا بد لرجال الدين البابويين الزواج عند تعيينهم، ولكن كان إذا ترملوا لا يُسمح لهم بالزواج مرة أخرى، وهذه القاعدة لا تزال تطبق حاليًا. وأعلن بُطرس الثالث بُعيد تربُّعه على العرش عن نيَّته إجراء إصلاحاتٍ دينيَّةٍ وكنسيَّةٍ شاملةٍ في البلاد، مما كان سببًا رئيسيًّا في زيادة النقمة عليه. حيث أقدم أقدم بُطرس على عدَّة خُطوات كانت بِمثابة القشَّة التي قصمت ظهر البعير، فصادر مُمتلكات الكنيسة الروسيَّة، وألغى الامتيازات الإقطاعيَّة الممنوحة لِلأديرة، وأعلن لِبعض المُقربين منه نيَّته إجراء إصلاحاتٍ دينيَّةٍ شاملةٍ في طول البلاد وعرضها. عند هذه المرحلة، رأى أغلب النُبلاء والعسكريين ورجال الدين أنَّ بُطرسًا غير مُؤهَّل لِلحُكم، واتهموه بالجهالة والعته وكره روسيا والميل لِأعداء البلاد. في أواخر القرن السابع عشر وأوائل القرن الثامن عشر، شهدت الكنيسة الروسيَّة الأرثوذكسيَّة توسعًا جغرافيًا واسعًا. وقُدمت العديد من الحوافز المالية والسياسية بالإضافة إلى الحصانة من الخدمة العسكرية إلى القادة السياسيين المحليين الذين اعتنقوا الأرثوذكسية وقاموا بتشجيع الاستيطان الأرثوذكسي في سيبيريا وآسيا الوسطى. وفي القرنين التاليين، امتدت الجهود التبشيرية عبر سيبيريا إلى ألاسكا. ومن الأشخاص البارزون في هذا الجهد التبشيري إينوسنت من إيركوتسك وهيرمان والذين قاموا بتعلم اللغات المحلية وترجمت الأناجيل والأناشيد.

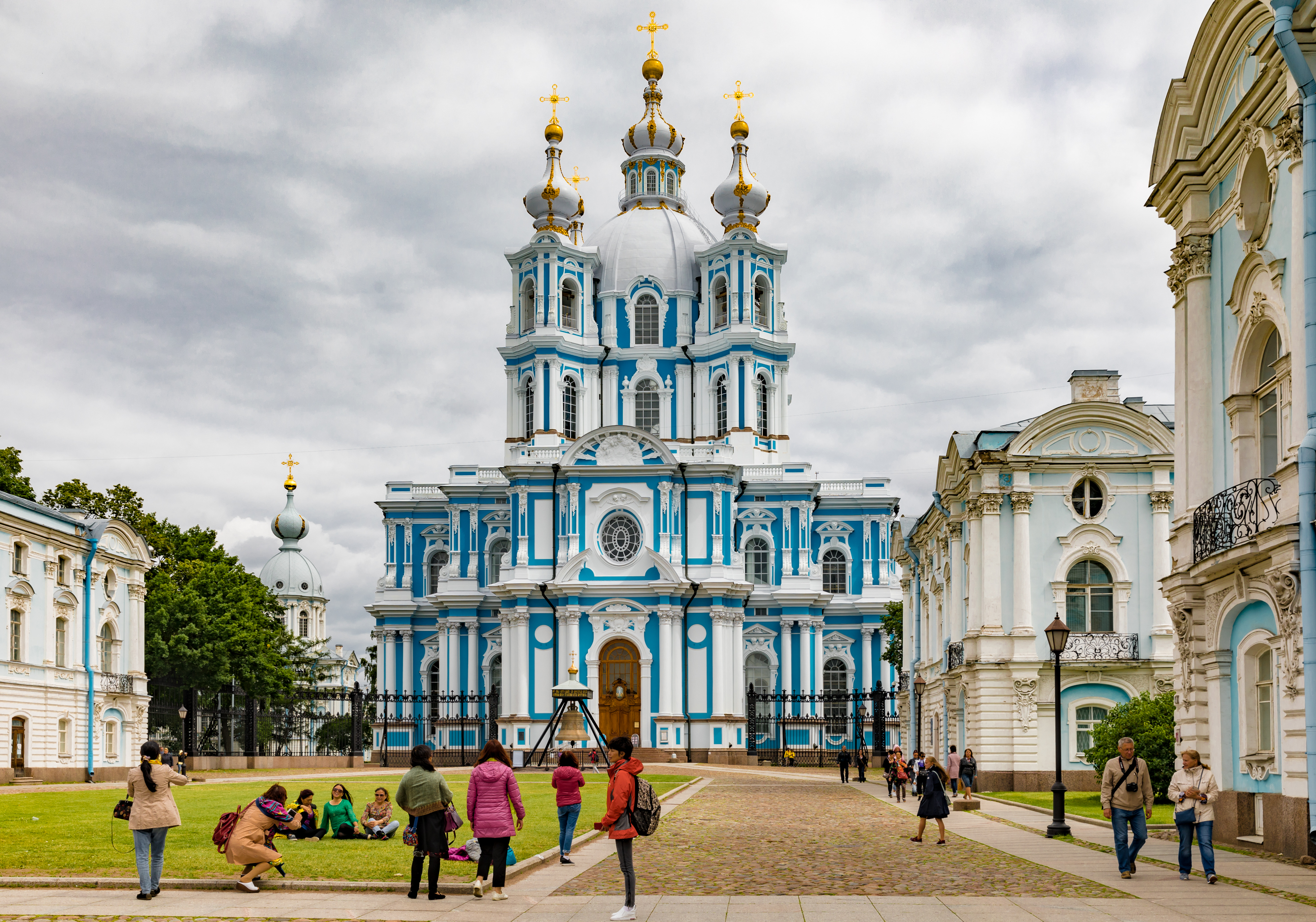
دير سمولني في سانت بطرسبرغ؛ بُني لإيواء إليزابيث إمبراطورة روسيا.

تميَّزت روسيا خِلال العهد الكاتريني بِالتسامُح الديني إجمالًا، إذ أصدرت كاترين الثانية سنة 1773م قانونًا ينص على احترام جميع العقائد والأديان ويمنع الكنيسة الروسيَّة الأرثوذكسيَّة من التدخُّل في شؤون الديانات الأُخرى غير المسيحيَّة، حيث سُمح للمسلمين ببناء المساجد وممارسة جميع تقاليدهم، بما في ذلك الحج إلى مكة. كما نصَّ القانون على السماح لِأي طائفةٍ مسيحيَّة غير أرثوذكسيَّة بِإنشاء كنائسها الخاصَّة وإقامة صلواتها وطُقوسها بها. ويبدو أنَّهُ كان لِرغبة كاترين وقابليَّتها الاستغناء عن ثقافتها وخلفيَّتها الألمانيَّة الپروتستانتيَّة اللوثريَّة وتبنيها لِكُل وجهٍ من أوجه الثقافة والحضارة الروسيَّة (بما فيها المذهب الأرثوذكسي الشرقي) دورٌ في جعلها غير مُتعصبة لِدينٍ أو مذهبٍ دون آخر، أو حتَّى غير مُبالية. وعلى الرُغم من أنَّ كاترين لم تفرض على أحد اتباع مذهبٍ أو دينٍ مُعيَّن، إلَّا أنَّها ضيَّقت الخِناق على المُنشقين عن الكنيسة الروسيَّة، فلم تسمح لهم ببناء كنائسهم الخاصَّة في سبيل الحِفاظ على الهويَّة الوطنيَّة المُميزة لِروسيا، كما أنها قمعت المُلحدين ومُعارضي الأديان بِقُوَّة عندما نشبت الثورة الفرنسيَّة خوفًا من تأثرهم بِالعلمانيين والمُلحدين الفرنسيين الذين جاهروا بِعداء الكنيسة الكاثوليكيَّة. وأوقفت كاترين الثانية - خِلال سنوات حُكمها الأولى - اضطهاد أصحاب الإيمان القديم، وهؤلاء طائفة من الروس الأرثوذكس كانوا ما يزالون مُتبعين لِلشعائر والطُقُوس القديمة التي سبقت إصلاحات البطريرك نيكون المسكوبي مُنذ ما يزيد عن مائة سنة، فدعتهم إلى العودة إلى بلادهم التي نُفُوا منها وشملتهم بِالحماية الكاملة، وشجعتهم على استثمار واستغلال الأراضي المهجورة، كونهم اشتهروا بأنهم مُزارعين وحرفيين نشطين، فعاد أغلبهم إلى موطنهم الأصلي واستقرُّوا مُجددًا، ثُمَّ ما لبثت كاترين أن أصدرت مرسومًا يسمح لهم باتخاذ مرجعيَّتهم الخاصَّة دون الرُجُوع إلى البطريركيَّة المسكوبيَّة. وخلال هذا العهد تم تقديم توصيات بإنشاء نظام تعليمي شامل لِجميع الروس المسيحيين الأرثوذكس اللذين تتراوح أعمارُهم بين 5 و18 سنة، باستثناء الأقنان منهم. ويُشير المُؤرِّخ الألماني تُيودور گريسنجر أنَّ گريگوري پوتمكين تلقَّى رشاوى وهدايا قيِّمة كثيرة من الرهبنة اليسوعيَّة حتَّى سمح لِليسوعيين بِإقامة مركزٍ لهم في روسيا، بعد أن كانت رهبنتهم قد حُظرت في جميع أنحاء أوروپَّا. وقام اليسوعيين ببناء شبكة من المدارس الداخلية للنخبة الروسية في أستراخان وموسكو وريغا وساراتوف وسانت بطرسبرغ وعبر القوقاز وسيبيريا. وحصل الفصيل اليسوعي في بيلاروسيا على رعاية كاترين الثانية. وعلى الرغم من أن ألكسندر الأول سحب رعايته لليسوعيين في عام 1812، ومع استعادة الرهبنة اليسوعيَّة مكانتها في أوروبا، على إثر عودة البابا بيوس السابع من المنفى وهزيمة نابليون بونابرت عام 1814، حيث ألغي الحظر المفروض على الرهبنة اليسوعية وأعيدت إلى سابق موقعها في الكنيسة الجامعة. وكان لهذا تأثير مؤقت فقط على الرهنبة في روسيا. حيث قام ألكسندر الأول في النهاية بطرد جميع اليسوعيين من الإمبراطورية الروسية في عام 1820.
تبعت الإمبراطورية الروسية سياسات تمييزية تجاه اليهود تكثفت عندما أدى تقسيم بولندا في القرن الثامن عشر، ونظرًا لِأنَّ اليهود كانوا يعيشون في مُجتمعاتٍ شبه مُنغلقة ويتبعون أساليب حياةٍ مُختلفة عن أساليب حياة الروس المسيحيين، فكانت خلفيتهم الثقافيَّة وديانتهم وعاداتهم وتقاليدهم مُختلفة عن خلفيَّة سائر الشعب. وتخوَّفت كاترين الثانية وحاشيتها من هجرة اليهود من المناطق التي يقطنوها بعد أن ضُمَّت إلى روسيا إلى المناطق الوُسطى من الإمبراطوريَّة ذات الغالبيَّة المسيحيَّة، بناءً على هذا، أصدرت كاترين الثانية أمرًا بِإنشاء إقليمًا خاصًا لِسُكنى اليهود سنة 1791م، بحيثُ لا يُسمح لهم بِمُغادرته والسكن خارجه إلَّا لو تنصروا واعتنقوا المذهب الأرثوذكسي، وضمَّ ذلك الإقليم جميع المُقاطعات البولونيَّة التي كان يسكُنها اليهود قبل ضمِّها إلى روسيا، إلى جانب مناطق السُهوب القريبة من سواحل البحر الأسود. وبحسب مصادر تحول 40,000 روسي يهودي إلى المسيحية بين عام 1836 وعام 1875. وخلال عملية تهجير الشركس في القرن التاسع عشر على يد الإمبراطورية الروسية أجبرت أعداد من الشركس على التحول للديانة المسيحية للبقاء في أراضي الإمبراطورية. ومُنع المسلمون بنشاط من امتلاك أقنان أرثوذكس.

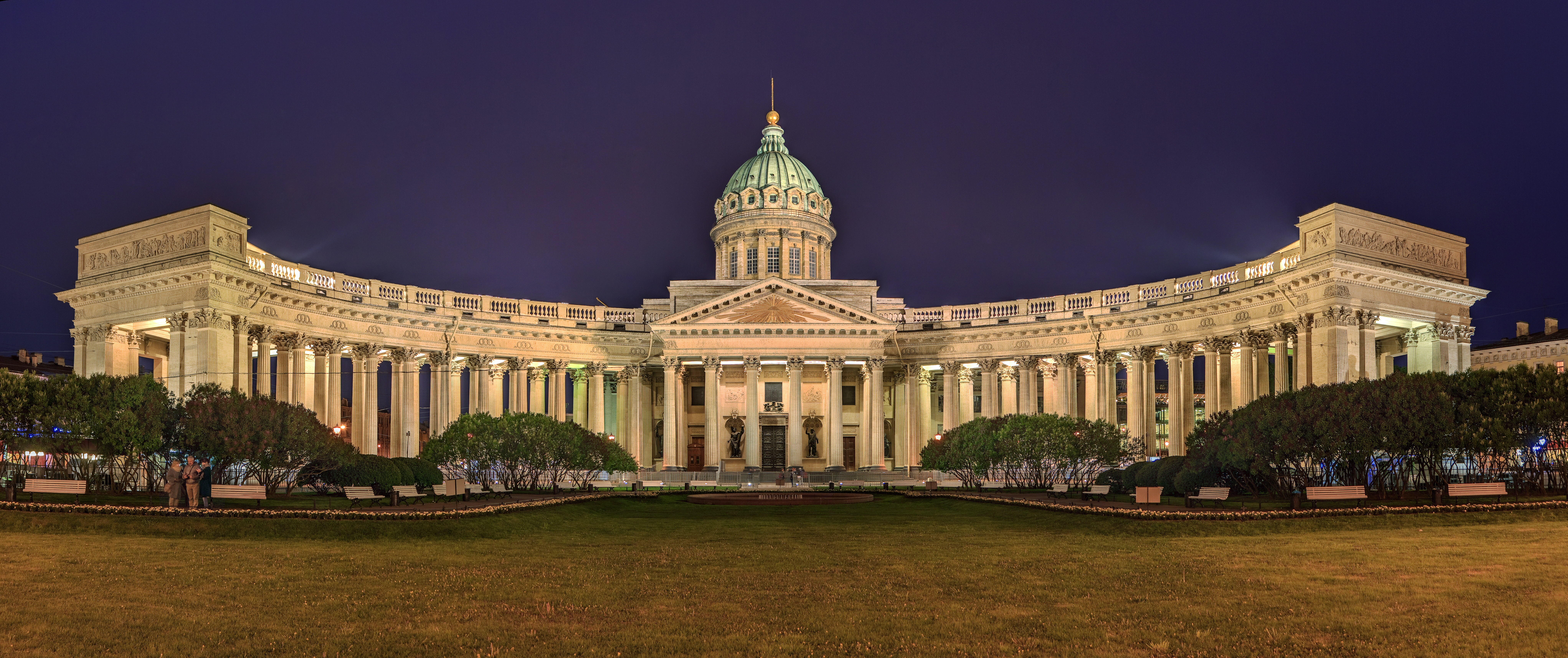
كاتدرائية كازان، سانت بطرسبرغ: كانت الكنيسة الأرثوذكسية الرئيسية في الإمبراطورية الروسية.

مع مرور الوقت شكلّ إكليروس الكنيسة الروسية الأرثوذكسية طبقة كهنوتية وراثية، وكان الزواج من خارج هذه العائلات الكهنوتية ممنوع منعاً باتاً؛ وفي الواقع لم يتسامح بعض الأساقفة مع رجال الدين الذين يتزوجون من خارج الأسر الكهنوتية في أبرشيتهم. وفي عام 1867 ألغى السينودس مطالبة الأسر بمواقع كهنوتيَّة. خلال العقود الأخيرة من النظام الإمبراطوري الروسي، سعى العديد من المثقفين الروس للعودة إلى حضن الكنيسة وحاولوا إعادة إحياء إيمانهم، من خلال مسارات غير المطابقة من البحث الروحي المعروف باسم «البحث عن الله». وقام الكتاب والفنانين والمثقفين بأعداد كبيرة بالانجذاب نحو الصلاة الخاصة، والتصوف، والروحانية، والفلسفة. وشهدت البلاد نشاطًا متجددًا ومتنوعًا في الحياة الدينية والروحانية بين الطبقات الدنيا، خاصةً بعد الاضطرابات التي حدثت عام 1905. وكان هناك اهتمام واسع النطاق بين الفلاحين بالأدب الروحي والأخلاقي والحركات الروحية الأخلاقية غير المطابقة، وتصاعد في الحج إلى الأماكن المقدسة في فلسطين، والمعتقدات في وجود قوة خارقة، كما تصاعدت حيوية «المجتمعات الكنسية» والتي عملت بنشاط على تشكيل الحياة الطقسية والروحية، أحيانًا في غياب رجال الدين. وكان واضحاً أيضاً انتشار ما وصفته المؤسسة الأرثوذكسية بـ «الطائفية»، بما في ذلك الطوائف المسيحية غير الأرثوذكسية، ولا سيَّما الكنيسة المعمدانية، وأشكال مختلفة من الأرثوذكسية والصوفية.

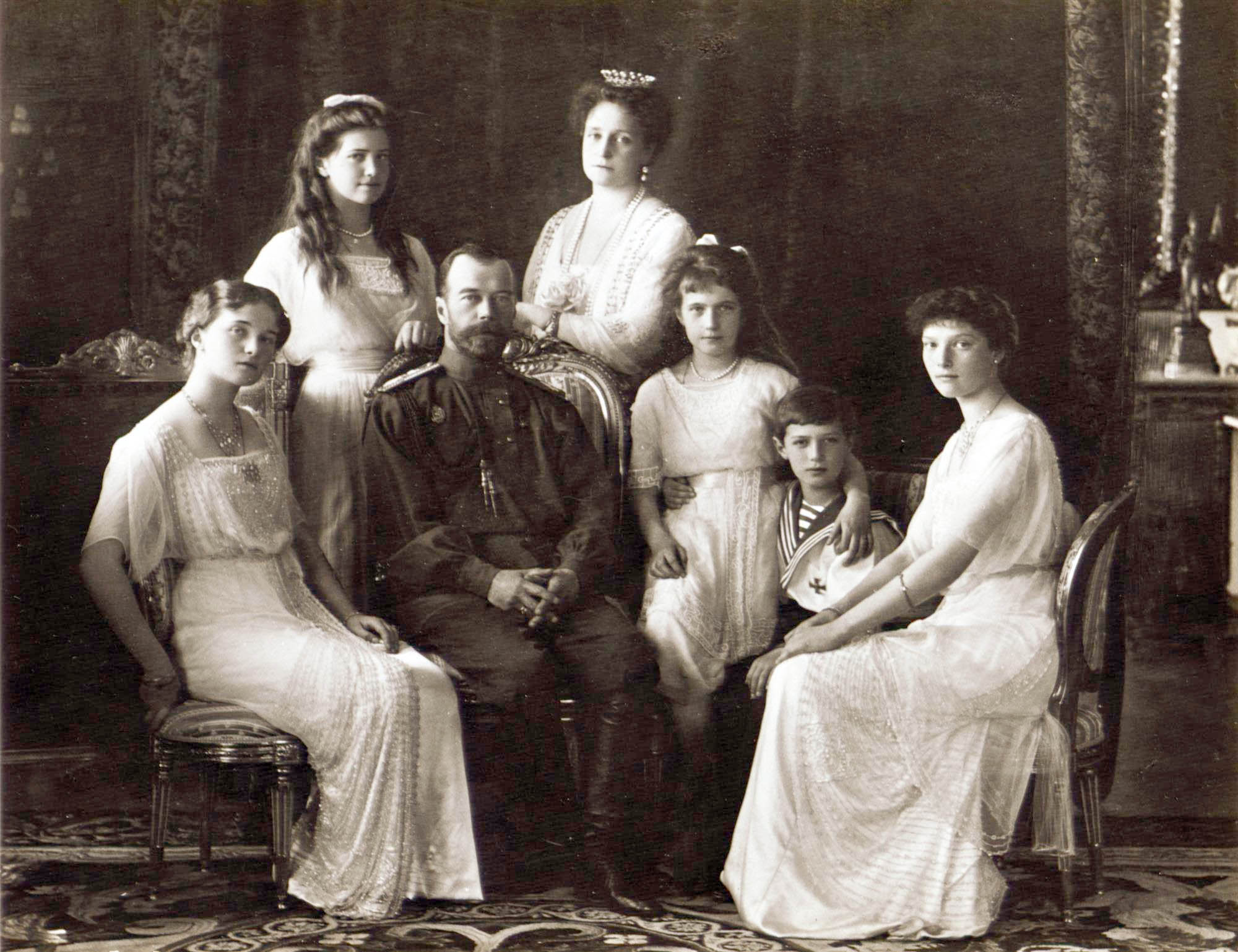
صورة تاريخية لنيقولا الثاني إمبراطور روسيا وأسرته: أعلنت الكنيسة الروسية الأرثوذكسية تقديسها لنيقولا وعائلته بصفتهم حاملي العاطفة وذلك في عام 2000.

خلال فترة القيصر الروسي نيقولا الأول هددت روسيا باحتلال الأفلاق والبغدان إن لم تعد الدولة العثمانية للإمبراطورية الروسية حق حماية المسيحيين الأرثوذكس الذي فقدته وفق نص معاهدة المضائق. وآمن الإمبراطور ألكسندر الثالث أنَّ بقاء الإمبراطورية على الأرثوذكسية الروسية، والأوتوقراطية، والقومية من شأنها أن تنقذ روسيا من التحريض الثوري. ووفقًا لإفادات نُشرت في عام 1905، المستندة إلى تعداد الإمبراطورية الروسية عام 1897، فإن أتباع مختلف الطوائف الدينية في جميع الإمبراطورية الروسية معدودون على النحو التالي: اعتنق السواد الأعظم من سكان الإمبراطورية المسيحية دينًا وشكلوا حوالي 84.1% من سكان الإمبراطورية، وانتمى أغلب المؤمنين بهذا الدين إلى المذهب الأرثوذكسي الروسي (حوالي 69.3%)، وذلك بفعل التثاقف والتفاعل طويل الأمد الذي جرى بين الروس والشعوب الأخرى الخاضعة للإمبراطورية منذ عهد بطرس الأكبر حتى قيام الثورة البلشفية. وانتشرت اللوثرية الأنجليكانية بين سكان القسم الغربي من الإمبراطورية، أي سكان محافظات البلطيق وإنغيريا ودوقية فنلندا الكبرى، كذلك انتشر بينهم المذهب الروماني الكاثوليكي بما أنه كان المذهب السائد قبل نشوء البروتستانتية. كما كان المذهب الروماني الكاثوليكي المذهب السائد في كونغرس بولندا، وضم كونغرس بولندا على مجتمع يهودي ملحوظ. في حين إنتشر المذهب الأرمني الرسوليّ والجورجي الأرثوذكسي إلى جانب الإسلام الشيعي في محافظات القوقاز. وكان الإسلام السنّي والمذهب الأرثوذكسي الروسي المذاهب السائدة في محافظات آسيا الوسطى. وأعلن نيقولا الأول نفسه حاميًا للكنيسة الأرثوذكسية الشرقية، ودخل القيصر نيقولا الثاني ورعاياه في الحرب العالمية الأولى بحماسة يدفعها شعورهم الوطني وإحساسهم القومي أي الدفاع عن أخوة الروس من السلاف الأرثوذكس، والصرب الأرثوذكس ضد معسكر دول المحور. وكانت الكنيسة الروسية الأرثوذكسية مؤسسة قوية في الامبراطورية الروسية، وارتبطت بالأسرة الحاكمة، فقد أعاد الأباطرة الروس من أسرة رومانوف، حماة المذهب الأرثوذكسي، الثنائية التقليدية في قيادة الكنيسة بينهم وبين البطاركة. وأصبح المعالج الروحاني غريغوري راسبوتين مقرباً من العائلة الملكية والمجتمع المخملي والأرستقراطي في سانت بطرسبرغ، حيث أنقذ ألكسي رومانوف ابن القيصر نيقولا الثاني من النزف حتى الموت حيث كان مصاباً بالناعور، فاقتنع القيصر وزوجته ألكسندرا فيودوروفنا بأنه قديس، وعاش السنوات السبع التالية ناصحاً لهما في القصر أو قريب منها. وشكّل النفوذ المتزايد لغريغوري راسبوتين أحد الأسباب التي سببت قيام الثورة الروسية عام 1917.

### الاتحاد السوفيتي

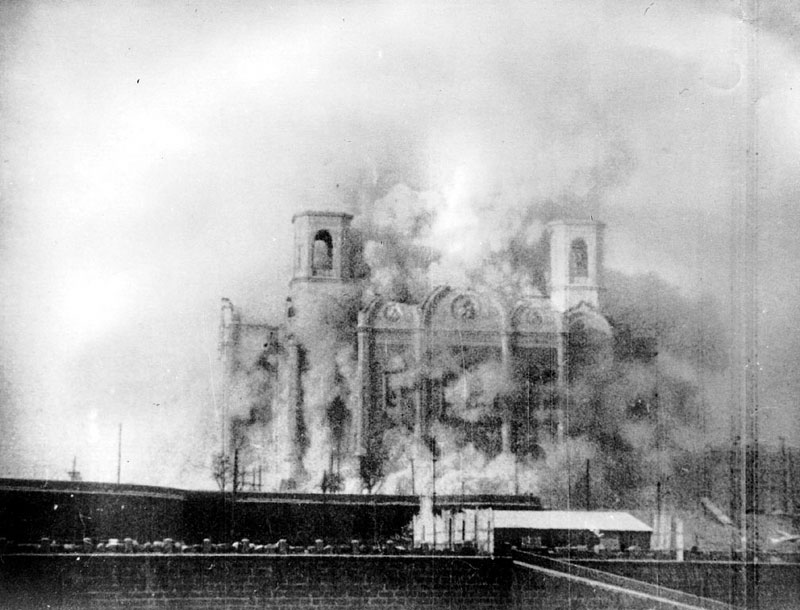
صورة تاريخية لتدمير كاتدرائية المسيح المخلص في موسكو سنة 1931.

في عام 1914 كان هناك 55,173 كنيسة روسيَّة أرثوذكسيَّة وحوالي 29,593 مصلى وحوالي 112,629 كهنة وشمامسة وحوالي 550 دير يضم حوالي 95,259 راهبًا وراهبة في روسيا. وكان عام 1917 نقطة تحول رئيسية في التاريخ الروسي، وكذلك في تاريخ وحياة الكنيسة الروسية الأرثوذكسية. حيث على امتداد تاريخ الاتحاد السوفيتي أي بين الأعوام (1922-1991)، قمعت السلطات السوفياتية واضطهدت مختلف أشكال المسيحية بدرجات مختلفة تبعًا لحقبة محددة. إن السياسة السوفياتية المعتمدة على الأيديولوجية الماركسية اللينينة، جعلت الإلحاد المذهب الرسمي للإتحاد السوفيتي، وقد دعت الماركسية اللينينية باستمرار السيطرة والقمع، والقضاء على المعتقدات الدينية.
وكانت الدولة ملتزمة بهدم الدين، ودمرت الكنائس والمساجد والمعابد، سَخِرت من القيادات الدينينة وعرضتهم للمضايقات ونفذت بهم أحكام الإعدام، وأغرقت المدارس ووسائل الإعلام بتعاليم الإلحاد، وبشكل عام روجت للإلحاد على أنه الحقيقة التي يجب على المجتمع تقبلها. العدد الإجمالي لضحايا سياسات دولة السوفييت الإلحادية من المسيحيين تم تقديره بما يتراوح بين 12-20 مليون.
استمرت المعتقدات والممارسات الدينية بين الغالبية العظمى من السكان، في الميادين المحلية والخاصة ولكن أيضًا في الأماكن العامة المنتشرة المسموح بها من قبل الدولة التي اعترفت بفشلها في استئصال الدين والأخطار السياسية من اندلاع حرب ثقافية لا هوادة فيها.
اختلفت التكتيكات المعادية للدين على مر السنين ما بين القاسية والمعتدلة في أوقات مختلفة. ومن بين التكتيكات الأكثر شيوعًا كان مصادرة ممتلكات الكنيسة، والسخرية من الدين ومضايقة المؤمنين، والترويج للإلحاد في المدارس وإجراءات معينة تجاه الأديان، ومع ذلك، تم تحديدها من مصالح الدولة، وتم تنظيم حظر الأديان بشكل جدّي. بعض الأعمال التي قامت ضد الكهنة الأرثوذكس والمؤمنون كان الإعدام مع التعذيب والإرسال إلى معسكرات الاعتقال، ومعسكرات العمل الشاق أو مستشفيات الأمراض العقلية. وقد تعرض الكثير من المسيحيين الأرثوذكس بالإضافة إلى أتباع الديانات الأخرى أيضا إلى التعذيب النفسي أو تجارب غسيل الدماغ من أجل إجبارهم عن التخلي عن معتقداهم الدينية. خلال السنوات الخمس الأولى من السلطة السوفياتية، نفذ البلاشفة قرارات إعدام لثمانية وعشرين من أساقفة الكنيسة الأرثوذكسية إلى جانب أكثر من 1,200 كاهن أرثوذكسي وتم سجن العديد من الآخرين أو تم نفيهم. أعيد تأسيس البطريركية الروسية الأرثوذكسية عام 1917 قبل شهرين من بدء الثورة البلشفية وذلك بتنصيب تيخون كبطريرك للكنيسة، ولكن تحت الحكم السوفييتي كانت الكنيسة محرومة من حقوقها القانونية وتعرضت لعملية قمع واضطهاد وخسرت الكثير من أتباعها نتيجة سيادة الفكر الإلحادي في الاتحاد السوفييتي وفي عام 1925 سجن البطريرك وقتل بأمر السلطات. وبحلول عام 1987، انخفض عدد الكنائس العاملة في الاتحاد السوفيتي إلى 6,893 وعدد الأديرة العاملة إلى 18 ديراً فقط. وفي عام 1987، وعلى الرغم من عقود من فرض الإلحاد على المجتمع حصل ما بين 40% إلى 50% من الأطفال حديثي الولادة (حسب المنطقة) على سر المعمودية. وتمت أكثر من 60% خدمات الجنازة حسب الطقوس المسيحية.

### الاتحاد الروسي

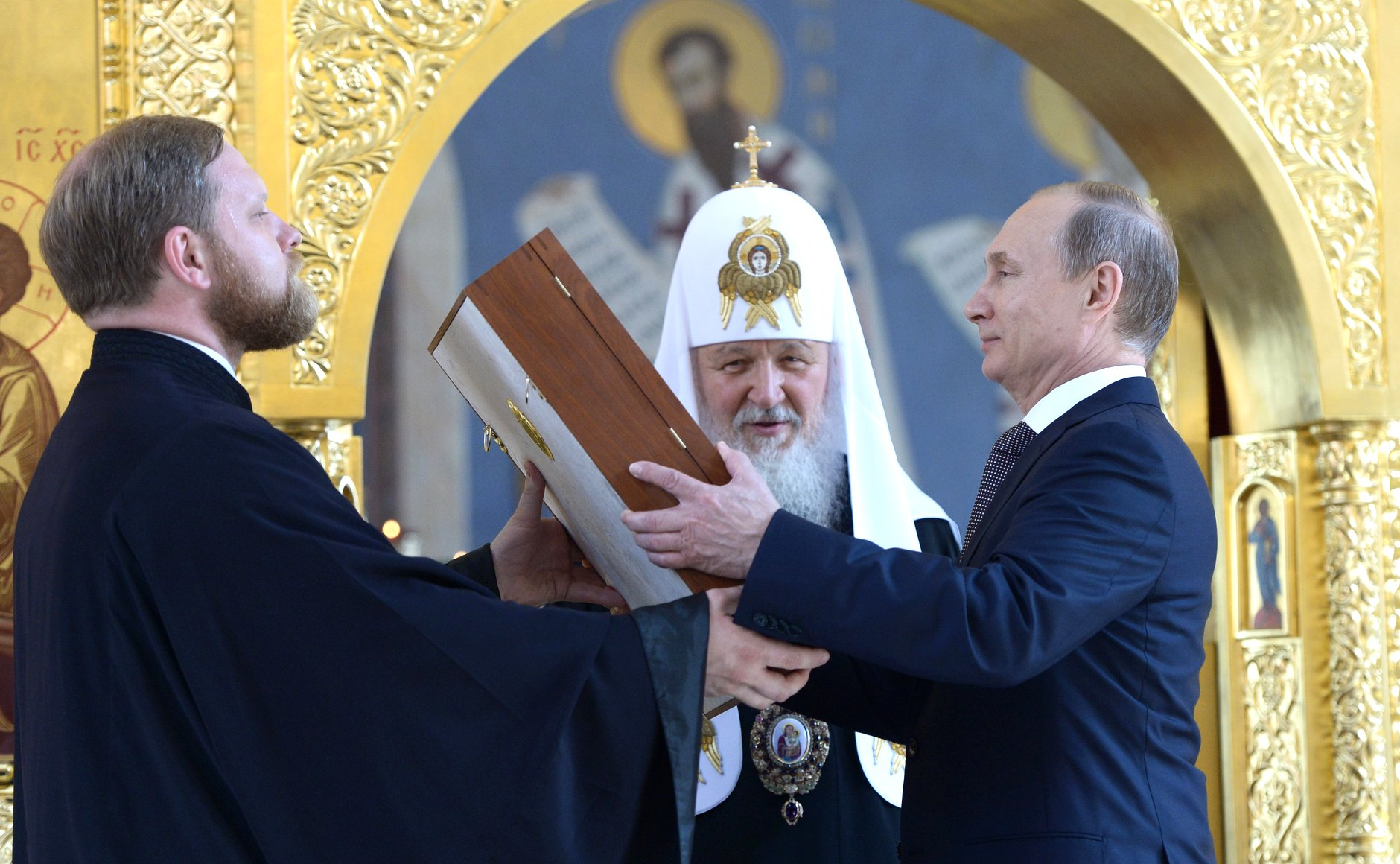
الرئيس الروسي الحالي فلاديمير بوتين إلى جانب البطريرك كيريل الأول: لدى الكنيسة الأرثوذكسية حضور بارز في المشهد السياسي الروسي.

منذ الحرب العالمية الأولى توزّع الملايين من سكان أوروبا الشرقية والشرق الأوسط في مناطق مختلفة لم يسكنها الأرثوذكس من قبل. فقيام الأنظمة الشيوعية سنة 1917 في الدول الأرثوذكسية تقليديًا؛ تسبب بهجرات واسعة إلى أوروبا الغربية ولا سيما فرنسا، وحاولت بطريركية موسكو أن تفرض وصايتها على الكنائس الأرثوذكسية في الشتات وذلك عام 1925. بيد أنها لاقت معارضة كبيرة من الأساقفة الذين غادروا أبرشياتهم وفروا من روسيا وحلّوا ضيوفاً على الكنيسة الصربية، فحولوا مركز قيادتهم إلى نيويورك باسم «الكنيسة الروسية الأرثوذكسية خارج روسيا» ولم يقيموا أي علاقات كنسية رسمية مع البطريركيات والكنائس الأرثوذكسية، كما وجدت «الكنيسة الأرثوذكسية الأوكرانية في الشتات» نفسها في الوضع الكنسي ذاته، وانضمت مجموعات أرثوذكسية أخرى في الشتات إلى البطريركية المسكونية.
منذ انهيار الشيوعية تعرف الكنيسة الأرثوذكسية نهضة قوية في روسيا حيث عادت لتشكل رباطاً للهوية الوطنية شاغلة الفراغ الذي خلّفه سقوط الايديولوجية السوفياتية، رافقه تنامى التأثير السياسي للكنسية الأرثوذكسية الروسية في الآونة الأخيرة وتوافقها مع سياسات الكرملين، وهو ما عرضها لعدة انتقادات. وقدمت الكنيسة في روسيا، موافقتها المقدسة على جميع قرارات فلاديمير بوتين السياسية، من غزو شبه جزيرة القرم وضمها إلى روسيا عام 2014 إلى إضفاء مأسسة رهاب المثلية، حيث تتخذ الكنيسة الروسية الأرثوذكسية موقف متشدد ضد العلاقات المثلية إذ دعت الكنيسة الإرثوذكسية الروسية إلى استفتاء على منع العلاقات المثلية قبيل انطلاق دورة الألعاب الأولمبية الشتوية في روسيا. وقد أيد البطريرك كيريل الأول رأس الكنيسة الروسية الأرثوذكسية، إعادة انتخاب فلاديمير بوتين كرئيس في عام 2012. كما أعربت الكنيسة الأرثوذكسية في روسيا عام 2015 عن دعمها قرار موسكو شنّ غارات جوية في سوريا ضد تنظيم «داعش»، ووصفت هذا التدخل بـ«المعركة المقدسة». وفي عام 2018 خلال احتفال بمناسبة الذكرى الثلاثين بعد الألف لاعتماد المسيحية من قبل الأمير فلاديمير، قال فلاديمير بوتين إن تبني المسيحية هو «نقطة البداية لتشكل وتطور الدولة الروسية، والولادة الروحية الحقيقية لأسلافنا، وتحديد الهوية، وازدهار الثقافة الوطنية والتعليم». وبحسب وسائل الإعلام تُعد هذه التصريحات تأكيد على الروابط القويَّة بين الحكومة والكنيسة الروسية الأرثوذكسية.

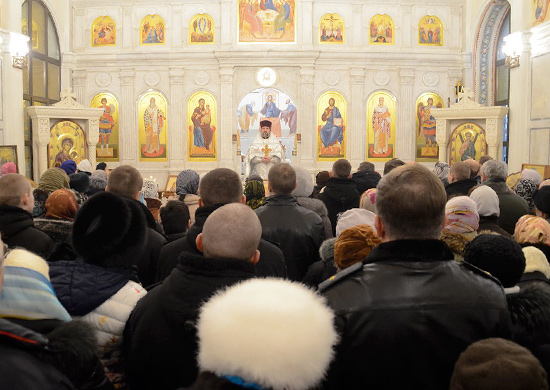
روس أرثوذكس يصغون إلى العظة؛ تشهد البلاد نهضة دينية منذ سقوط الشيوعية عام 1991.

في عام 1991 عشية سقوط الاتحاد السوفيتي كان 37% من سكان روسيا أرثوذكس شرقيين. بعد تفكك الاتحاد السوفيتي، ارتفعت نسبة الانتماء إلى الكنيسة الأرثوذكسية الشرقية بشكل كبير، ويبرز ذلك في عام 2015، حيث أعلن حوالي 71% من سكان روسيا عن كونهم أرثوذكس شرقيين، بالمقابل انخفضت نسبة الذين عرفوا على أنهم غير متدينين دينيًا أو لادينيين من 61% في عام 1991 إلى 18% في عام 2008. وتعتبر الكنيسة الروسية الأرثوذكسية وفقاً للدراسات أكبر الكنائس الأرثوذكسية الشرقية في العالم وقد شهدت عودة للنشاط والحيوية منذ نهاية الحكم السوفياتي. ويعرَّف أكثر من 70% من الروس أنفسهم بأنهم أرثوذكس وذلك على الرغم من أن هذا إلى حد كبير هو تعريف ثقافي، وليس دينياً). وتماشيا مع الكنائس الأرثوذكسية الأخرى، التي لا تعلق أهمية كبيرة على الحضور الأسبوعي للكنيسة، فإن عدد الأشخاص الذين يحضرون الخدمات بانتظام منخفض نسبياً، ومع ذلك فقد نما بشكل ملحوظ منذ تفكك الاتحاد السوفياتي. في ديسمبر من عام 2006، كان لدى الكنيسة الروسية الأرثوذكسية أكثر من 27,000 رعية، وحوالي 169 أسقفاً، وحوالي 713 أديراً، إلى جانب جامعتان، وخمس أكاديميات لاهوتية وخمسة وسبعون مدرسة لاهوتية في الأراضي الروسيّة. وفي السنوات الأخيرة، تم إعادة العديد من مباني الكنائس رسمياً إلى الكنيسة. وتنشط نوادي الشباب الأرثوذكسي والأكاديميات الروحية واللاهوتية في البلاد.
شهدت منطقة شبه جزيرة القرم أشكالاً من التوترات المذهبيَّة والطائفيَّة عقب الثورة الأوكرانية 2014 وأزمة القرم 2014 حيث أيد أتباع الكنيسة الروسية الأرثوذكسية والكنيسة الأوكرانية الأرثوذكسية الأطراف المؤيدة لروسيا، في حين أيّدت الكنيسة الأرثوذكسية الأوكرانية - بطريركية كييف والكنيسة الأوكرانية الكاثوليكية الأطراف المؤيدة لأوكرانيا. تاريخيًا عُرفت الكنيسة الأوكرانية الكاثوليكية بتأييد القومية الأوكرانية والانفصال عن روسيا. كما أن الكنيسة الأرثوذكسية التابعة لبطريركية كييف تأسست في العام 1992 بعد استقلال أوكرانيا في مواجهة بطريركية موسكو، ولم تعترف بها الكنائس الأرثوذكسية الأخرى في العالم. في أكتوبر من عام 2018 أعلنت الكنيسة الروسية الأرثوذكسية قطع صلتها مع بطريركية القسطنطينية المسكونية، وذلك بعدما اعترفت بطريركية القسطنطينية المسكونية، باستقلال الكنيسة الأوكرانية عن موسكو. واعتراف القسطنطينية بكنيسة مستقلة في أوكرانيا ينهي 332 عاما من الوصاية الدينية الروسية في أوكرانيا، حيث في عام 1686 صدر قانون كنسي منح بطريرك موسكو حق تعيين المتروبوليت في كييف. يمكن أن يؤدي إلى ظهور «عالمين أرثوذكسيين متخاصمين»، أحدهما موال لموسكو التي لديها العدد الأكبر من المسيحيين الأرثوذكس، وآخر موال للقسطنطينية التي تتمتع بالشرعية كونها أول بطريركية في التاريخ المسيحي الشرقي. وأبدى الكرملين قلقاً من اعتراف بطريركية القسطنطينية بكنيسة أرثوذكسية مستقلة في أوكرانيا، محذراً من أن القرار ينذر بانقسام في العالم الأرثوذكسي. في المقابل، رحّبت الحكومة الأوكرانية في كييف بالقرار، ورأى مراقبون أن الاعتراف بكنيسة مستقلة في أوكرانيا يُعد نتيجة طبيعية لتطور الأحداث، بعد ضمّ موسكو شبه جزيرة القرم وتدخلها في شرق البلاد، وينهي «العالم الروسي».

## ديموغرافيا

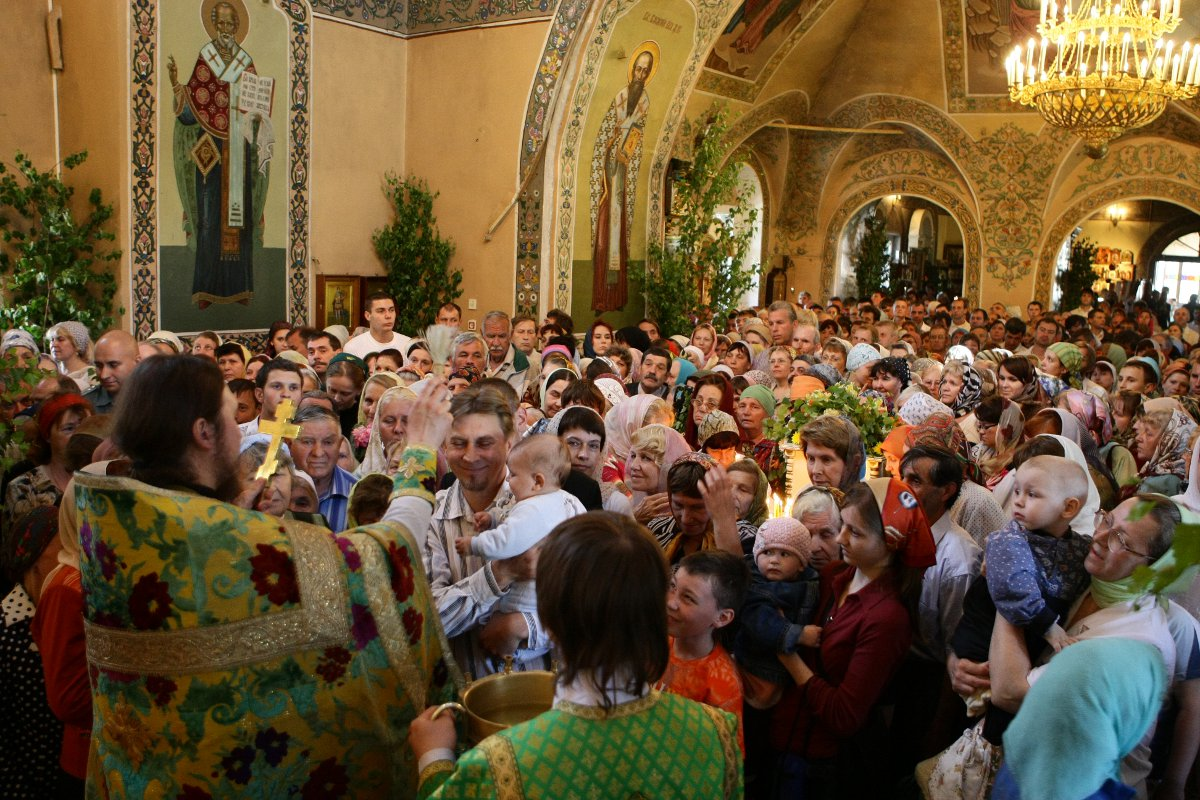
معمودية طفل روسي.

اعتمد العديد من أسلاف الروس الحاليين المسيحية الأرثوذكسية في القرن العاشر. وفقًا لوزارة الخارجية الأميركية حوالي المئة مليون مواطن روسي يعتبرون أنفسهم مسيحيين أرثوذكس حيث تبلغ نسبتهم 70% من مجموع السكان، على الرغم من أن 5% فقط من الروس اعتبروا أنفسهم متدينين. على أي حال تضم الكنيسة في عضويتها 80 مليون عضو. وفقًا لإستطلاع الرأي الذي اجراه مركز أبحاث لرأي العام الروسي عام 2007 قال; 63% من المستطلعين يعتبرون أنفسهم أرثوذكس، 6% من المستطلعين يعتبرون أنفسهم مسلمين وأقل من 1% يعتبرون أنفسهم إما بوذييين، كاثوليك، بروتستانت أو يهود. ثمة 12% قالوا انهم يؤمنون بالله، ولكنهم لم يعتنقوا أي دين و16% قالوا انهم غير مؤمنين (الله).
في دراسة الأديان في روسيا، يستند «المبدأ العرقي» على افتراض أن العدد الكلي للأشخاص الذين ينتمون إلى مجموعة عرقية معينة هم من أتباع الديانة التقليدية لتلك المجموعة. غالباً ما يستخدم هذا المبدأ لتقدير حجم المجموعات الصغيرة جداً، على سبيل المثال أعداد أتباع الكنيسة اللوثرية الفنلندية بحوالي 63,000، على افتراض أن جميع السكان ذوي الأصول الفنلندية البالغ عددهم حوالي 34,000 والسكان ذوي الأصول الإستونية البالغ عددهم حوالي 28,000 هم من المؤمنين في دينهم التاريخي. أو أنَّ عدد أتباع الكنيسة اللوثرية الألمانية حوالي 400,000، على افتراض أن جميع الألمان في روسيا يؤمنون بدينهم التاريخي. ومع ذلك، سواء بالنسبة للمجموعات الصغيرة أو الكبيرة، قد يؤدي هذا النهج إلى أخطاء جسيمة. في أغسطس من عام 2012، قدرَّت مؤسسة أرينا أن أغلبية السكان من العرقية الروسيَّة والأوكرانية والأرمنية والبيلاروسية والتشوفاشية والموردوفية من أتباع الديانة المسيحية، وبين هذه الجماعات العرقية كان مذهب الكنيسة الأرثوذكسية المذهب المسيحي بينهم، وكان لدى الأرمن الروس أعلى نسبة ممن قال أنه فقط مسيحي. وقدرَّت مؤسسة أرينا أن المسيحية هي ديانة أقلية بين السكان من ذوي الأصول الألمانية (36.6%)، وذوي الأصول اليهودية (17%)، وذوي الأصول التترية (6%)، وذوي الأصول الكازاخيَّة (4%) وذوي الأصول الباشكيرية (2%).

### دراسات استقصائية

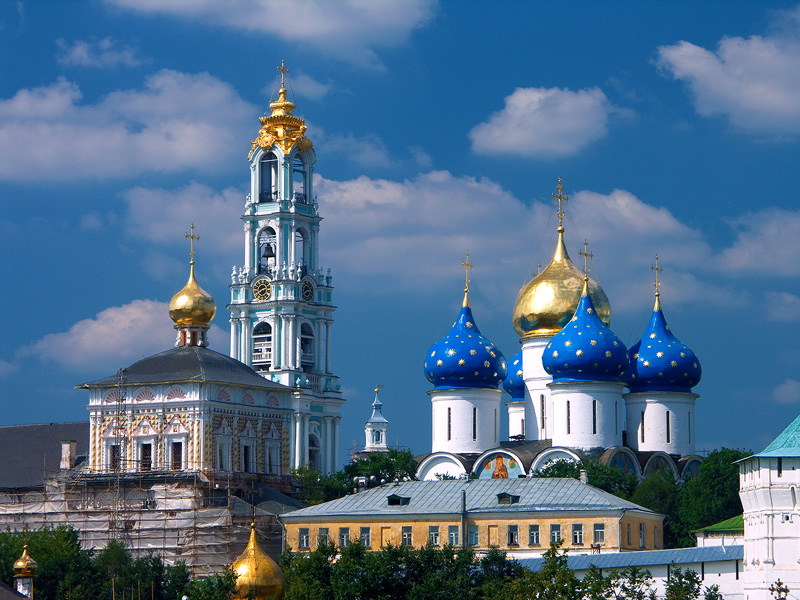
دير الثالوث في سرغيايف بوساد.

لا يوجد تعداد رسمي للدين في روسيا، وتستند التقديرات على الدراسات الإستقصائية فقط. في أغسطس من عام 2012، قدرَّت مؤسسة أرينا أن حوالي 46.8% من سكان روسيا مسيحيين (بما فيهم الأرثوذكس والكاثوليك والبروتستانت والمسيحيين غير الطائفيين)، في وقت لاحق من ذلك العام قدرَّ مركز ليفادا أن 76% من الروس مسيحيون، وفي يونيو 2013، أشارت مؤسسة الرأي العام إلى أنَّ 65% من مجمل الروس مسيحيون. هذه النتائج تتماشى مع احصائيات مركز بيو للأبحاث من عام 2010، والتي قدرت أن 73.6% من الروس مسيحيون، وقدّر مسح مركز أبحاث الرأي العام الروسي (فتسيوم) من عام 2010 أن 77% من سكان روسيا هم مسيحيون، بالمقابل قدّر مسح إيبسوس موري لعام 2011 أنَّ 69% من سكان روسيا مسيحيين.
وجدت أحدث الدراسات الإستقصائية الاجتماعية الأوروبية في عام 2007 وعام 2009 أنَّ 46% من سكان روسيا أعلنوا أنهم غير متدينين و 45% من أرثوذكس شرقيين و 8% مسلمين، والباقي ينتمون إلى ديانات أخرى.
فقا لمسح ISSP، فإن ستة من أصل عشرة بالغين روس (61%) شملهم الاستطلاع في عام 1991 قالوا أنهم لادينيين، في حين قال حوالي الثلث أنهم مسيحيين أرثوذكس (31%). على مدى السنوات السبعة عشر عام المقبلة، انقلبت تلك النسب وبحلول عام 2008، قال ما يقرب من سبعة من أصل عشرة من الروس أنهم مسيحيين أرثوذكس (72%)، في حين أن واحد من كل خمسة قال أنهم لادينيين (18%). وشمل تنامي الانتماء الديني في روسيا مجموعة متنوعة من المجموعات الديموغرافية. على سبيل المثال ازدادت نسبة المسيحيين الأرثوذكس بين كل من الشباب الروس (بزيادة 43% بين الروس الذين تتراوح أعمارهم بين عمر 16 إلى 49 سنة) وكبار السن من الروس (بزيادة 39% بين الروس الذين تتراوح أعمارهم بين 50 سنة وما فوق). وتزايد الارتباط مع المسيحية الأرثوذكسية بشكل كبير بين الروس على مختلف مستويات التعليم، وخاصةً بين خريجي الجامعات الروس (بزيادة بحوالي 50%).

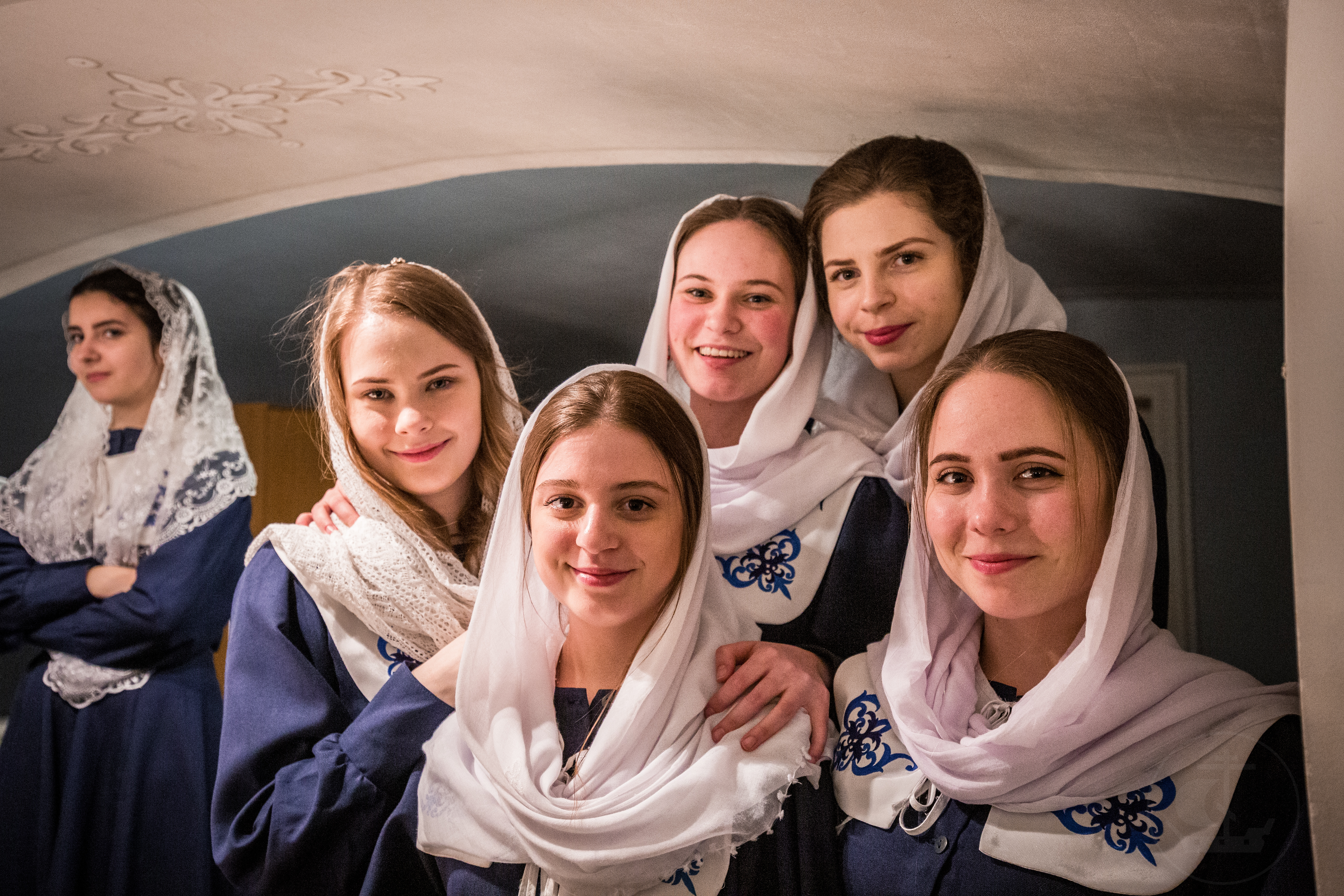
نساء مسيحيات يرتدين أغطية للرأس في قداس في سانت بطرسبرغ.

وفقًا لإحصائية مركز بيو للأبحاث أعلن حوالي 71% من سكان روسيا في عام 2015 أنهم أرثوذكس شرقيين، وحوالي 15% لادينيين، وهي فئة تضم الملحدين واللاأدريين، وأولئك الذين يصفون بأنهم «لا شيء على وجه الخصوص»، بالإضافة إلى 10% مسلمين، وحوالي 2% مسيحيين آخرين، في حين انتمى 1% إلى ديانات أخرى. وينقسم اللادينيون أو غير المنتسبين دينيًا بين 4% ملحدين، 1% لاأدريين و 10% لا شيء على وجه الخصوص. وأشارت الدراسة إلى أنه خلال الحقبة الشيوعية، كان القمع الحكومي للدين واسع الانتشار، وبسبب التشريع السوفيتي المناهض للدين الذي «شمل تنفيذ أحكام اعدام ضد الكهنة ومصادرة ممتلكات الكنيسة وحظر الأدب والتبشير الديني». في عام 1991 كان 37% من سكان روسيا أرثوذكس شرقيين. بعد تفكك الاتحاد السوفيتي، ارتفعت نسبة الانتماء إلى الكنيسة الأرثوذكسية الشرقية بشكل كبير، ويبرز ذلك في عام 2015، حيث أعلن حوالي 71% من سكان روسيا عن كونهم أرثوذكس شرقيين، بالمقابل انخفضت نسبة الذين عرفوا على أنهم غير متدينين دينيًا أو لادينيين من 61% في عام 1991 إلى 18% في عام 2008.
روسيا هي موطن لأكبر عدد من الشباب المسيحي في أوروبا، فبحسب مركز بيو للأبحاث عام 2010 وصلت أعداد شباب روسيا المسيحيين بين سن 15 إلى 29 سنة حوالي 23.8 مليون (70%) من أصل 33 مليون شاب روسي. وفقاً لمركز بيو تربى نحو 65% من سكان روسيا على المسيحية، بينما يعتبر 73% من السكان أنفسهم مسيحيين في عام 2017، أي بزيادة بنسبة 8% يعرفون عن أنفسهم كمسيحيين اليوم.

## المذاهب المسيحية

### الكنائس المسيحية الشرقية

#### الكنيسة الروسية الأرثوذكسية

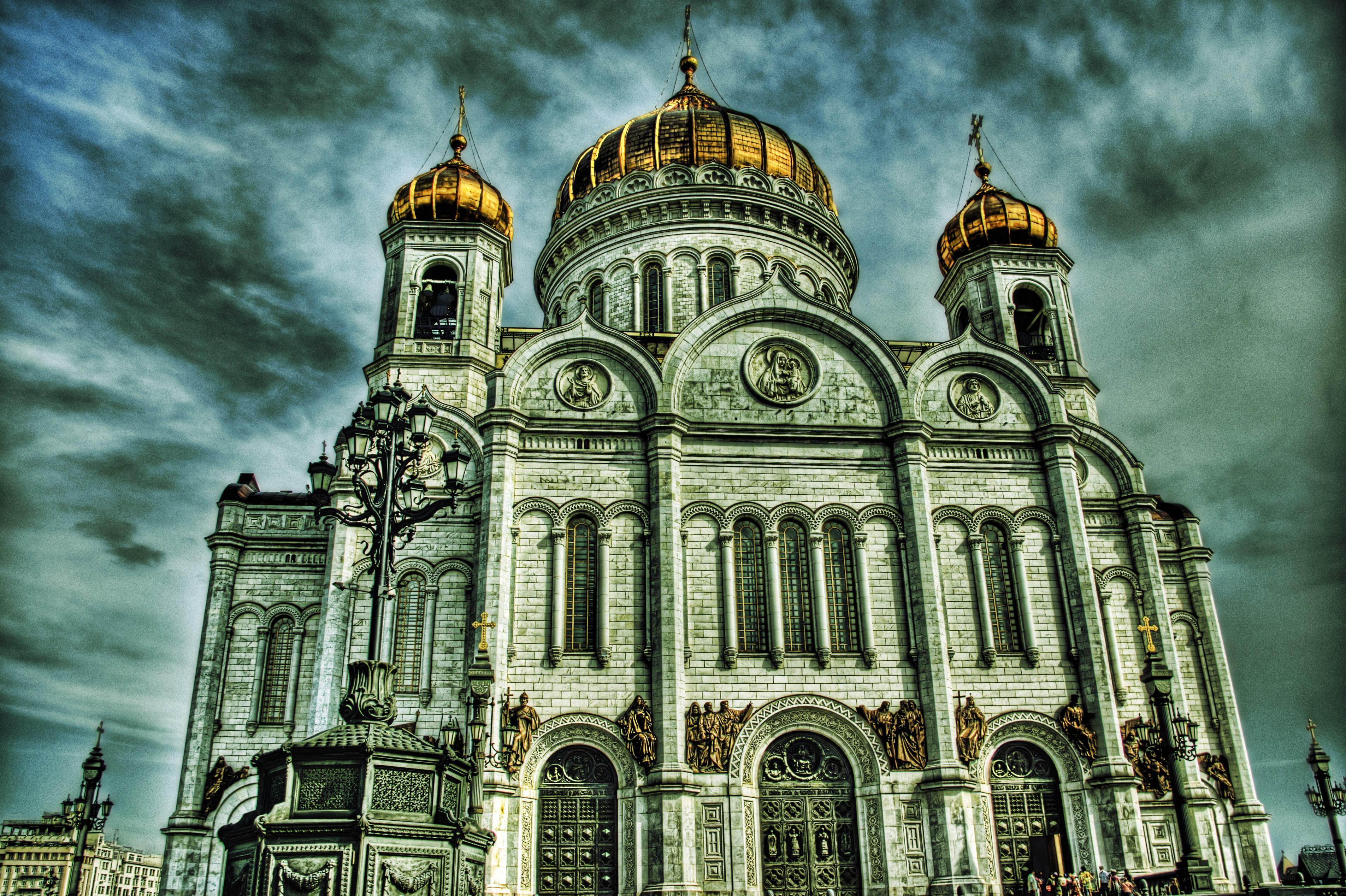
كاتدرائية المسيح المخلص في موسكو، وهي مقر الكنيسة الروسية الأرثوذكسية.

الكنيسة الروسية الأرثوذكسية لبطريركية موسكو (بالروسيَّة: Русская Православная Церковь Московского Патриархата)، وتعرف أيضاً بكنيسة روسيا الأرثوذكسية المسيحية. هي أكبر كنيسة أرثوذكسية شرقية مستقلة، حيث يربو عدد أتباعها على 125 مليون شخص، وتعتبر الكنيسة الوطنية لروسيا ومقر بطريركها هو موسكو. وقد وصلت المسيحية للبلدان السلافية الشرقية بفضل جهود مبشرين يونانيين بُعثوا من الإمبراطورية البيزنطية في القرن التاسع الميلادي. للكنيسة الروسية اليوم 150 أسقفية و242 دير. وقد انفصلت الكنيسة الروسية الأرثوذكسية في الولايات المتحدة عن الكنيسة الأم في موسكو عام 1970. ويتبع للكنيسة الروسية الأرثوذكسية عدة كنائس أرثوذكسية خارج روسيا، أبرزها: الكنيسة اليابانية الأرثوذكسية، والكنيسة الأوكرانية الأرثوذكسية، والكنيسة الصينية الأرثوذكسية والكنيسة الكورية الأرثوذكسية.
كانت الكنيسة الروسية الأرثوذكسية مؤسسة قوية في الإمبراطورية الروسية، وارتبطت بالأسرة الحاكمة، فقد أعاد الأباطرة الروس من أسرة رومانوف، حماة المذهب الأرثوذكسي، الثنائية التقليدية في قيادة الكنيسة بينهم وبين البطاركة، وعلى الرغم من كونها كنيسة وطنية اسمياً، إلا أنَّ الكنيسة الروسية الأرثوذكسية تطورت من مؤسسة دفاعيَّة، إلى الأساس الإيديولوجي لفكرة الإمبراطورية الروسية. وشكّل النفوذ المتزايد للقس غريغوري راسبوتين أحد الأسباب التي سببت قيام الثورة الروسية عام 1917. أدى قيام الشيوعية سنة 1917 إلى تأثير سلبي على الكنيسة الأرثوذكسية، فقد عانت الكنيسة تحت الحكم السوفييتي إذ كانت الكنيسة محرومة من حقوقها القانونية وتعرضت لعملية قمع واضطهاد وخسرت الكثير من أتباعها نتيجة سيادة الفكر الإلحادي في الاتحاد السوفييتي وفي عام 1925 سجن البطريرك وقتل بأمر السلطات، ولكنها شهدت نهضة روحية كبيرة عقب انهياره عام 1991 حيث عاد إليها الملايين من الروس يظهر ذلك في العودة للدين والتردد على الكنائس والصلوات وأضحت الكنيسة مؤسسة روحية نافذة في روسيا. شهد عهد فلاديمير بوتين عودة الكنيسة الأرثوذكسية إلى الواجهة في العملية السياسية وباتت تتمتع باهمية متزايدة وسط المجتمع الروسي. وتعد مدينة موسكو أكبر مدينة أرثوذكسية شرقية في العالم.
بحسب إحصائية تعود لعام 2012 وجدت أن 17% من يهود روسيا يعتنقون الديانة المسيحية؛ الغالبية منهم تتبع مذهب الكنيسة الروسية الأرثوذكسية. وفي خبر نشر في 2007 على موقع وكالة أنباء انترفاكس الروسية، يقول الباحث رومان ساينتلاف أن مليوني مسلم تحولوا إلى المسيحية الأرثوذكسية في الخمسة عشرة سنة الأخيرة، بينما تحول من المسيحية إلى الإسلام أقل من 3,000 شخص. ويزعم السكرتير التنفيذي لمنظمة "Inter-religious Council in russia" أن المسلمين السابقين في روسيا الذين يعتبرون أنفسهم الآن من المسيحيين الأرثوذكس تبلغ أعدادهم نحو 2 مليون.

#### طوائف مسيحية شرقية أخرى

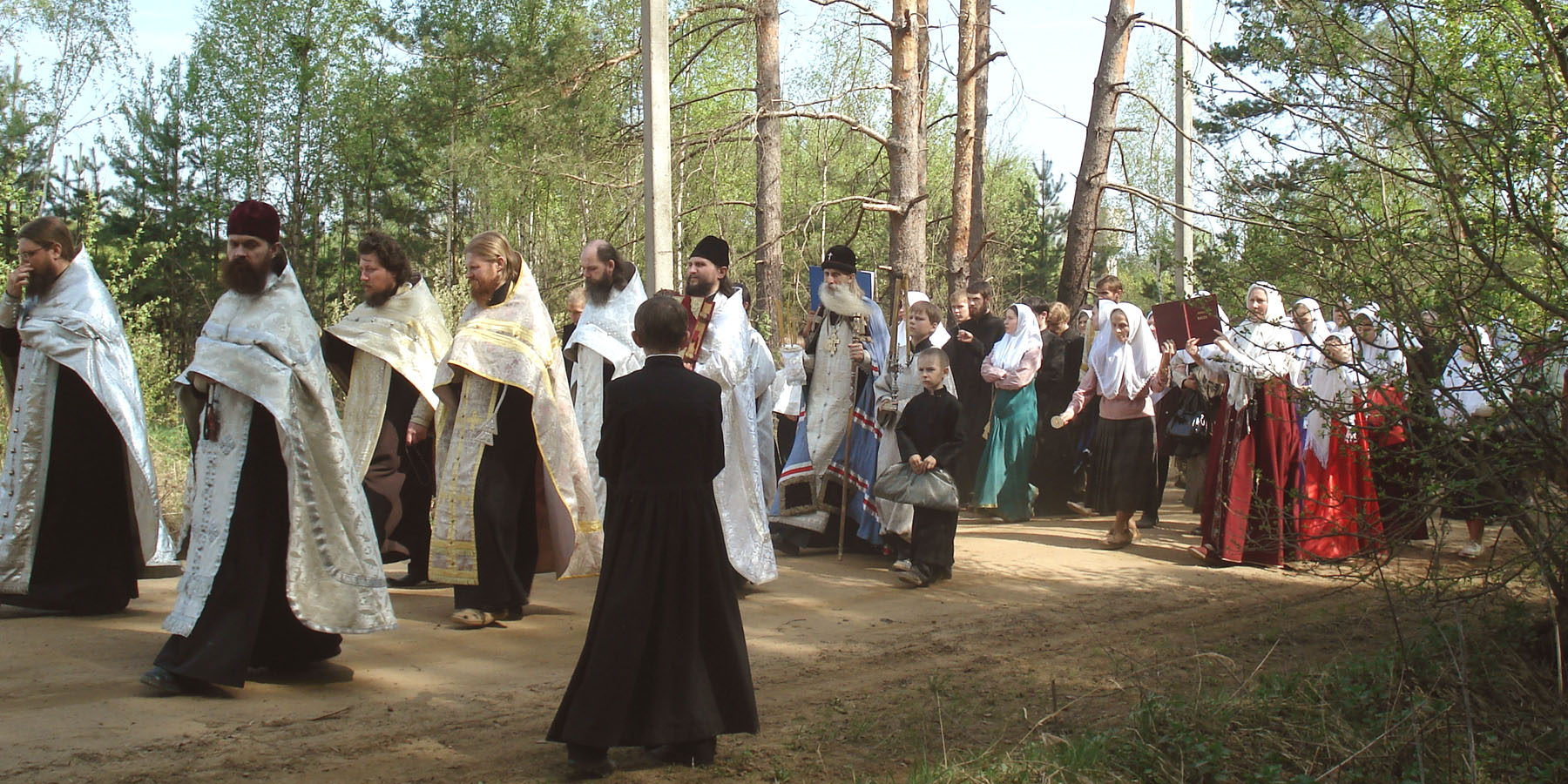
جماعة من المؤمنين القدماء يؤدون الصلوات التقليدية في محافظة موسكو.

هناك وجود لكنائس مسيحية شرقية أخرى، بما في ذلك الكنائس الأوكرانية الأرثوذكسية، والكنيسة الجورجية الرسولية الأرثوذكسية، والكنيسة الرسولية الأرمنية، والتي تُشكل حوالي 1.4% من مجموع السكان في روسيا أي 2.1 مليون. وتُمارس من قبل الأقليات العرقية من الأوكرانيين، والجورجيين والأرمن. تشمل هذه الكنائس نسبة أكثر من 4% من السكان في كل من إقليم تيومن (9%)، وكوستروما أوبلاست (8%)، وإيركوتسك أوبلاست (6%)، والأوبلاست اليهودية الذاتية (6%)، وتشيليابينسك أوبلاست (5%)، وأستراخان أوبلاست (4%)، وتشوفاشيا (4%). ويُشكل المؤمنين القدماء حوالي 0.2% من مجموع سكان البلاد أي حوالي 400 ألف، ولكن أعدادهم تزيد على 1% فأكثر في سمولينسك أوبلاست (1.6%)، والتاى (1.2%)، وماغادان أوبلاست (1%). المؤمنون القدماء هم حركة أرثوذكسية في منتصف القرن السابع عشر بعد الانقسام الذي حدث في الكنيسة الروسية الأرثوذكسية. يعيش المؤمنون القدامى المعاصرون في جميع أنحاء العالم، بعد أن فروا من روسيا تحت الاضطهاد القيصري وبعد الثورة الروسية عام 1917. لا يزال هناك مجتمعات شتات للمؤمنين القدامى في أنحاء مختلفة من العالم اليوم خصوصاً في الولايات المتحدة وأستراليا ونيوزيلاندا. كما تم إنشاء مجتمعات في أجزاء كثيرة من أمريكا الجنوبية، بما في ذلك البرازيل وأوروغواي وبوليفيا والأرجنتين، حيث انتقلوا بعد أن لجأوا إلى الصين بين عشرينيات وخمسينيات القرن العشرين. كما وتضم كل من كازخستان وجورجيا على طائفة تاريخية من المؤمنين القدماء.

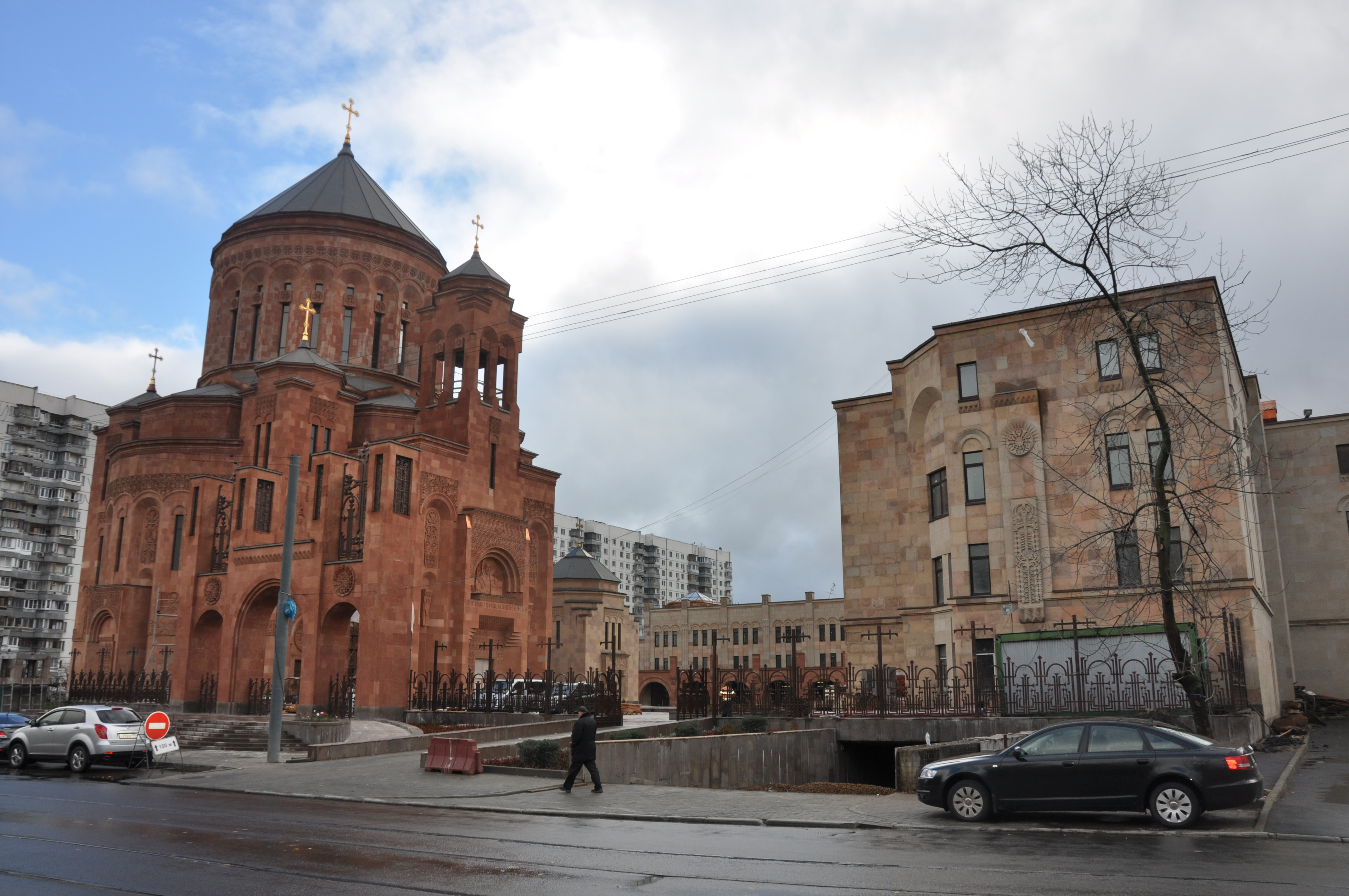
مجمع الكنيسة الأرمنية الرسولية في مدينة موسكو.

تضم روسيا على أكبر جالية أرمنية في الشتات ينتمني أغلبها إلى الكنيسة الرسولية الأرمنية. كان هناك وجود أرمني في روسيا منذ أواخر العصور الوسطى، عندما توجّه العديد من الحرفيين والتجار الأرمن شمالًا إلى شبه جزيرة القرم وشمال القوقاز من أجل إقامة علاقات تجارية واسعة. وخلال حقبة الإمبراطورية الروسية ازدهر الأرمن المنتمين للطبقة المتوسطة في ظل الحكم الروسي وكانوا أول من اغتنم الفرص الجديدة وتحولوا إلى برجوازية مزدهرة عندما وصلت الرأسمالية والتصنيع إلى ما وراء القوقاز في النصف الأخير من القرن التاسع عشر. حّبت الطبقات الحاكمة الروسية بمهارات الأرمن في تنظيم المشاريع كدعم للاقتصاد. وارتبطت الصورة الشعبية للأرمني النموذجي في روسيا كرجل أعمال وتاجر ناجح. وفقاً لـاتحاد الأرمن الروس، هناك 2.5 مليون أرمني يعيشون في روسيا اليوم. ووفقًا للمصدر نفسه، هناك حوالي 850,000 مهاجر من أرمينيا، وحوالي 350,000 من أذربيجان، وحوالي 250,000 من جورجيا، وحوالي 100,000 من أبخازيا وحوالي 180,000 من آسيا الوسطى، معظمهم من طاجيكستان وتركمانستان. ويتمتع الأرمن في روسيا بأعلى معدلات التحصيل العلمي. وفقًا لتعداد عام 2002، حصل 21.4% من الأرمن على تعليم عال، وحصل حوالي 31.8% حصلوا على تعليم «متوسط خاص» (أي التعليم المهني)، وحصل حوالي 46.1% على تعليم ثانوي.
يعيش في روسيا مجتمع آشوري يبلغ تعداده بين 14,000 شخص إلى حوالي 70,000 شخص، ويتبع معظمهم المسيحية ديناً على مذهب كنيسة المشرق الآشورية وكنيسة المشرق القديمة. جاء الآشوريون إلى روسيا على عدة مراحل، أولاها من الدولة القاجارية في أعقاب الحرب الروسية الفارسية (1826-1828)، لكنّ الموجة الأكبر كانت خلال الحرب العالمية الأولى بين عام 1915 وعام 1918، حيث فرّ الآشوريين من الإبادة الجماعية الآشورية، وقدموا من منطقة أرومية في إيران وهكاري في تركيا. في السنوات الأخيرة، كان الآشوريون يميلون إلى الإستيعاب، لكن هويتهم الثقافية والإثنية تعززت عبر قرون من المصاعب.

#### المسيحية الروحية

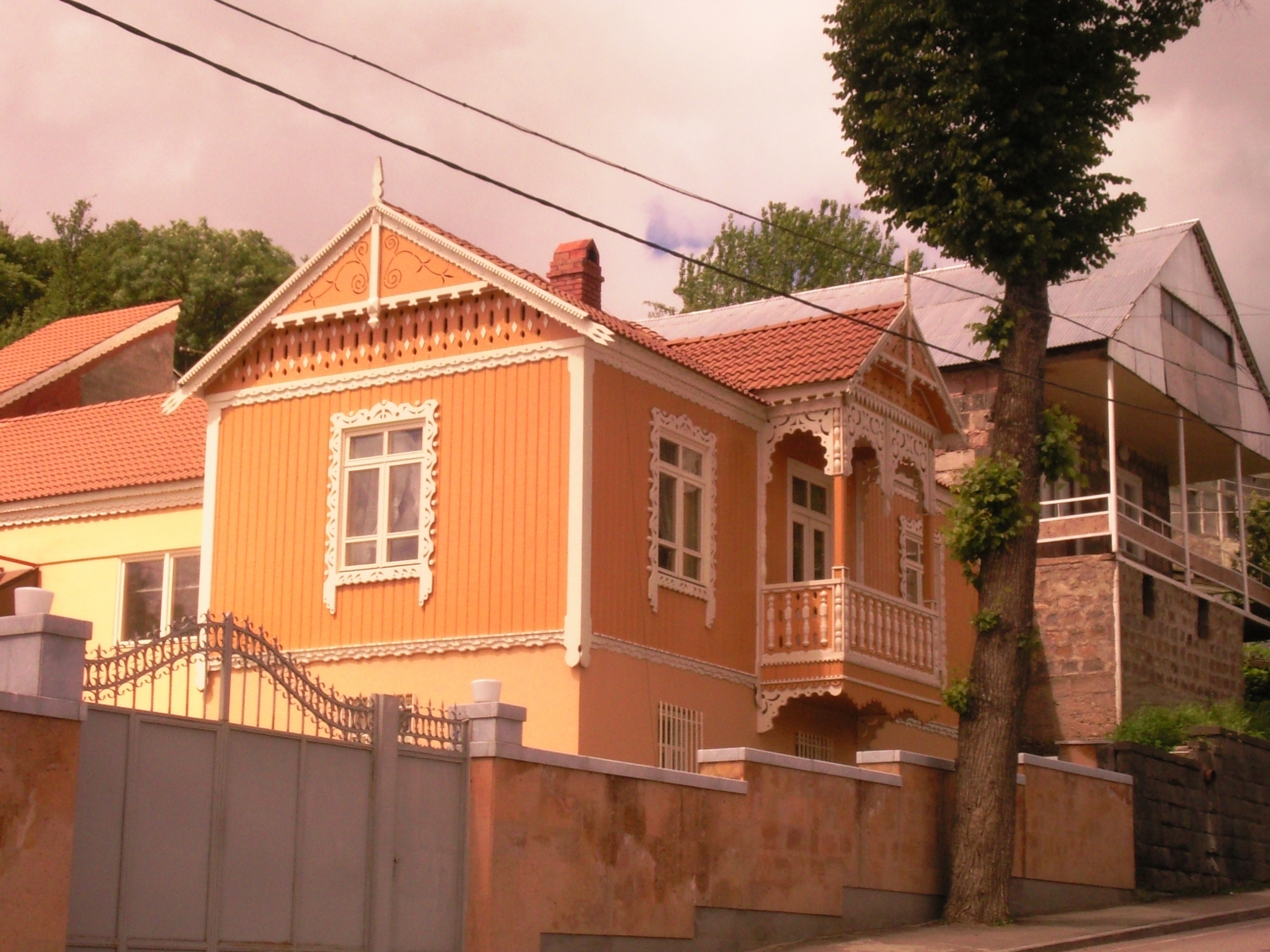
منزل مبني على الطراز المعماري الخاص بطائفة المولوكان.

تتواجد في روسيا طوائف مسيحية روحية (بالروسية: духовное христианство) وهي إثنيات مذهبية لديها مجموعة أنظمة من المعتقدات ويطلق عليها بالبروتستانتية الشعبية، أبرز هذه الجماعات هي المولوكان والدوخوبور، والذين انفصلوا عن الكنيسة الروسية الأرثوذكسية الروسية وحافظوا على ارتباط وثيق مع المينونات والكويكرز بسبب الممارسات الدينية المماثلة؛ علاوة على ذلك، تُعتبر كل هذه المجموعات مجتمعة كنائس سلام بسبب إيمانها بالسلام.
ليس مؤكّدًا أصل الدوخوبور، تعود أولى السجلات المكتوبة لهم إلى عام 1701، على الرغم من أن بعض العلماء يشتبهون في وجود أصلٍ أقدم. وكما هو الحال لدى دعاة السلام، رفض الدوخوبور بحماسٍ المؤسّسات العسكرية والحروب. لهذه الأسباب، مُورس القمع بقسوة على الدوخوبور في الإمبراطورية الروسية. تورّطت كل من الدولة القيصرية وسلطات الكنيسة الأرثوذكسية في اضطهاد هؤلاء المُنشقين، وتقدر أعدادهم بحوالي 30,000 في جنوب روسيا بالإضافة إلى 40,000 في كندا. ويعيش الدوخوبور في قراهم بنمط حياة سلمي، ويرفضون المادية الشخصية، ويعملون معًا، كما وطوروا تقليدًا للتاريخ الشفوي، والحفظ، والغناء والشعر.
شكل المولوكان الجماعة الروحية المسيحية الأكبر والأكثر تنظيماً في الإمبراطورية الروسية. وتُقدر أعدادهم في روسيا بين 50,000 إلى 100,000 شخص، ويتواجدون أيضاً في المهجر خصوصاً أوكرانيا وأرمينيا وجورجيا وأذربيجان والولايات المتحدة وتركيا (في قارص)، وقد أتى لقبهم بسبب امتناعهم عن الصوم، وتمت مناداتهم بالـ«ملوكان» الذين يمتنعون عن الصوم خلال أيام القديسيين الأرثوذكس، وتُترجم كلمة «ملوكان» إلى شاربي الحليب باللغة الروسية. وقد رفضوا التشكيلات المؤسسية للأرثوذكسية والطوائف ذات المذاهب المتشابهة لصالح المزيد من التركيز على المسيحية الأصلية.

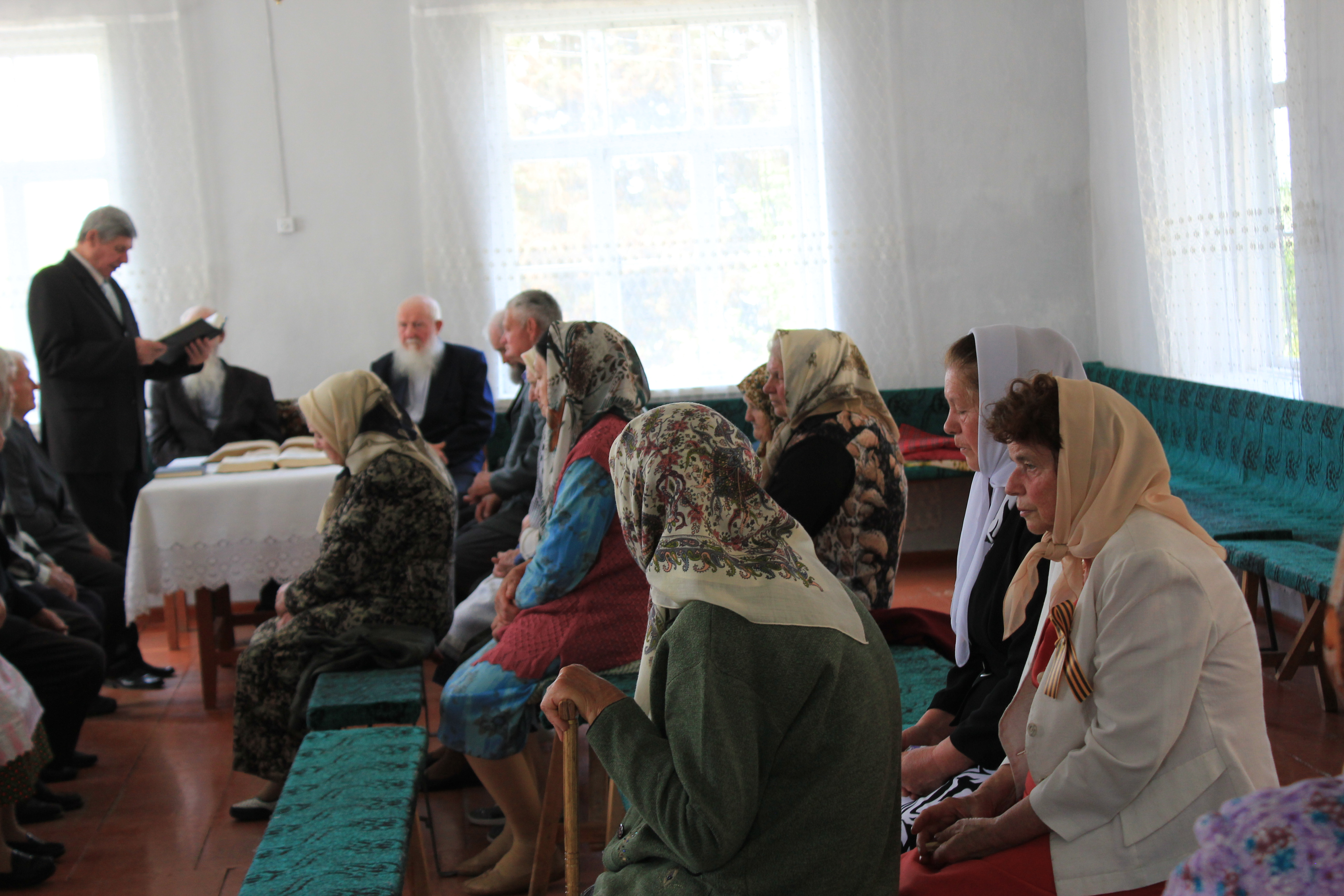
رجال ونساء من المولوكان يؤدون الصلوات.

تاريخياً كان هناك ما يقرب من 200 يوم صيام - وخاصة الصوم الكبير - عندما كان شرب الحليب ممنوعًا من قبل السلطات الكنسية الأرثوذكسية المسيحية. ظهرت نظريتان فيما يتعلق بتكوين ممارسة شرب الحليب أثناء الصوم الكبير أولها أن كنيسة المشرق أول من أقرت ممارسة شرب الحليب خلال هذه الصيام في القرن الحادي عشر من أجل استيعاب تحول حوالي 200,000 مسيحي تركي، عاشوا على اللحوم والحليب، إلى المسيحية النسطورية، وعند وصولهم إلى أراضي روسيا مع الغزو المغولي في القرن الثالث عشر، تم تبني هذه الممارسة من قبل الجماعات المسيحية الأخرى، التي كانت لديها مجتمعات رعوية في السهول الأوراسية. أما النظرية الثانية تقول أن حوالي 40,000 أسرة من القفجاق وشعب الكومان التركي تحولوا إلى المسيحية ديفيد الرابع والذي أعاد توطينهم في جورجيا بين عام 1118-1120 وأندمجوا مع المجتمعات المحلية السلافية والذين منهم نشأت مجتمعات المولوكان لاحقاً.
بين القرن السابع عشر وأواخر القرن التاسع عشر، كان الزواج المختلط بين الروس والتتار (التتار في هذه المرحلة يعني أي شخص من أصل تركي) أمرًا شائعًا. بالنسبة للتتار، كان الزواج من الروس وسيلة لزيادة المكانة الاجتماعية أو الطبقة الاجتماعية. تم إعفاء التتار المسلمين الذين اعتنقوا المسيحية من الضرائب وحصلوا على امتيازات أخرى. قام المولوكان بتعقيد عمل الكنيسة الأرثوذكسية الشرقية في تحويل التتار أو المسلمين الأتراك، حيث علّم المولوكان أن الأيقونات الدينية كانت خطيئة ورفضوا التصوير الديني. وقد وجد المسلمون في كنائس المولوكان عامل جذب لأنها حافظت على بعض التقاليد الإسلامية، وبالتالي تحول العديد منهم إلى مذهب المولوكان.

### الكاثوليكية

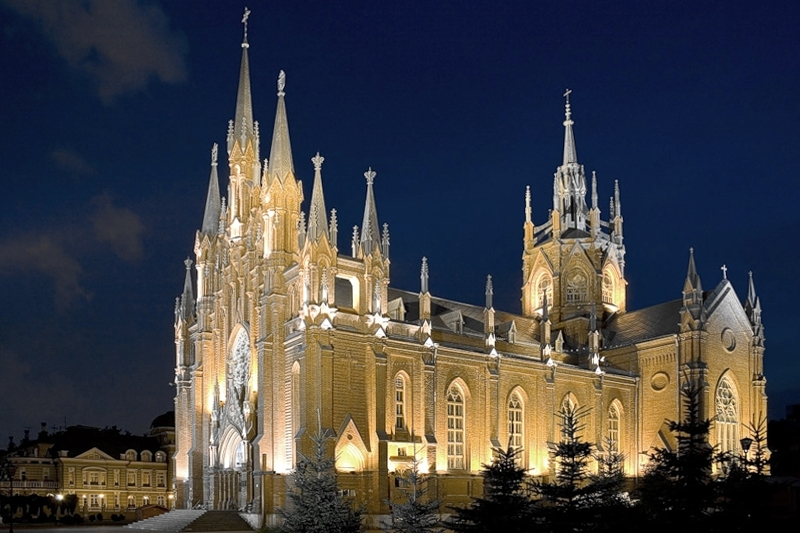
كنيسة الحبل بلا دنس الكاثوليكية، موسكو.

الكنيسة الكاثوليكية الروسية هي جزء من الكنيسة الكاثوليكية العالمية في ظل القيادة الروحية للبابا في روما، الكنيسة الكاثوليكية هي مذهب 140,000 من المواطنين الروس، وبالتالي أقل من 0.1% من المجموع. ويتركزون في روسيا الغربية مع أعداد تتراوح ما بين 0.1% وبين 0.7% في معظم الأقاليم الاتحادية. وفقاً لتقديرات عام 2012 حوالي 47.1% من الكاثوليك في روسيا من الإثنية الروسية، وحوالي 15.9% من أصول ألمانية، وحوالي 9.4% من أصول أرمنية، وحوالي 4.9% من أصول بيلاروسية، وحوالي 4.8% من أصول أوكرانية وحوالي 2.7% من أصول كورية. إن عدد «الكاثوليك الإثنيين» في روسيا، أي البولنديين والألمان، والأقليات الأصغر عدداً، يتناقص باستمرار منذ انهيار الاتحاد السوفياتي بسبب الهجرة واسعة النطاق من روسيا إلى أوطانهم الأصلية، بالإضافة إلى ارتفاع أعمار المجتمع الكاثوليكي الإثني. في الوقت نفسه، كان هناك صعود منفصل للمتحولين من أصل روسي إلى الكنيسة الرومانية الكاثوليكية. كما أنَّ أعداد الكاثوليك من أصل روسي تُمثل نسبة أكبر بين الكاثوليك الأصغر سنًا، خاصةً وأن أطفال الزيجات المختلطة بين الكاثوليك الأوروبيين والروس مُسجلين على أنهم من أصل روسي. كان هناك أيضًا زيادة طفيفة في أعداد الكاثوليك من خلال هجرة الأرمن، حيث أن بعضهم من الكاثوليك، وتضم بعض مجتمعات الأقليات العرقية في روسيا (مثل الشركس) أيضًا على عدد قليل من السكان الكاثوليك. وجد استطلاع أن الكاثوليك أكثر تدينًا من الأرثوذكس الروس، حيث تٌقدر نسبة المداومين على الصلاة يوميًا بحوالي 45% بين الكاثوليك الروس مقابل 17% بين الروس الأرثوذكس.
تُدير أبرشية موسكو الطقوس اللاتينية للكنيسة الكاثوليكية في روسيا. توجد أسقفية أسقفية أخرى في إيركوتسك ونوفوسيبيرسك وساراتوف. إن أبرشية إيركوتسك هي في الواقع أكبر أسقفية كاثوليكية على وجه الأرض، وتغطي مساحة قدرها 9,960,000 كيلومتر مربع. يلتزم جميع الكاثوليك الروس تقريبًا بالطقوس اللاتينية. ومع ذلك، تعترف الكنيسة الكاثوليكية بالكنيسة الروسية الإغريقية الكاثوليكية الصغيرة للغاية باعتبارها كنيسة ذات طقوس بيزنطية ذات سلطة خاصة في شراكة كاملة مع الكنيسة الكاثوليكية. وتعترف الكنيسة الروسية الإغريقية الكاثوليكية بنفس قانون الإيمان الكاثوليكي وبسلطة البابا وقد تأسست هذه الكنيسة في فترة روسيا القيصرية.

### البروتستانتية

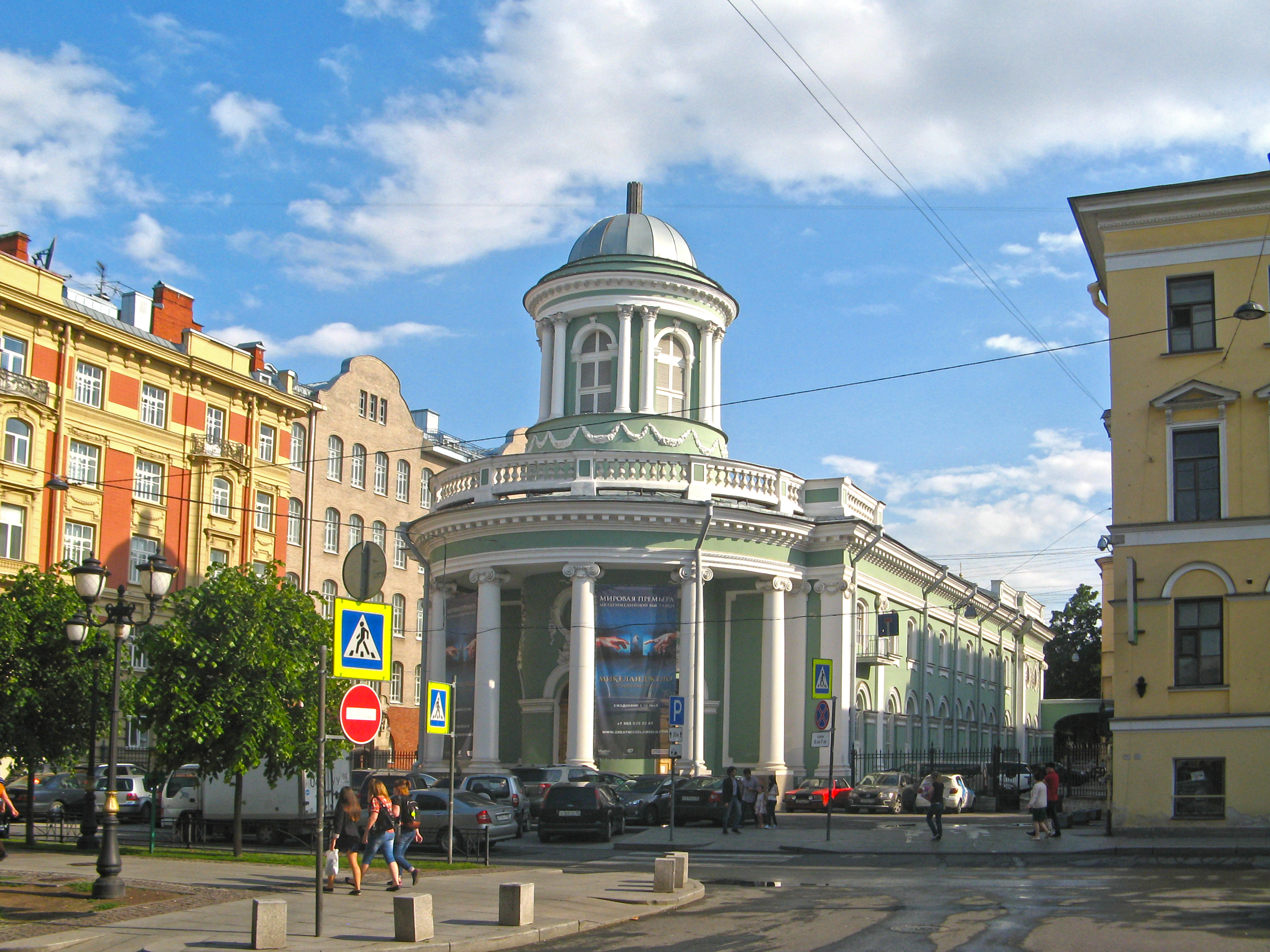
الكنيسة القديسة حنة اللوثرية في مدينة سانت بطرسبرغ.

يشكل أتباع البروتستانتية من مختلف الطوائف، سواء تاريخية أو إنجيلية خمسينية حوالي 0.2% من مجمل السكان في روسيا أي حوالي 300 ألف، وتتصدر الكنائس الإنجيلية كبرى المذاهب البروتستانتية في البلاد، تليها الكنيسة المعمدانية والخمسينية والأدفنتست. تاريخيًا حتى القرن العشرين كانت الكنيسة المعمدانية كبرى المذاهب البروتستانتيَّة في روسيا. بحسب عدد من الدراسات حوالي 20% من البروتستانت في روسيا هم مواطنين من أصول ألمانيَّة، وحوالي 19% من أصول كوريَّة. وفقا لبعض المصادر، تشهد روسيا نمواً مطرداً في أعداد الطوائف البروتستانتية. وفقًا لدراسة المؤمنون في المسيح من خلفية مسلمة: إحصاء عالمي وهي دراسة أجريت من قبل جامعة سانت ماري الأمريكيّة في تكساس سنة 2015 وجدت أن عدد المسلمين الروس المتحولين للديانة المسيحية بلغ حوالي 10,000 شخص. يُشكل المسيحيين غير المنتسبين إلى طائفة حوالي 4.1% من مجموع السكان في روسيا أي حوالي 5.9 مليون.
تقليدياً انتمت الأقليات العرقية الفنلندية والألمانية في روسيا إلى الكنيسة اللوثرية، بينما شهدت الكنائس اللوثرية في السنوات الأخيرة تحول بعض المتحولين الروس إليها، بحيث أن بعض الكنائس الفنلندية التقليدية، مثل الكنيسة الإنجيلية اللوثرية في إنجريا، لديها اليوم مؤمنون من أصول روسية أكثر من ذوي الأصول الفنلندية. لدى السبتيين، والمعمدانيين، والميثوديين، والخمسينيين حضور حديث نسبيًا في روسيا، ولهم أكثر من 120 عامًا من الحضور في روسيا.

#### تاريخ

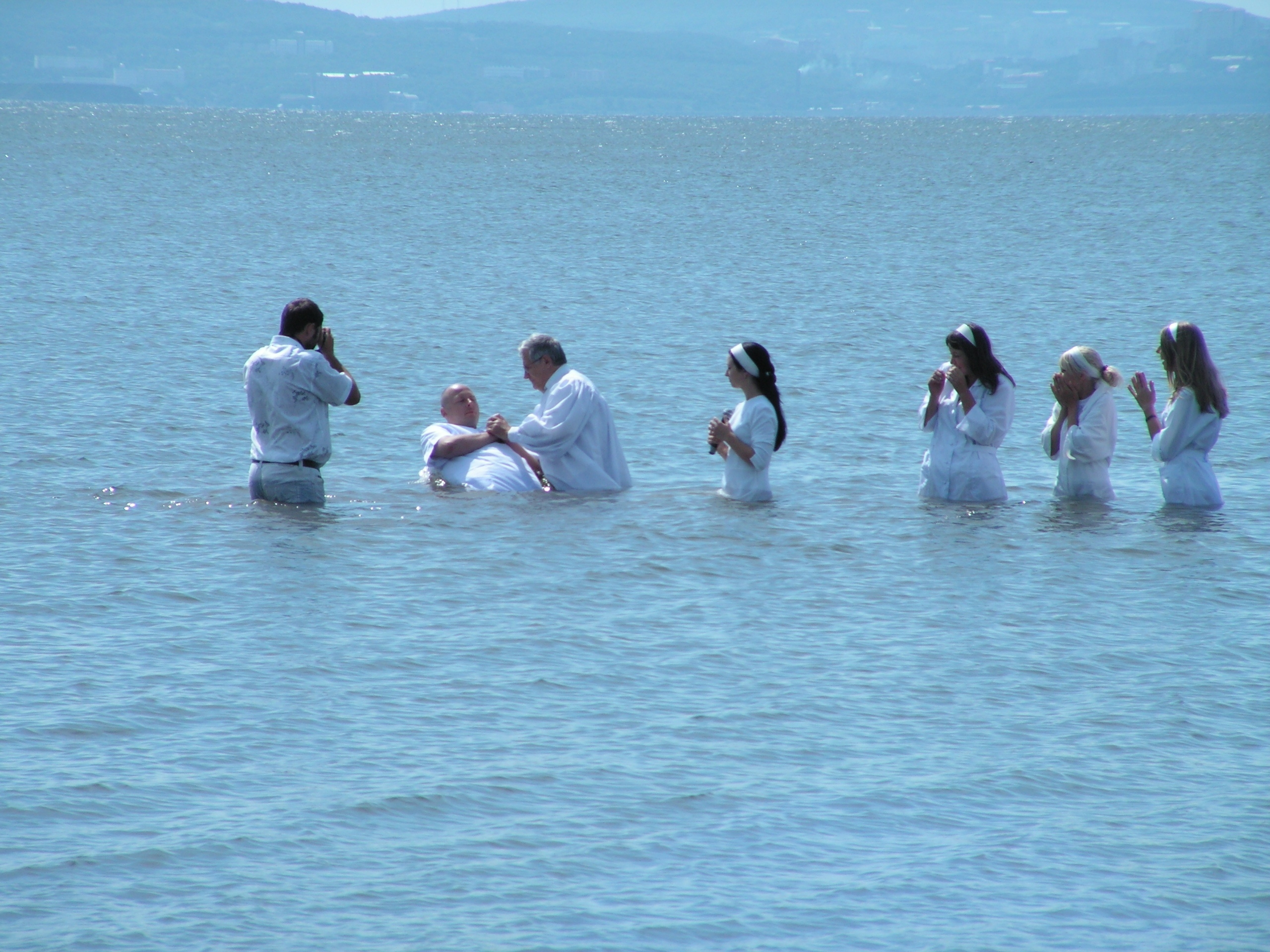
روس من الكنيسة المعمدانية في مدينة فلاديفوستوك.

ظهرت أول الكنائس البروتستانتية (اللوثرية، المصلَحة) في روسيا في القرنين السادس عشر والسابع عشر في المدن والبلدات الكبيرة مثل موسكو، وكان ينتسب إليها مجتمعات منفية من غربي أوروبا. شكلت الكنائس اللوثرية تحديدًا أقلّيّة كبيرة في روسيا قبل عام 1917. في القرن الثامن عشر، تحت حكم كاترين الثانية العظيمة، دُعي عدد كبير من المستوطنين الألمان إلى روسيا، منهم المينوناتية واللوثرية والإصلاحية والرومان الكاثوليك. بدأ تاريخ البروتستانتية الإنجيلية الروسية المحلية بحركات مثل حركة ستريغولنيكي في القرن الرابع عشر ثم حركات مولوكان ودوخوبور إلى حد ما، وسوبوتنيكس بين القرن السادس عشر والثامن عشر، ثم الجماعات التولستويية الريفية التي حضرت لانتشار الحركة في المستقبل. دل الدليل على أن أول وجود لهذه الجماعات المذكورة يعود إلى القرنين السابع عشر والثامن عشر. هاجر كثير من المجتمعات المذكورة أعلاه إلى كندا والولايات المتحدة وأمريكا اللاتينية في القرن التاسع عشر والقرن العشرين. نشأت أول المجتمعات الروسية المعمدانية في ثلاثة خطوط غير مرتبطة في ثلاث مناطث منفصلة من الإمبراطورية الروسية (جنوب القوقاز، وأوكرانيا، وسانت بطرسبرغ) في ستينيات القرن التاسع عشر وسبعينياته.
وفقاً لمعهد التاريخ المسيحي، فإن عدد المعمدانيين في روسيا ازداد ازديادًا كبيرًا بعد الحرب العالمية الأولى، إذا تحول بعض المساجين الروسيين إلى المعمدانية على يد المبشرين الألمان، وعادوا إلى بلادهم لينشروا مذهبهم. شهدت عشرينيات القرن العشرين فرصًا جديدة للعمل التبشيري إذ بدا أول الأمر أن النظام البلشفي يريد أن يتصالح مع الذين يعدّون من «أهل الطوائف». في ثلاثينيات القرن العشرين، دمر الاضطهاد الستاليني الحياة الكنسية، وأجرى اعتقالات كثيرة وأغلق كنائس كثيرة. شهدت الحرب العالمية الثانية هدوءًا في العلاقات بين الدولة والكنيسة في الاتحاد السوفييتي، واستفاد من هذا المجتمع البروتستانتي إلى جانب نظيره الروسي الأرثوذكسي. شهدت المرحلة التالية للحرب نمو التجمعات المعمدانية والخمسينية وإحياءً دينيًّا. تدل الإحصائيات التي قدمها قادة الكنيسة المسجلة انتساب 250 ألف عضو معمد في 1946 مقابل 540 ألفًا في 1958. في الحقيقة، كان نفوذ البروتستانتية أوسع مما تدل عليه هذه الأرقام، فبالإضافة إلى وجود مجموعات معمدانية وخمسينية غير مسجلة، كان آلاف من الناس يأتون إلى الكنائس من دون التعمّد. كان كثير من التجمعات المعمدانية والخمسينية في أوكرانيا. فاق عدد النساء عدد الرجال بكثير في هذه التجمعات، ولو أن الكهنة كانوا ذكورًا. مع أن الاتحاد السوفييتي أسس مجلس اتحاد جامعًا للمسيحيين الإنجيلييين والمعمدانيين في عام 1944 وشجع التجمعات على التسجيل، فإن هذا لم يكن نهاية لاضطهاد المسيحيين. وقع عدة قادة دينيين ومتدينين عاديين من المجتمعات البروتستانتية ضحايا لاضطهاد النظام الشيوعي، وتعرضوا لعقوبات منها السجن. قضى قائد الحركة السبتية في الاتحاد السوفييتي فلاديمير شيلكوف (1895–1980) معظم حياته بعد 1931 في السجن حتى مات في مخيم في ياقوتيا. أما الخمسينيون فحُكم عليهم أحكام جماعية بالسجن بين 20 و25 عامًا ومات كثير منهم فيها، منهم إيفان فورونائيف، من قادة الحركة. في الفترة اللاحقة للحرب العالمية الثانية، أُجبر المؤمنون البروتستانتيون في الاتحاد السوفييتي (من المعمدانيين والخمسينيين والسبتيين وغيرهم) على الدخول إلى المشافي العقلية وحُكم عليهم بالسجن (عادةً لرفضهم الخدمة العسكرية). حتى حُرم بعضُهم حقوقَه الأبوية.

## الالترام الديني

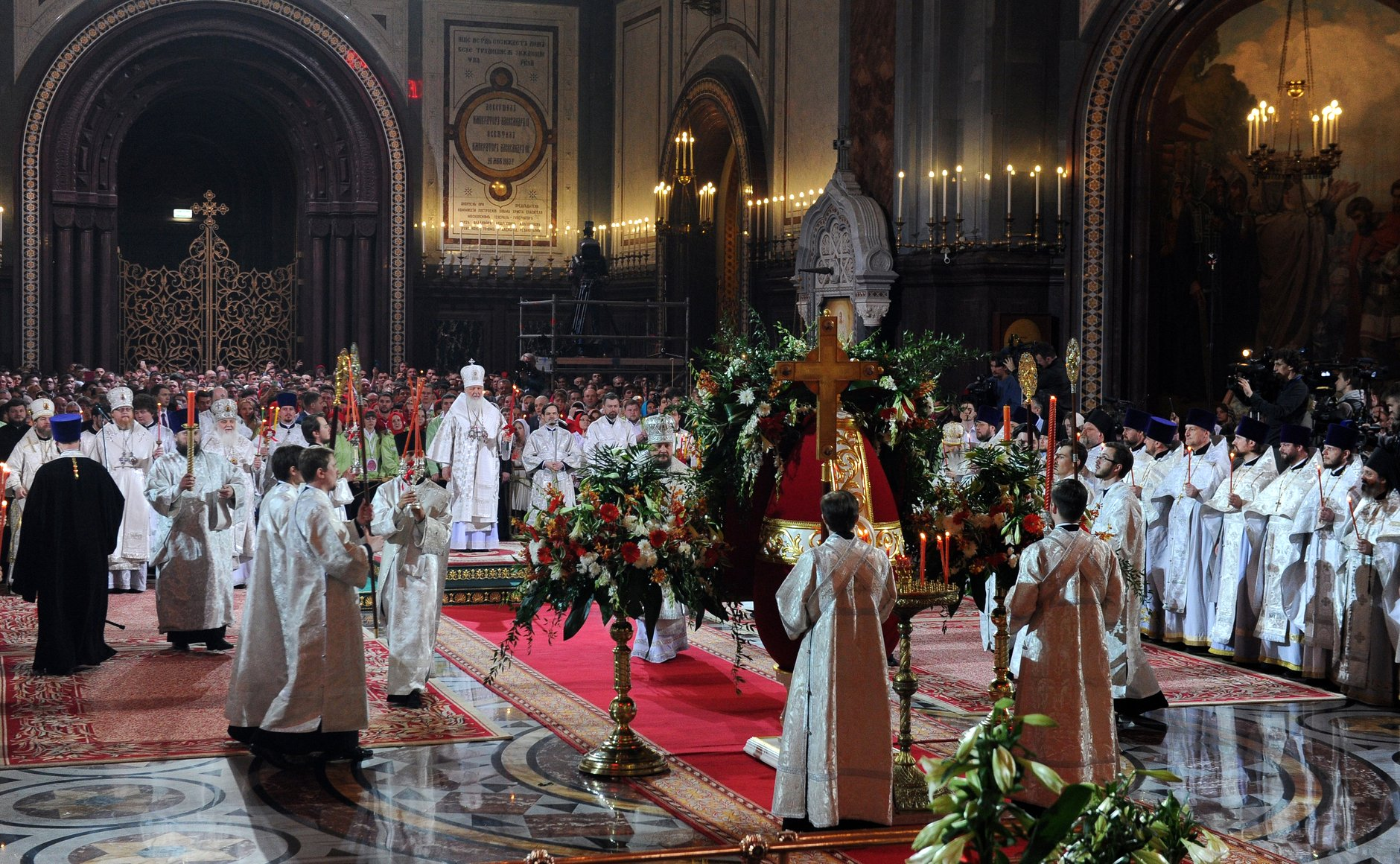
احتفالات عيد القيامة في كاتدرائية المسيح المخلص.

وجدت دراسة قامت بها مركز بيو للأبحاث عام 2015 أنَّ حوالي 75% من الروس يؤمنون في الله، وحوالي 81% منهم يعتبرون للدين أهميَّة في حياتهم، وقد وجدت الدراسة التي قامت بها مركز بيو للأبحاث عام 2015 أنَّ حوالي 6% من الروس يُداومون على حضور القداس على الأقل مرة في الأسبوع، بالمقارنة مع 30% يُداومون على على حضور القداس على الأقل مرة في الشهر أو السنة. في حين أنَّ 18% من الروس الأرثوذكس يُداومون على الصلاة يوميًا.
وقد وجدت الدراسة أيضًا أنَّ حوالي 30% من الروس الأرثوذكس يُداوم على طقس المناولة ويصوم حوالي 27% خلال فترات الصوم. ويقدم حوالي 7% منهم الصدقة أو العُشور، ويقرأ حوالي 14% الكتاب المقدس على الأقل مرة في الشهر، في حين يشارك 16% معتقداتهم مع الآخرين. ويملك حوالي 87% من الروس الأرثوذكس أيقونات مقدسة في منازلهم، ويضيء حوالي 79% الشموع في الكنيسة، ويرتدي 72% الرموز المسيحيَّة. عمومًا حصل حوالي 90% من مجمل الروس الأرثوذكس على سر المعمودية، ويقوم 57% من الأهالي الروس الأرثوذكس بالتردد مع أطفالهم للكنائس، ويقوم 11% بإلحاق أولادهم في مؤسسات للتعليم الديني و25% بالمداومة على قراءة الكتاب المقدس والصلاة مع أولادهم.

### الهوية

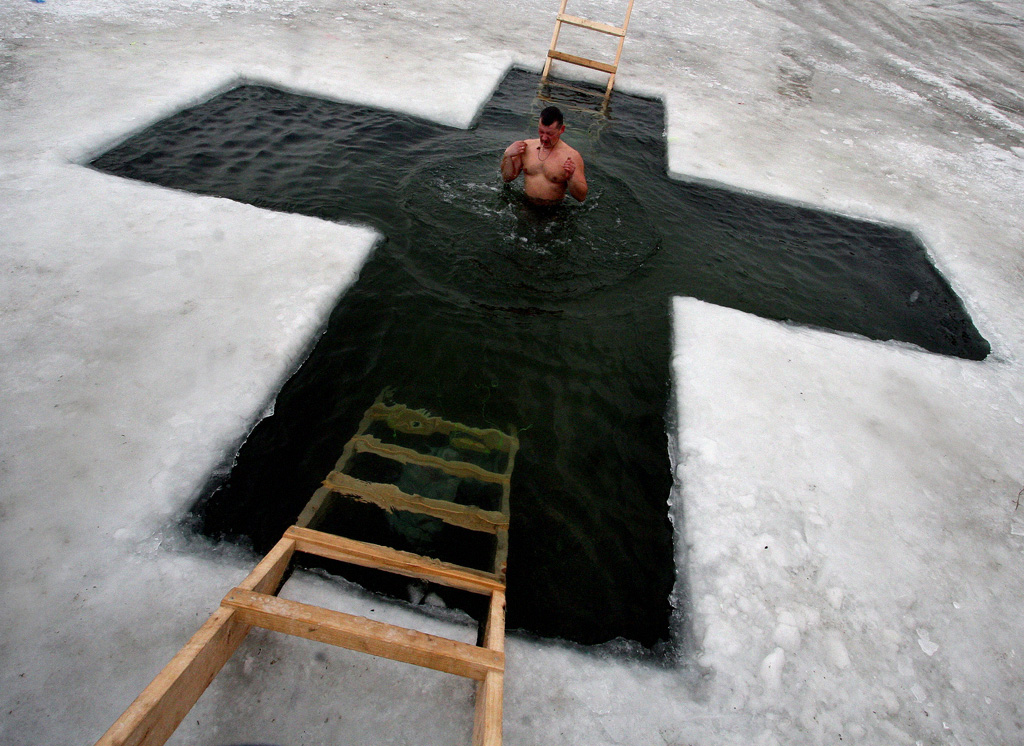
روسي يمارس طقس الغطس التقليدي في حمّام الغطاس.

قال حوالي 57% من الروس أن كون المرء مسيحيًا هو جزءًا «هامًا ومركزي» أو إلى «حد ما» من الهوية الوطنية. وينقسم الروس الأرثوذكس بين أولئك الذين يقولون أن جوهر هويتهم المسيحيَّة هي في المقام الأول مسألة دينيَّة (35%)، وأولئك الذين يقولون أن هويتهم المسيحيَّة مرتبطة أساسًا بالتقاليد العائلية أو الهوية الوطنية (52%)، وأولئك الذين يقولون أنَّ هويتهم المسيحيَّة هي مزيج من الدين والتقاليد العائلية أو الهوية الوطنية (8%).
بحسب الدراسة أعرب حوالي 77% من الروس الأرثوذكس بأنَّ هويتهم المسيحيَّة هي مصدر فخر واعتزاز بالنسبة لهم، في حين قال 44% من الروس الأرثوذكس أنَّ لديهم شعور قوي بالانتماء للمجتمع الأرثوذكسي في العالم، وقال 87% من الروس الأرثوذكس أنَّه سيربي أبناه على الديانة المسيحيَّة. ويوافق 57% من الروس على التصريح أنَّ الأرثوذكسيَّة هي عاملًا هامًا لكي تكون وطنيًا.

### القضايا الاجتماعية والأخلاقية والسياسية
يعتبر حوالي 88% من الروس أن تعاطي المخدرات عمل غير أخلاقي، و84% يعتبر أن الدعارة عمل غير أخلاقي، ويعتبر حوالي 85% المثلية الجنسية ممارسة غير أخلاقية، ويعتبر حوالي 66% الإجهاض عمل غير أخلاقي، ويعتبر حوالي 47% أن شرب الكحول عمل غير أخلاقي، في حين يعتبر حوالي 63% العلاقات الجنسية خارج إطار الزواج ممارسة غير أخلاقية، ويعتبر حوالي 16% الطلاق عمل غير أخلاقي. ويؤيد 5% من الروس الأرثوذكس زواج المثليين.
يؤيد 72% من الروس الأرثوذكس تصريح أنَّ «روسيا ملتزمة في حماية المسيحيين الأرثوذكس خارج حدودها»، ويرى حوالي 69% من الروس الأرثوذكس أنَّ بطريركية موسكو هي أعلى سلطة دينية في العالم الأرثوذكسي، بالمقارنة مع 4% يرى أنََّ بطريركية القسطنطينية المسكونية هي أعلى سلطة دينيَّة. يرى حوالي 27% من الروس أن الأرثوذكسية هي عامل أساسي لكي تكون مواطن روسي حقيقي. ويتفق 69% من الروس الأرثوذكس مع تصريح «شعبي ليس كاملًا، لكن ثقافتنا متوفقة على الآخرين».

## الإنتشار حسب المناطق

### المنطقة الفيدرالية المركزية

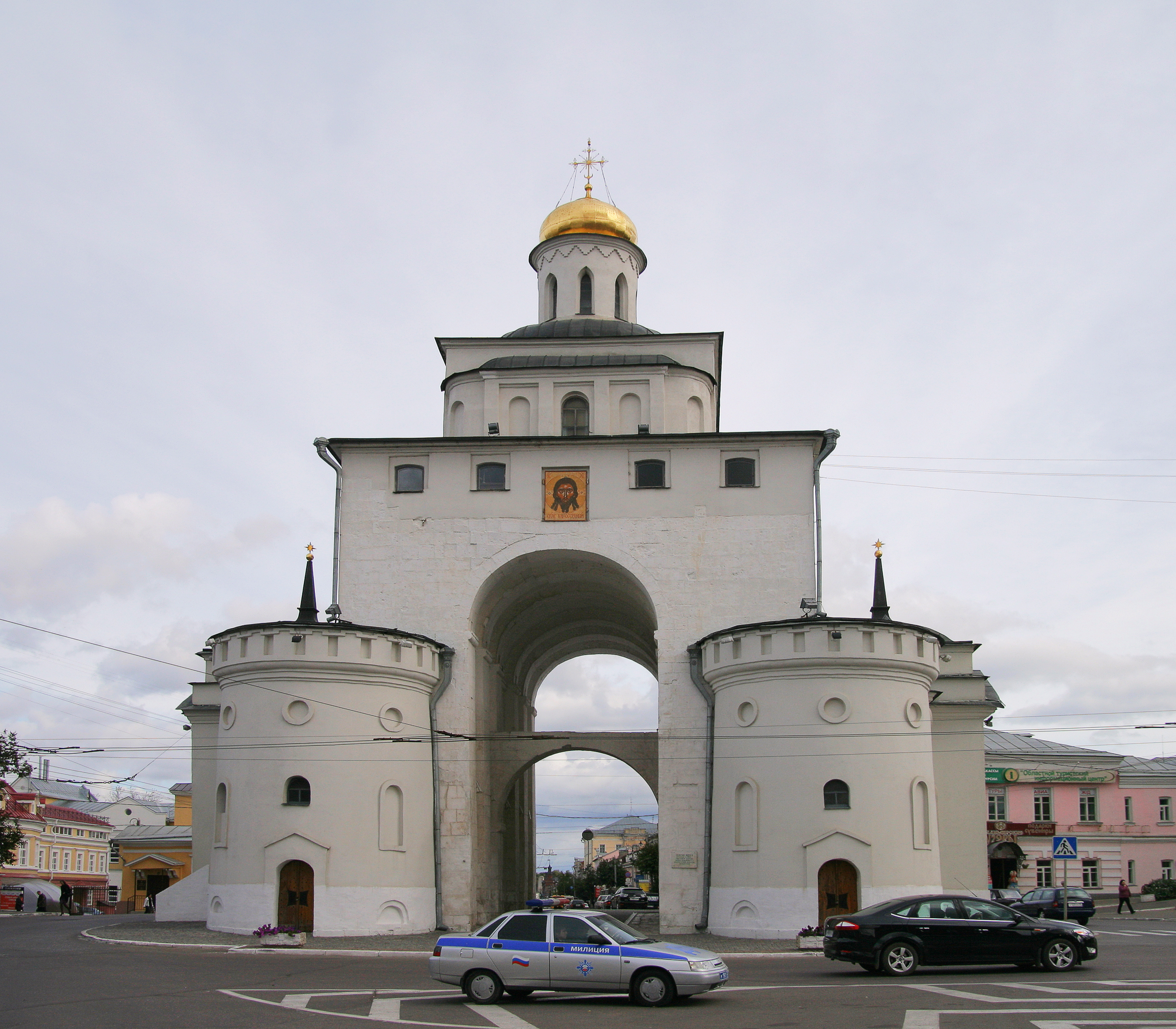
مصلى البوابة الذهبية في مدينة فلاديمير.

وفقاً لتقديرات مؤسسة أرينا عام 2012 تُعتبر المنطقة الفيدرالية المركزيَّة أكثر المناطق الروسيَّة الأرثوذكسية في البلاد، حيث تزيد نسبة أتباع الكنيسة الروسية الأرثوذكسية عن المعدل الوطني. ويشكل أتباع الكنيسة الروسية الأرثوذكسية الأغلبيَّة السكانيَّة في أوبلاست بيلغورود، وأوبلاست بريانسك، وفورونيج أوبلاست، وكوستروما أوبلاست، وكورسك أوبلاست، وليبيتسك أوبلاست، ومدينة موسكو، وريازان أوبلاست، وتامبوف أوبلاست، وتولا أوبلاست. وتشكل الكنيسة الروسية الأرثوذكسية كبرى الطوائف الدينيَّة في كل من فلاديمير أوبلاست وأوبلاست إيفانوفو وكالوغا أوبلاست ومحافظة موسكو وأوريول أوبلاست، وتضم هذه المناطق على نسب مرتفعة نسبياً للأشخاص الذين يعرفون أنفسهم «مسيحيون» أو «مسيحيون بلا طائفة». وتعتبر الكنيسة الروسية الأرثوذكسية ثاني أكثر المعتقدات الدينية انتشاراً بعد روحاني لكن ليس متدينا في أوبلاست سمولينسك وتفير أوبلاست وياروسلافل أوبلاست.
تضم المنطقة الفيدرالية المركزيَّة على حضور لعدد من الكنائس المسيحية الشرقية الأخرى مثل المؤمنين القدماء والكنيسة الأوكرانية الأرثوذكسية والكنيسة البيلاروسية الأرثوذكسية والكنيسة الأرمنيَّة الرسوليَّة وكنيسة المشرق الآشورية. وتضم المنطقة على أقليَّة فينية بلطية من الكاريليين والذين يعتنقون المسيحية الأرثوذكسية ديناً. وتضم كل من أوبلاست سمولينسك وكالوغا أوبلاست وأوريول أوبلاست وأوبلاست إيفانوفو على أقلية معتبرة من المؤمنين القدماء؛ وهم الروس الأرثوذكس الذين عارضوا التغييرات التي قام بها البطريرك نيكون.
وفقاً لتقديرات مؤسسة أرينا عام 2012 حوالي 60% من سكان مدينة موسكو يعرفون أنفسهم كمسيحيون، وتعتبر المدينة أكبر مدينة أرثوذكسية شرقية في العالم. تعد الكنيسة الروسية الأرثوذكسية أكثر المذاهب الدينية انتشاراً في المدينة، أمّا الطوائف المسيحية الأخرى التي لها حضور في المدينة فتشمل الكنيسة الأرمنية الرسولية والكنيسة الرومانية الكاثوليكية والمؤمنين القدماء والكنائس البروتستانتية وكنيسة المشرق الآشورية بالإضافة إلى اليهود المسيحيين أو يهود تحولوا إلى المسيحية. تُعد مدينة موسكو عاصمة روسيا للمسيحية الأرثوذكسية الشرقية، فهي تضم مقر بطريرك الكنيسة الروسية الأرثوذكسيَّة، كما وقد سُميّت موسكو لكثرة كنائسها بلقب «مدينة الأربعين مرة والأربعين كنيسة» (بالروسيَّة:город сорока сороков церквей) قبل عام 1917. ويُعتبر سكان ريازان أوبلاست وتامبوف أوبلاست وتولا أوبلاست وفورونيج أوبلاست وكورسك أوبلاست وليبيتسك أوبلاست الأكثر أرثوذكسيَّة وتديناً في المنطقة.

### المنطقة الفيدرالية الشمالية الغربية

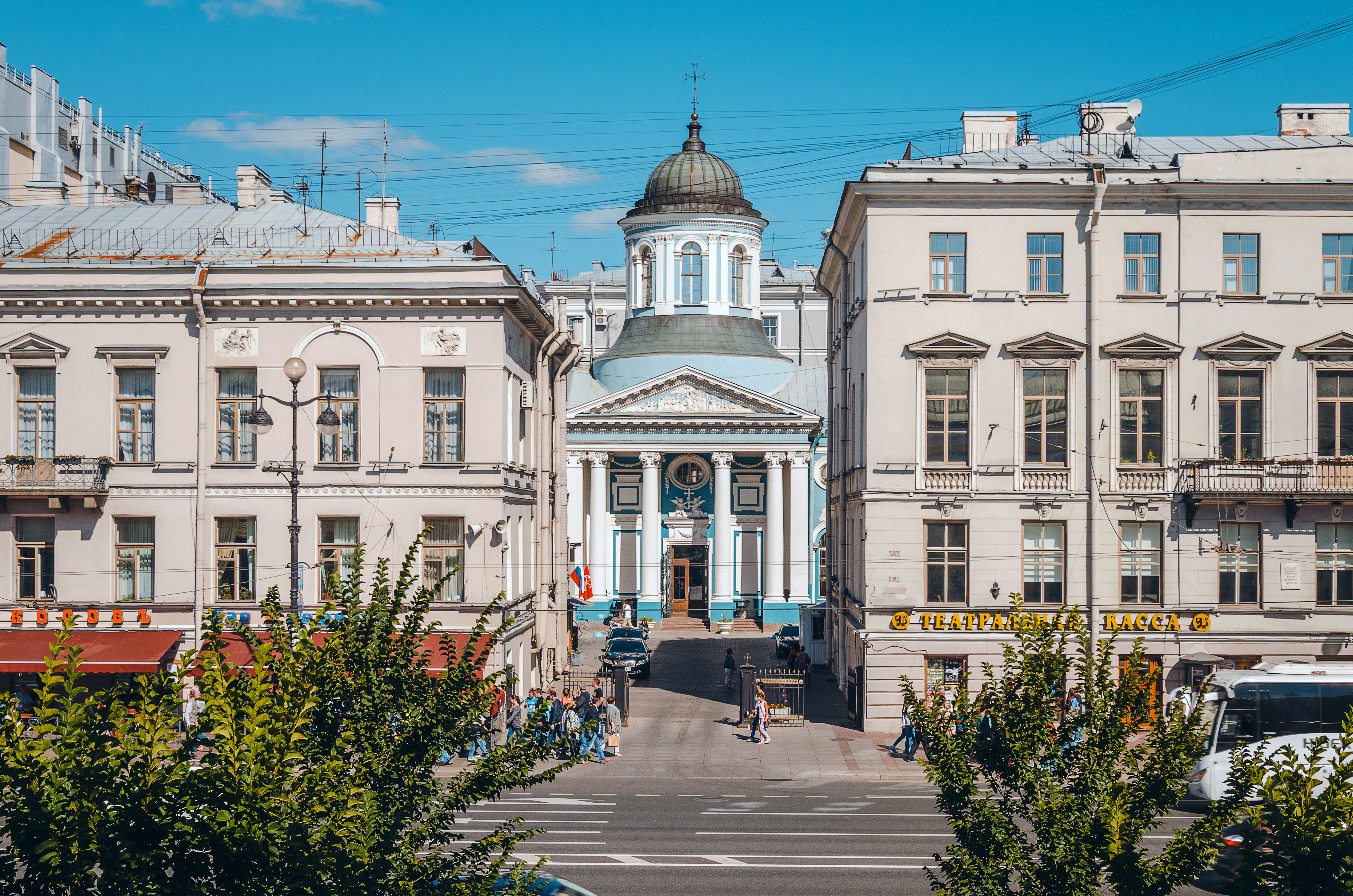
كنيسة القديسة كاثرين الأرمنية الرسولية في مدينة سانت بطرسبرغ.

وفقاً لتقديرات مؤسسة أرينا عام 2012 تُعتبر المنطقة الفيدراليَّة الشماليَّة الغربيَّة ثالث أكثر المناطق الروسيَّة الأرثوذكسية في البلاد، حيث تزيد نسبة أتباع الكنيسة الروسية الأرثوذكسية عن المعدل الوطني. ويشكل أتباع الكنيسة الروسية الأرثوذكسية الأغلبيَّة السكانيَّة في لينينغراد أوبلاست ومدينة سانت بطرسبرغ وأوكروغ نينيتس الذاتية وأوبلاست نوفغورود وبسكوف أوبلاست، وتشكل الكنيسة الروسية الأرثوذكسية كبرى الطوائف الدينية في أوبلاست مورمانسك، وتعتبر الكنيسة الروسية الأرثوذكسية ثاني أكثر المعتقدات الدينية انتشاراً بعد روحاني لكن ليس متدينا في جمهورية كاريليا وأوبلاست أرخانغلسك وفولوغدا أوبلاست وجمهورية كومي وأوبلاست كالينينغرادسكايا وجمهورية كاريليا. وتضم المنطقة الفيدراليَّة الشماليَّة الغربيَّة على حضور لعدد من الكنائس المسيحية الشرقية الأخرى مثل المؤمنين القدماء والكنيسة الأوكرانية الأرثوذكسية والكنيسة البيلاروسية الأرثوذكسية والكنيسة الأرمنيَّة الرسوليَّة وكنيسة المشرق الآشورية. وتضم مدينة سانت بطرسبرغ على العديد من الكنائس الأرثوذكسيَّة المبنية على الطراز الإمبراطوري. وبحسب إحصائية تعود لعام 2012 وجدت أن 17% من يهود روسيا يعتنقون الديانة المسيحية؛ الغالبية منهم تتبع مذهب الكنيسة الروسية الأرثوذكسية، ويعيش معظمهم في موسكو وسانت بطرسبرغ.
تضم كل من أوبلاست كالينينغرادسكايا وجمهورية كاريليا على أقليَّة لوثرية مُعتبرة، حيث دخل المذهب اللوثري إلى المنطقة من قبل المهاجرين الفنلنديين خلال غزو الإمبراطورية السويدية لكاريليا، وتم التنازل عن الجزء الشرقي من هذه المنطقة اللوثرية بشكل رئيسي لروسيا بعد حرب الشتاء بين عام 1939 وعام 1940. ولا تزال بعض الأبرشيات اللوثرية حاضرة في كاريليا. حتى عام 1945 كانت منطقة كالينينغرادسكايا في الغالب من اللوثريين، مع عدد قليل من الرومان الكاثوليك واليهود. وكانت كنيسة بروسيا المتحدة المذهب اللوثري المهيمن في المنطقة. على الرغم من أنه تم اتحاد أتباع الكنائس الإصلاحية واللوثرية على حد سواء منذ عام 1817، إلا أنه كانت هناك أغلبية ساحقة من اللوثريين وعدد قليل جدًا من أتباع المذهب الإصلاحي في شرق بروسيا. ويعتنق معظم الإنجريان الفنلنديين والإيجوريين الكاريليين وهي مجموعة عرقية فينية بلطية، المذهب اللوثري، في حين يعتنق كل من الإيجوريين والفيبسيين والكوميين وقومية سامي المذهب الروسي الأرثوذكسيّ. وتضم كل من بسكوف أوبلاست وفولوغدا أوبلاست على أقليَّة معتبرة من المؤمنين القدماء. كما وتضم أوبلاست كالينينغرادسكايا على أعلى نسبة لأتباع الكنيسة الرومانية الكاثوليكية في روسيا.

### المنطقة الفيدرالية الجنوبية
وفقاً لتقديرات مؤسسة أرينا عام 2012 تُعتبر المنطقة الفيدراليَّة الجنوبيَّة ثاني أكثر المناطق الروسيَّة الأرثوذكسية في البلاد، حيث تزيد نسبة أتباع الكنيسة الروسية الأرثوذكسية عن المعدل الوطني. ويشكل أتباع الكنيسة الروسية الأرثوذكسية الأغلبيَّة السكانيَّة في أوبلاست أستراخان وفولغوغراد أوبلاست وكراسنودار كراي وجمهورية القرم وروستوف أوبلاست وسيفاستوبول، ويشكل أتباع الديانة المسيحية حوالي 40.6% من سكان أديغيا، وهي أكثر الديانات انتشاراً في أديغيا، ويشكل أتباع الديانة المسيحية حوالي 18.8% من سكان قلميقيا، والتي تعد المنطقة الوحيدة في أوروبا التي تعتنق البوذية ديناً على مذهب البوذية التبتية. وتضم كراسنودار كراي على أكبر مجتمع أرمني أرثوذكسي في روسيا، كما وتضم مدينة كراسنودار في كراسنودار كراي على أكبر مجتمع آشوري ناطق باللغة السريانية في روسيا، ويبتعون كنيسة المشرق الآشورية، وفي السنوات الأخيرة كان الآشوريون يميلون إلى الإستيعاب، لكن هويتهم الثقافية والإثنية تعززت عبر قرون من المصاعب.

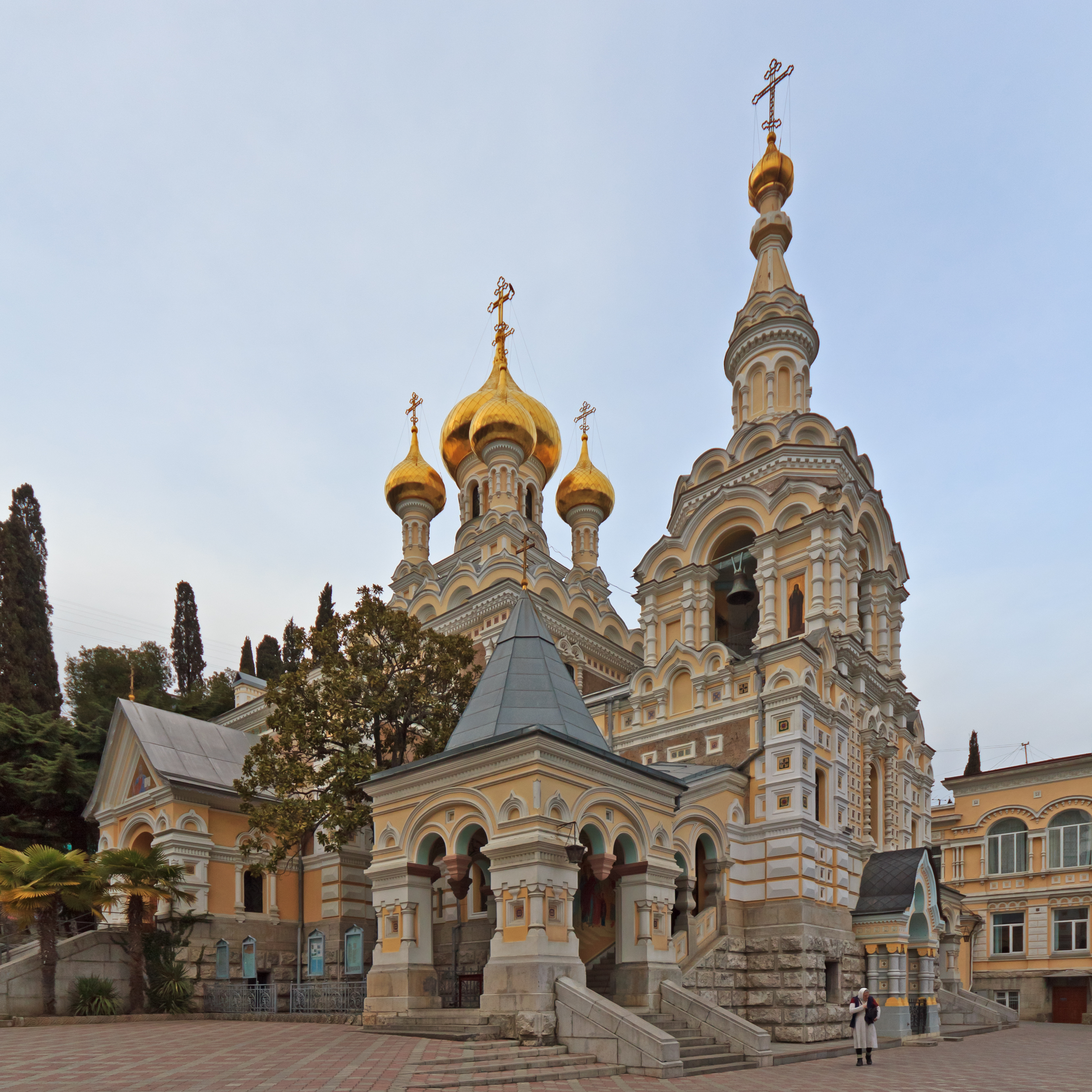
كنيسة ألكسندر نفسكي في مدينة يالطا.

المسيحية هي الديانة السائدة في شبه جزيرة القرم، الأرثوذكسية الشرقية هي المذهب المسيحي الأكثر انتشارًا، وبحسب استقصاء في عام 2013 يشكل أتباع الكنيسة الروسية الأرثوذكسية حوالي 58% من مجمل السكان، يليهم المسلمين (15%) والمؤمنين بالله من دون إتباع أي ديانة (10%). بحسب التقاليد الروسيّة الأرثوذكسية تعتبر شبه جزيرة القرم  مهد المسيحيّة الروسيّة. يتبع معظم الروس في القرم مذهب الكنيسة الروسية الأرثوذكسية، في حين يتوزع الأوكرانيين بين الكنيسة الأوكرانية الأرثوذكسية والكنيسة الأرثوذكسية الأوكرانية - بطريركية كييف وهي كنائس أرثوذكسية شرقية وبين الكنيسة الأوكرانية الكاثوليكية وهي كنيسة كاثوليكية شرقية. ويتبع الأرمن إلى الكنيسة الأرمنية الأرثوذكسية، ويتبع اليونانيون، ومعظمهم من أصول بنطيَّة، إلى الكنيسة اليونانية الأرثوذكسية، وكانت الطائفة اليونانية تاريخياً ناشطة في المجال التجاري والإقتصادي. ضمت القرم تاريخياً على طائفة من الأوروم الإغريق الناطقين بالتركية، ويعتنق الأوروم الديانة المسيحية على مذهب الأرثوذكسية الشرقية، وحافظوا على ثقافة خاصة من خلال تقاسم الثراث اليوناني والتركي.
ويعود تنصير شبه جزيرة القرم إلى وقت مبكر من القرن الرابع، عبر الجماعات القوطيَّة المسيحيَّة. في القرن التاسع تحولت القوط في شبه جزيرة القرم للمسيحيَّة على مذهب كنيسة الأرثوذكسية الشرقية. في عام 988 سيطر الأمير فلاديمير الأول على مدينة خيرسون (والتي تشكل جزءًا من مدينة سيفاستوبول الحاليَّة) حيث اعتنق في وقت لاحق الديانة المسيحيَّة. أدّى الغزو المغولي لروسيا في عام 1230 إلى تغييرات في المشهد الديني في الجزيرة. وأصبح الإسلام دين القبيلة الذهبية في أوائل القرن الرابع عشر. ومع ضم الإمبراطورية الروسية ستاري قرم عام 1783 إلى نفوذها، وبالتالي عادت المسيحية في شبه الجزيرة وأضحت دين الغالبية من السكان مرة أخرى. وشهدت منطقة القرم توترات مذهبية وطائفية عقب الثورة الأوكرانية 2014 وأزمة القرم 2014 حيث أيد أتباع الكنيسة الروسية الأرثوذكسية والكنيسة الأوكرانية الأرثوذكسية الأطراف المؤيدة لروسيا، في حين أيّدت الكنيسة الأرثوذكسية الأوكرانية - بطريركية كييف والكنيسة الأوكرانية الكاثوليكية الأطراف المؤيدة لأوكرانيا. تاريخيًا عُرفت الكنيسة الأوكرانية الكاثوليكية بتأييد القومية الأوكرانية والانفصال عن روسيا. كما يذكر أن الكنيسة الأرثوذكسية التابعة لبطريركية كييف تأسست في العام 1992 بعد استقلال أوكرانيا في مواجهة بطريركية موسكو.
معظم المسيحيين في أديغيا حالياً هم من السلاف الأرثوذكس إلى جانب أقلية أرمنية أرثوذكسية ناطقة باللغة الأديغية، لكن هناك أيضًا عدد قليل من الشركس المسيحيين (الأديغة) على مذهب الكنيسة الرومانية الكاثوليكية، حيث تحول عدد من الشركس إلى الإيمان الكاثوليكي بعد أن أدخل إلى المنطقة خلال العصور الوسطى من قبل تجار جمهورية البندقية وجمهورية جنوة، حيث يشكلون اليوم أقل قليلاً من 1% من مجمل الشراكسة في روسيا. كما أنَّ معظم المسيحيين في قلميقيا هم من السلاف الأرثوذكس، إلى جانب أقليَّة من القلميقيين الأرثوذكس الشرقيين، والذين دخلوا المسيحية الأرثوذكسية خلال الحكم القيصري. حيث سعت الحكومة القيصرية والكنيسة الروسية الأرثوذكسية إلى استيعاب وتحويل السكان المحليين تدريجياً. وكان الهدف من السياسة هو القضاء على النفوذ الأجنبي وترسيخ المناطق التي تم ضمها حديثًا. وأصبح السكان الأصليون القلميقيين المُعمدون مخلصين للإمبراطورية الروسية وموافقون على أن يحكمهم المسؤولون الروس.

### منطقة شمال القوقاز الفيدرالية

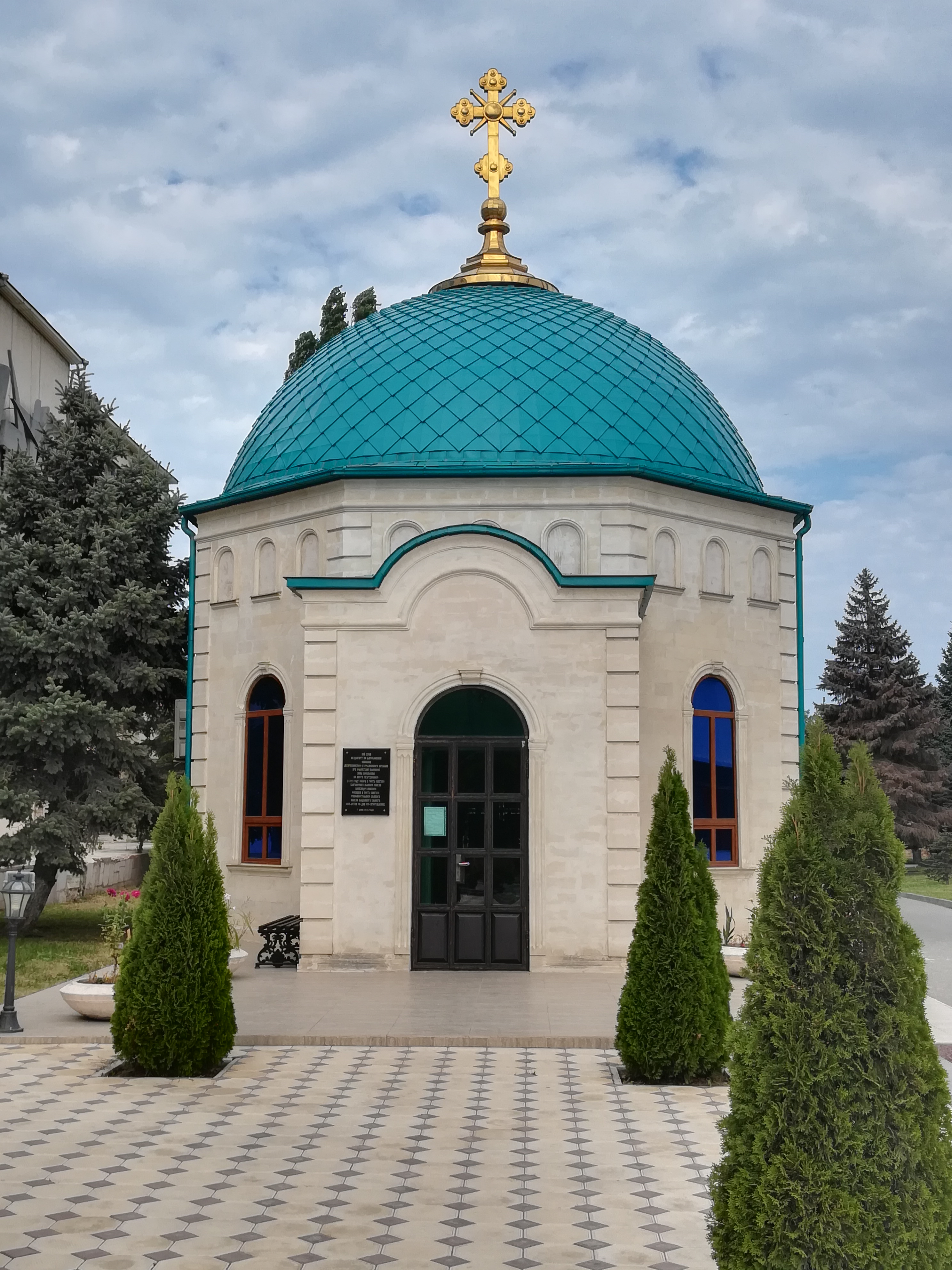
كنيسة القديس فلاديمير في محج قلعة.

وفقاً لتقديرات مؤسسة أرينا عام 2012 تعتبر الديانة المسيحية ثاني أكثر الديانات إنتشاراً في منطقة شمال القوقاز الفيدرالية بعد الإسلام. ويشكلون حوالي 32% من السكان بالمقارنة مع 40% من أتباع الديانة الإسلامية وحوالي 12% من المؤمنين من دون الإنتساب لأي ديانة. ويشكل أتباع الديانة المسيحية الأغلبيَّة السكانيَّة في أوسيتيا الشمالية-ألانيا وكراي ستافروبول، في حين يشكلون ثاني أكثر الديانات إنتشاراً بعد الإسلام في كل من جمهورية داغستان والشيشان وإنغوشيتيا وقبردينو - بلقاريا وقراتشاي - تشيركيسيا.
تعتبر المسيحية الديانة السائدة في أوسيتيا الشمالية-ألانيا، حيث يدين معظم الأوسيتيون في المسيحية على مذهب الأرثوذكسية الشرقية. قبل القرن العاشر كانت أوسيتيا ذات أغلبية وثنية. ومع ذلك، كانت هناك مجتمعات مسيحية تحولت للمسيحية من قبل المبشرين البيزنطيين في بداية القرن العاشر، وبحلول القرن الثالث عشر، كان معظم الأوسيتيون مسيحيين أرثوذكس شرقيين نتيجة للتأثير الجورجي والعمل التبشيري. وأصبحت أوسيتيا جزءًا من الإمبراطورية الروسية في عام 1774، وأدى ذلك إلى تعزيز المسيحية الأرثوذكسية إلى حد كبير عن طريق إرسال البعثات التبشيرية من قبل الكنيسة الروسية الأرثوذكسية. ومع ذلك، كان معظم المبشرين من المجتمعات المسيحية الأرثوذكسية الذين عاشوا في جورجيا (بما في ذلك الأرمن ويونانيين القوقاز وكذلك الجورجيين) وليس من روسيا، وذلك لتجنب ان ينظر اليها من قبل الأوسيتيين كتدخل خارجي. ويتبع الجورجيين في أوسيتيا الشمالية-ألانيا مذهب الكنيسة الجورجية الرسولية الأرثوذكسية.
تعتبر الكنيسة الكنيسة الروسية الأرثوذكسية أكبر الطوائف المسيحيَّة في داغستان، ويُشكلون حوالي 5% من سكان الجمهورية. معظم المسيحيين في داغستان هم من السلاف الأرثوذكس، إلى جانب أقلية خمسينية من شعب لاك والذي تتراوح أعدداهم بحسب التقديرات بين 2,000 إلى 2,500 شخص. كما ويعيش في داغستان مجموعة فرعية مسيحيًّة من تتار الفولغا وهم الكيراشين تاتار. وتُدار المنشآت المسيحية من قبل أبرشية محج قلعة التابعة للكنيسة الروسية الأرثوذكسية. وتضم الشيشان على مجتمع من القوزاق التيريك يبلغ تعدداهم حوالي 25,000 نسمة، والذين يعرفون بالقيم الأسريَّة المتماسكة، وتُشكل القيم والثقافة التقليدية والمسيحية الروسيَّة الأرثوذكسية الأساس الذي تقوم عليه معتقداتهم. وتضم الشيشان على كنيسة واحدة فقط في مدينة غروزني.
كان أول ظهور للدين المسيحي في شركيسيا وأبخازيا نتيجة لتبشير أندراوس في القرن الأول الميلادي. وإنتشرت المسيحية بين الشركس في وقت لاحق بين القرن الرابع والسادس الميلادي معظم المسيحيين اليوم في قراتشاي - تشيركيسيا هم من السلاف الأرثوذكس ويشكلون حوالي 15% من السكان، لكن هناك أيضًا عدد قليل من الشركس المسيحيين (الأديغة) على مذهب الكنيسة الرومانية الكاثوليكية، حيث تحول عدد من الشركس إلى الإيمان الكاثوليكي بعد أن أدخل إلى المنطقة خلال العصور الوسطى من قبل تجار جمهورية البندقية وجمهورية جنوة، حيث يشكلون اليوم أقل قليلاً من 1% من مجمل الشراكسة في روسيا. شكلّ القبرديون أيضًا واحدة من أقدم المجتمعات المسيحية في أوروبا، وتحولوا في أواخر القرن الثاني وأوائل القرن الثالث للميلاد. القبرديون الذين يعيشون في منطقة موزدوكسكي في أوسيتيا الشمالية-ألانيا هم مسيحيون أرثوذكس. بعض القبرديين الذين يعيشون في الجزء الجنوبي من منطقة كورسكي المجاورة في ستافروبول كراي هم أيضًا مسيحيون أرثوذكس. هناك أيضًا بعض الرومان الكاثوليك القبرديين (ربما ينحدرون من عائلات قيل إنها تحولت من الأرثوذكسية خلال القرن الثالث عشر). وفقًا لإحصاء عام 2012، من بين 240 ألفًا كاثوليكيًا يعيشون في روسيا، كان 1.8% منهم من القبارديين.

### منطقة الفولجا الفيدرالية
وفقاً لتقديرات مؤسسة أرينا عام 2012 تعتبر الديانة المسيحية أكثر الديانات إنتشاراً في منطقة الفولجا الفيدرالية تليها غير المؤمنين غير المنسبين لأي ديانة والإسلام. وتشكل المسيحية الديانة الأكثر انتشاراً في أوبلاست كيروف، وماري إل، وموردوفيا، ونيجني نوفغورود أوبلاست، وبانزا أوبلاست، وبيرم كراي، وأورنبرغ أوبلاست، وأوليانوفسك أوبلاست، وأودمورتيا، وسمارا أوبلاست، وتشوفاشيا. ويشكل أتباع الديانة المسيحية أكثر من ثلث السكان في ساراتوف أوبلاست، وتضم كل من أودمورتيا وسمارا أوبلاست وساراتوف أوبلاست على نسب مرتفعة نسبياً للأشخاص الذين يعرفون أنفسهم «مسيحيون» أو «مسيحيون بلا طائفة». وتشكل المسيحية ثاني أكثر الديانات انتشاراً بين السكان بعد الإسلام في كل من جمهورية باشكورستان (24.8%) وجمهورية تتارستان (18.5%). في حين تُقدّر دراسات أخرى نسبة المسيحيين في جمهورية تتارستان بحوالي 45% من السكان أي 1.6 مليون نسمة. وتضم أوبلاست كيروف على طائفة معتبرة من المؤمنين القدماء.
يتكون المجتمع المسيحي في منطقة الفولجا الفيدرالية من الروس والأوكرانيين والبيلاروسيين والماريين والموردوفيين والأرمن والجورجيين والألمان والتشوفاش والتتار الأرثوذكس. ويتبع الجورجيين مذهب الكنيسة الجورجية الرسولية الأرثوذكسية. كما وتضم منطقة الفولجا الفيدرالية على مجتمع من القوزاق الفولجا، والذين يعرفون بالقيم الأسريَّة المتماسكة، وتُشكل القيم والثقافة التقليدية والمسيحية الروسية الأرثوذكسية الأساس الذي تقوم عليه معتقداتهم. كما وتضم أودمورتيا على طائفة معتبرة من المؤمنين القدماء.

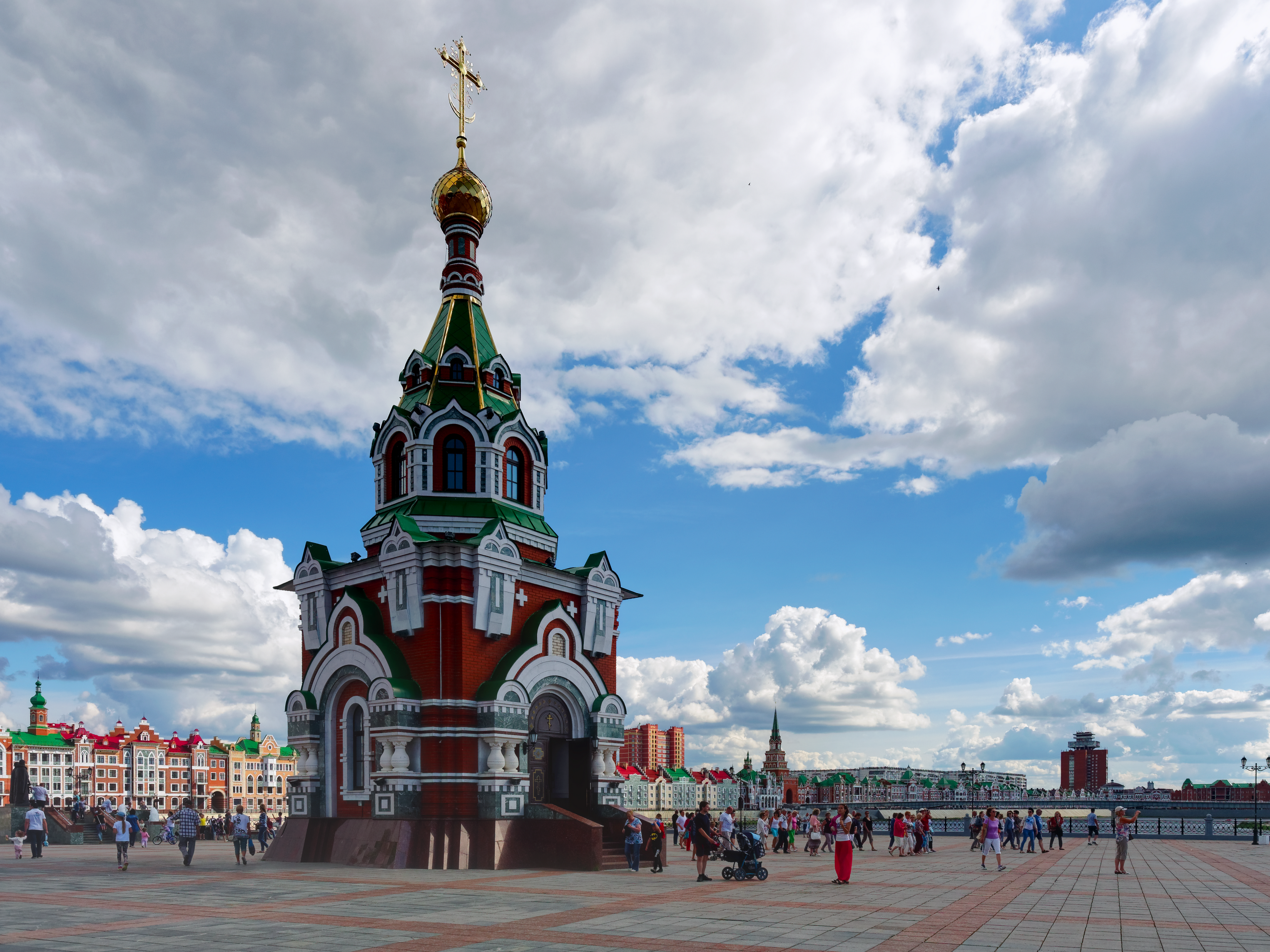
كنيسة القديس بطرس والقديسة فيرفونا في يوشكار-أولا.

ويعتنق معظم الماريين في ماري إل والتشوفاش في تشوفاشيا المسيحية ديناً على مذهب الكنيسة الروسية الأرثوذكسية. ويعيش التشوفاش وهم إحدى الشعوب التركية، تعيش على ضفاف نهر الفولغا في جمهورية تشوفاشيا الروسية، وخلافًا للشعب التتري لم يعتنقون الديانة الإسلاميَّة، والجزء الأكبر منهم دخل المسيحية. اعتمد الماريين المسيحيَّة في القرن السادس عشر بعد أن تم دمج أراضيهم في الإمبراطورية الروسية في عهد إيفان الرابع. ومع ذلك، ولا يزال العديد من الماريين اليوم يمارسون الوثنية في أشكال توفيقيَّة. ويعيش في كل من أودمورتيا وجمهورية باشكورستان مجموعة فرعية مسيحيَّة من تتار الفولغا وهم الكيراشين تاتار، والتي تعني في اللغة العربية المسيحيون التتار. بسبب كون الكيراشين تاتار من المسيحيين الأرثوذكس تطورّت بينهم هوية متميزة إذ يعترون أنفسهم بأنهم مختلفون عن التتار الأخرون على الرغم من أن معظم اللهجات كيراشين تختلف قليلًا فقط من اللهجة المركزية للغة التتار. ووفقاً لتقديرات مؤسسة أرينا عام 2012 تتبع أقليَّة من تتار الفولغا، قُدرّت بحوالي 7% الديانة المسيحية، ويتبع معظمهم مذهب الكنيسة الروسية الأرثوذكسية إلى جانب أقليَّة تتبع المذهب الإنجيلي.
ضمت منطقة الفولجا الفيدرالية تاريخياً على طائفة من المينونايت، وتعود أصولهم إلى مجموعة عرقية أصول ألمانية هولندية استقرَّت في الإمبراطورية الروسية منذ 1789، حيث حافظت لفترة طويلة تقريبًا على ثقافتها الخاصة واللغة المينوناتية الألمانية السفلى واللغة الهولندية البنسلفانية. وفي عقد 1930 هاجر المينونايت من الاتحاد السوفيتي وأمريكا الشمالية إلى المكسيك وبوليفيا وبليز وباراغواي والأوروغواي والأرجنتين. وتضم منطقة الفولجا الفيدرالية أقليَّة ألمانيَّة كانت تعتنق تاريخياً المذهب اللوثري والإصلاحي إلى جانب أقلية تتبع المذهب الروماني الكاثوليكي وكان لهم دور هام في ترجمة الكتاب المقدس وبناء المدارس المسيحيَّة وتطوير الصناعة. تخلت الإمبراطورة كاترين الثانية عن ثقافتها وخلفيَّتها الألمانيَّة الپروتستانتيَّة اللوثريَّة وتبنيها لِكُل وجهٍ من أوجه الثقافة والحضارة الروسيَّة (بما فيها المذهب الأرثوذكسي الشرقي) دورٌ في جعلها غير مُتعصبة لِدينٍ أو مذهبٍ دون آخر. وقامت بدعم الألمان المُهاجرين المُستوطنين في حوض الڤولغا، لِيُعرف أهالي تلك المنطقة مُنذ ذلك الحين ب ـ«ألمان الڤولغا».

### المنطقة الفيدرالية الأورالية

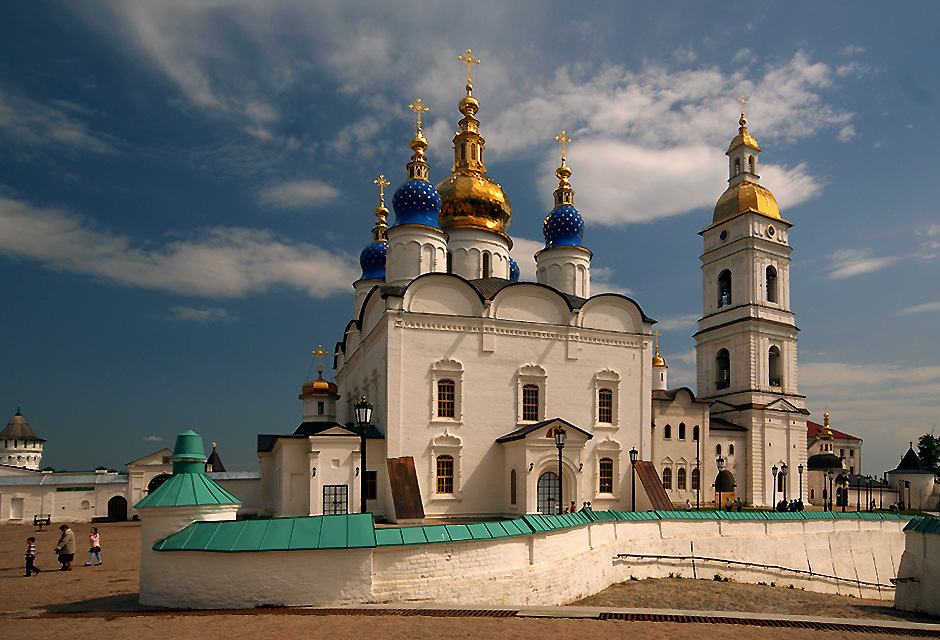
كنيسة الأرثوذكسية في تيومين أوبلاست.

وفقاً لتقديرات مؤسسة أرينا عام 2012 تعتبر الديانة المسيحية أكثر الديانات إنتشاراً في المنطقة الفيدرالية الأورالية تليها غير المنسبين لأي ديانة. وتشكل المسيحية الديانة الأكثر انتشاراً في أوبلاست سفردلوفسك وتيومين أوبلاست وأوكروغ خانتي-مانسي ذاتية الحكم وأوبلاست تشيليابنسك وأوكروغ يامالو-نينيتس الذاتية، وتضم هذه المناطق على نسب مرتفعة نسبياً للأشخاص الذين يعرفون أنفسهم «مسيحيون» أو «مسيحيون بلا طائفة»، ويشكلون أعلى نسبة (6%) بالمقارنة مع أي منطقة فيدرالية أخرى في روسيا، ويشكلّ الذين يعرفون أنفسهم «مسيحيون» أو «مسيحيون بلا طائفة» أعلى نسبة في المنطقة في أوكروغ يامالو-نينيتس الذاتية (13.8%). يشكل المسيحيين حوالي 35.4% من سكان أوبلاست كورغان، وهي ثاني أكبر المعتقدات الدينية بعد روحاني لكن ليس متدينا. ووفقاً لتقديرات مؤسسة أرينا عام 2012 يشكل أتباع الطوائف الأرثوذكسية أعلى نسبة بالمقارنة مع المناطق الروسية الأخرى. وتضم منطقة الفولجا الفيدرالية على مجتمع من القوزاق الأورال، والذين يعرفون بالقيم الأسريَّة المتماسكة، وتُشكل القيم والثقافة التقليدية والمسيحية الروسية الأرثوذكسية الأساس الذي تقوم عليه معتقداتهم. ويعتنق كل من الكوميون وشعب مانسي، وهم من الشعوب الأصلية في المنطقة، مذهب الكنيسة الروسية الأرثوذكسية.

### المنطقة الفيدرالية السيبيرية

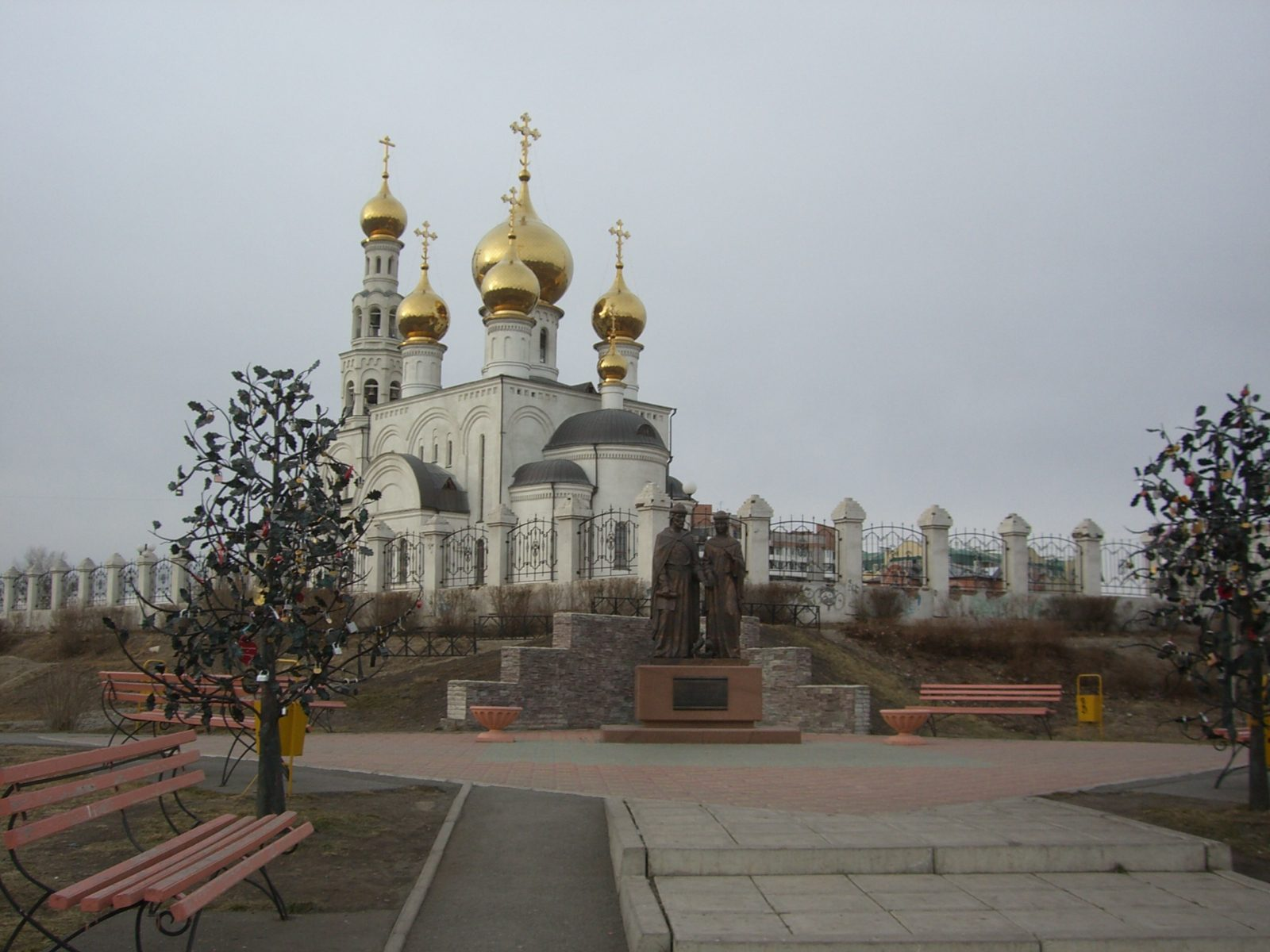
كنيسة الصعود الأرثوذكسية في أباكان.

وفقاً لتقديرات مؤسسة أرينا عام 2012 تعتبر الديانة المسيحية أكثر الديانات إنتشاراً في المنطقة الفيدرالية السيبيريَّة تليها غير المنسبين لأي ديانة والإلحاد. وتشكل المسيحية الديانة الأكثر انتشاراً في جمهورية ألطاي وإركوتسك أوبلاست وأوبلاست كيمروفسكايا وكراسنويارسك كراي وتومسك أوبلاست وخقاسيا، ويتناصف أتباع الديانة المسيحية ومن يقول أنه روحاني لكن ليس متدينا في كل من أوبلاست أومسك ونوفوسيبيرسك أوبلاست، وتعد المسيحية ثاني أكثر المعتقدات الدينية إنتشاراً في كراي ألطاي، وتشكل أتباع الديانة المسيحية أقلية (3.8%) في توفا ذات الأغلبيَّة البوذية. تعتبر نسبة أتباع الديانة المسيحية في المنطقة الفيدرالية السيبيريَّة أقل من المعدل الوطني. وتضم إركوتسك أوبلاست على أقلية معتبرة من المؤمنين القدماء.
خلال القرن التاسع عشر قبل العديد من الخاكيين، وهي أقلية من الشعوب التركيَّة، أساليب الحياة الروسية، وتم تحول معظمهم بشكل جماعي إلى الديانة المسيحية على مذهب الكنيسة الروسية الأرثوذكسية. ومع ذلك لا يزال العديد من الخاكيين المسيحيين يُمارسون الشامانية مع المسيحية. ومنذ عقد 1990 شهدت زيادة ملحوظة في التحول إلى المسيحية بين البورياتيين؛ وهم شعب منغولي في بورياتيا. ويعتنق شعب خانتي وشيلكان وتوبالار وتلنجتتها بالإضافة إلى العديد من الشعوب التركية مثل التوفالار وألطاي وتيلوت وكيت ودولجان وغيرهم المسيحية ديناً على مذهب الكنيسة الروسية الأرثوذكسية، وذلك بسبب الجهود التبشيرية خلال القرن التاسع عشر وسياسة حكومة الإمبراطورية الروسية. كما وتعتنق أقلية من الكازاخ في المنطقة الفيدرالية السيبيريَّة المسيحيَّة ديناً.
في سبتمبر من عام 1906 مجلس الإمبراطورية الروسية على بناء مستوطنات لطائفة المينونايت في كراي ألطاي، وهي طائفة مسيحيَّة تعود أصولهم إلى مجموعة عرقية أصول ألمانية هولندية استقرَّت في الإمبراطورية الروسية منذ 1789، حيث حافظت لفترة طويلة تقريبًا على ثقافتها الخاصة واللغة المينوناتية الألمانية السفلى واللغة الهولندية البنسلفانية. وقد قاموا ببناء العديد من القرى المينونايتيَّة في كراي ألطاي وعملوا في الصناعة والزراعة.

### منطقة الشرق الأقصى الفيدرالية

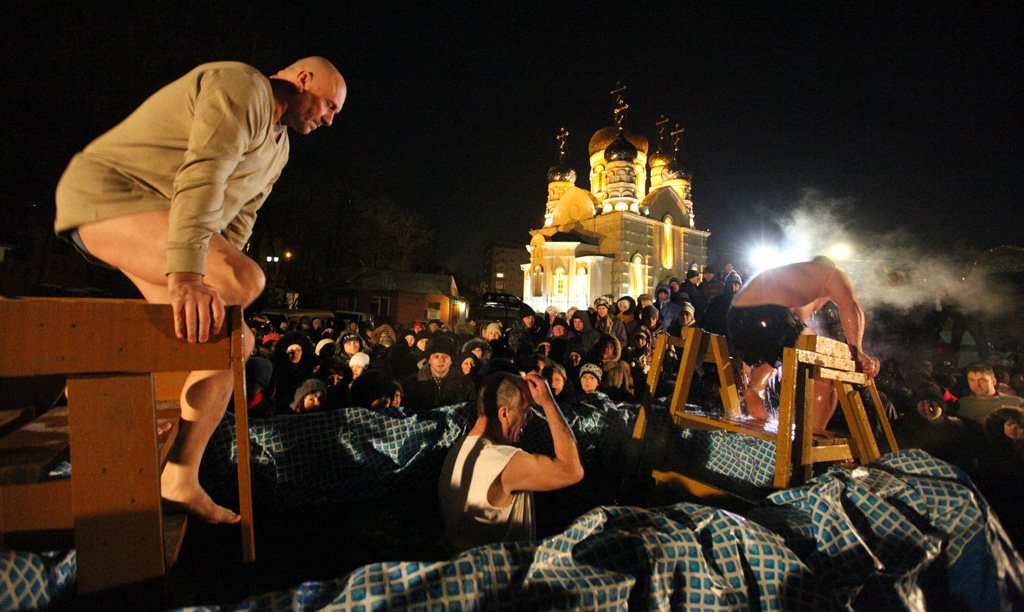
ممارسة طقس الغطس خلال عيد الغطاس في فلاديفوستوك.

وفقاً لتقديرات مؤسسة أرينا عام 2012 تعتبر الديانة المسيحية أكثر الديانات انتشاراً في منطقة الشرق الأقصى الفيدرالية تليها غير المنسبين لأي ديانة والإلحاد. وتشكل المسيحية الديانة الأكثر انتشاراً في الأوبلاست اليهودية الذاتية وكراي كامشاتكا وماغادان أوبلاست وأوكروغ تشوكوتكا الذاتية، ويتناصف أتباع الديانة المسيحية ومن يقول أنه روحاني لكن ليس متدينا والملحدين في كل من كراي عبر البايكال وخاباروفسك كراي، وتعتبر كل من الديانة المسيحية (33.4%) والديانة البوذية التبتيَّة (19.8%) الديانات الأكثر انتشاراً في ياقوتيا، وتمارس المسيحية بشكل رئيسي من قبل السلاف في حين تمارس البوذية من قبل البورياتيون. وتعتبر الديانة المسيحية ثاني أكثر المعتقدات الدينية انتشاراً بعد من يقول أنه روحاني لكن ليس متدينا في ساخالين أوبلاست وأوبلاست أمور وخاباروفسك كراي. في حين أن المسيحية هي ثاني أكثر المعتقدات الدينية انتشاراً بعد الإلحاد في بريمورسكي كراي. تعتبر نسبة أتباع الديانة المسيحية في منطقة الشرق الأقصى الفيدرالية أقل من المعدل الوطني.
تضم المنطقة على جماعات مسيحية مختلفة منها المستوطنين السلاف الأرثوذكس، والشعوب التركية المسيحيَّة مثل الياكوت، والكوريو سارام وهم خليط من العرق الكوري والعرق التركستاني، إلى جانب الشعوب الأصلية للمنطقة مثل شعب تشوكشي والأليوطيين والشوفان وشعب اليوكغير والكورياك والإيفينك واليوبيك والإيفنس السيبيري والنيفخ والأوروتش والنينيتس، وذلك بسبب الجهود التبشيرية الروسية الأرثوذكسية خلال القرن التاسع عشر وسياسة حكومة الإمبراطورية الروسية. وعلى الرغم أنَّ هذه الشعوب الأصلية تعتنق إسمياً المسيحية، الا أنَّ العديد منهم ما زالوا يمارسون الشامانية في أشكال توفيقيَّة مع الديانة المسيحيَّة.

## الموروث الحضاري

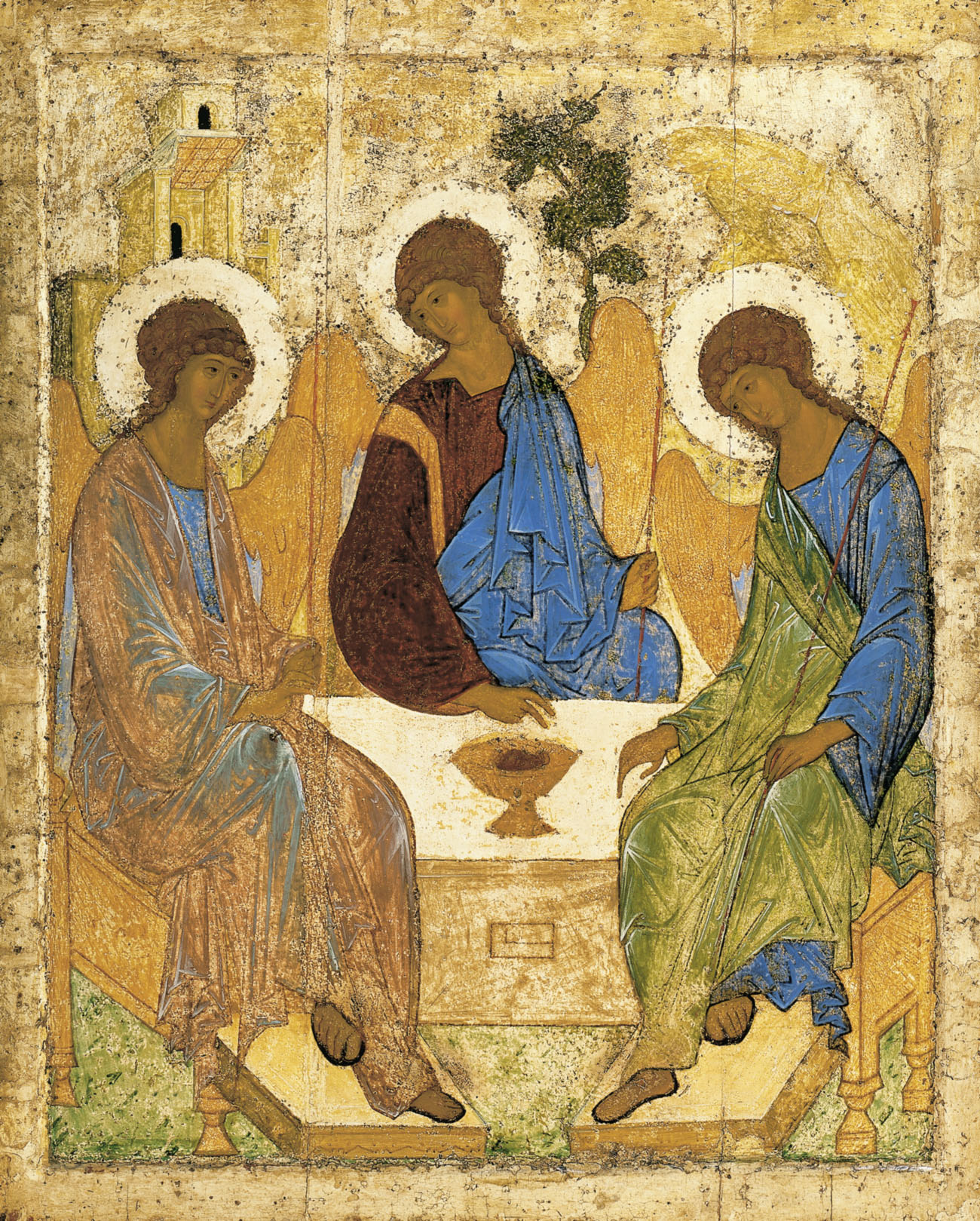
أيقونة «الثالوث الأقدس» الروسية؛ رسم أندريه روبليوف.

تُمثل المسيحية في الأراضي الروسية جزءًا رئيسيًا من فسيفساء الثقافة الدينية في البلاد، حيث كان للأرثوذكسية تأثير طويل الأمد على ثقافة ومجتمع روسيا منذ أن أصبحت الدين الرسمي في عام 988، ويمكن رؤية القطع الأثرية المسيحية في جميع أنحاء البلاد، إضافة إلى الليتورجية والتراتيل التي انتشرت منذ القرن العاشر في جميع أنحاء البلاد. وللمسيحيَّة تاريخٌ طويل وحافل في روسيا، وهي منتشرة بطقسها البيزنطي، وخرج منها الكثير من الفلسفات والنصوص الليتورجية والأدباء والصوفيين والقديسين، حيث تُعتبر روسيا الحاليّة مسقط رأس العديد من المبشرين والقديسين المسيحيين. وتطورت في الكنيسة الروسية الأرثوذكسية حياة فكرية أنتجت أعمال أدبية وفلسفية وروحانية وموسيقية غزيرة في السلافونية الكنسية والسلافونية الكنسية القديمة. تتميز العمارة الكنسية الروسية بتعدد القباب وتفرد فن العمارة الكنائسي، وهي بوتقة انصهار للفن المعماري البيزنطي والسلافي، وتوجد في روسيا آثار تاريخية مسيحية مهمة تم تسجيل بعضها لدى منظمة اليونسكو، ومن بين أشهر الكنائس الروسية كل من دير الثالوث المقدس للقديس سيرغي، وكاتدرائية القديس باسيل وكاتدرائية المسيح المخلص في موسكو، وكاتدرائية كازان وكاتدرائية سانت إسحاق وكاتدرائية بطرس وبولس في سانت بطرسبرغ. كانت المسيحية ورمزيتها موضوع متكرر وهام في الأدب الروسي وظهرت في الأعمال الأدبية لفيودور دوستويفسكي وليو تولستوي وبوريس باسترناك وألكسندر سولجنيتسين وغيرهم.
دخل استخدام وصنع الأيقونات في روس الكييفية بعد تحولها إلى المسيحية الأرثوذكسية عام 988 بعد الميلاد. كقاعدة عامة، اتبعت هذه الأيقونات الروسية بدقة النماذج والصيغ التي يقدسها الفن البيزنطي، من العاصمة القسطنطينية. مع مرور الوقت، وسع الروس مفردات الأنواع والأساليب إلى ما هو أبعد من أي شيء موجود في أي مكان آخر في العالم الأرثوذكسي. في منتصف القرن السابع عشر، أدت التغييرات في الليتورجيا والممارسة التي وضعها البطريرك نيكون إلى حدوث انقسام في الكنيسة الروسية الأرثوذكسية. واصل التقليديون، «الطقوس القدامى» المضطهدون أو «المؤمنون القدامى»، الأسلوب التقليدي للأيقونات، بينما قامت كنيسة الدولة بتعديل ممارساتها. عادةً ما تكون الأيقونات الروسية لوحات على الخشب، غالباً ما تكون صغيرة، على الرغم من أن بعضها في الكنائس والأديرة قد يكون أكبر من ذلك بكثير. بعض الرموز الروسية مصنوعة من النحاس. ومن أبرز الأيقونات الروسية «الثالوث الأقدس» رسم أندريه روبليوف و«عذراء فلاديمير» والتي تعتبر واحدة من أكثر الأيقونات شهرة في التاريخ السلافي.

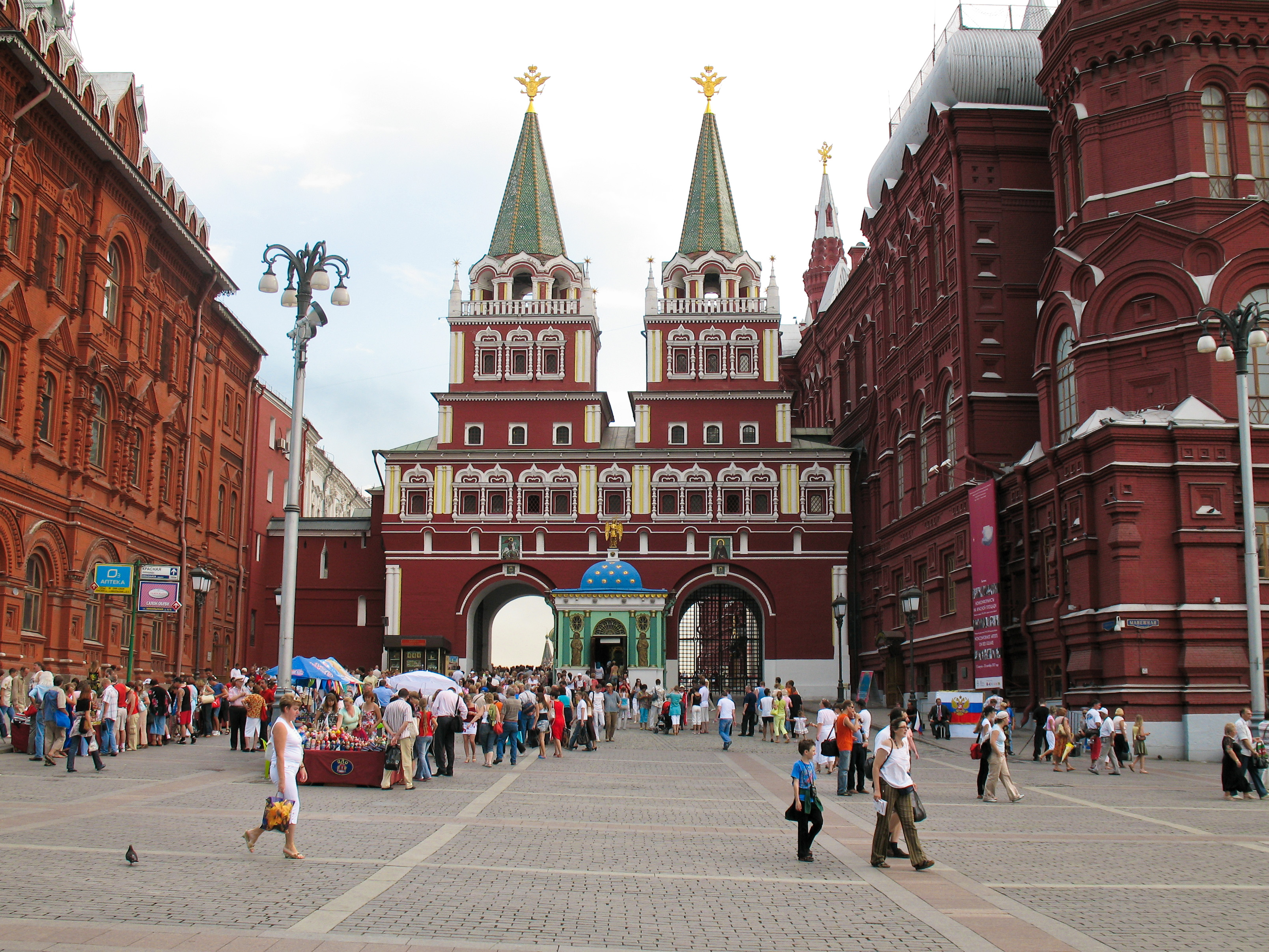
بوابة ومصلى أيبيريان.

بعد سقوط القسطنطينية عام 1453 ووفاة قسطنطين الحادي عشر ادعى إيفان الثالث -الدوق الأكبر لموسكو- دور الإمبراطور بصفته راعيًا للأرثوذكسية الشرقية. تزوج من أخت أندرياس صوفيا باليولوغينا التي أصبح حفيدها إيفان الرابع أول تسار لروسيا (تسار يعني القيصر، وهو مصطلح يطبقه السلاف تقليديًا على الأباطرة البيزنطيين). أيد خلفاؤهم فكرة أن موسكو كانت الوريث المناسب لروما والقسطنطينية. بقيت فكرة الإمبراطورية الروسية على أنها روما الثالثة المتعاقبة حيةً حتى زوالها مع الثورة الروسية. ساهم تأثير المسيحية بعد إضفاء الشرعية عليها دينًا رسميًا للدولة في روما تحت حكم قسطنطين العظيم في القرن الرابع، في التأثيرات الرئيسية للإمبراطورية وطابعها الهلنستي. وفقاً للمؤرخ فرانسيس دفورنيك حدث توفيق بين النظرية الهلنستية للملكية الإلهية والمفهوم البيزنطي المتمثل في الجمع بين السلطتين الزمنية والروحية في شخص الإمبراطور، وهو مفهوم أورثته للقيصرية الروسية لاحقاً. وكانت الكنيسة الروسية الأرثوذكسية مؤسسة قوية في الامبراطورية الروسية، وارتبطت بالأسرة الحاكمة، فقد أعاد الأباطرة الروس من أسرة رومانوف، حماة المذهب الأرثوذكسي، الثنائية التقليدية في قيادة الكنيسة بينهم وبين البطاركة. وأعادت إحياء أيديولوجية الأرثوذكسية والأوتوقراطية والوطنية. وفي 10 يونيو عام 1772م، حصلت روسيا على بعض الامتيازات في الدولة العثمانية، لعلّ أهمها هو حقها في حماية جميع الرعايا المسيحيين الأرثوذكس في الدولة العثمانية، ونتيجة لذلك قامت الكنيسة الروسية ببناء شبكة واسعة من المدارس والفنادق الخاصة بالحجاج، كما وأسست الجمعية الإمبراطورية الأرثوذكسية الفلسطينية الخيرية وهي أقدم المنظمات غير الحكومية الروسية. في عام 2000 أعلنت الكنيسة الروسية الأرثوذكسية تقديسها لنيقولا الثاني إمبراطور روسيا وعائلته بصفتهم حاملي العاطفة.

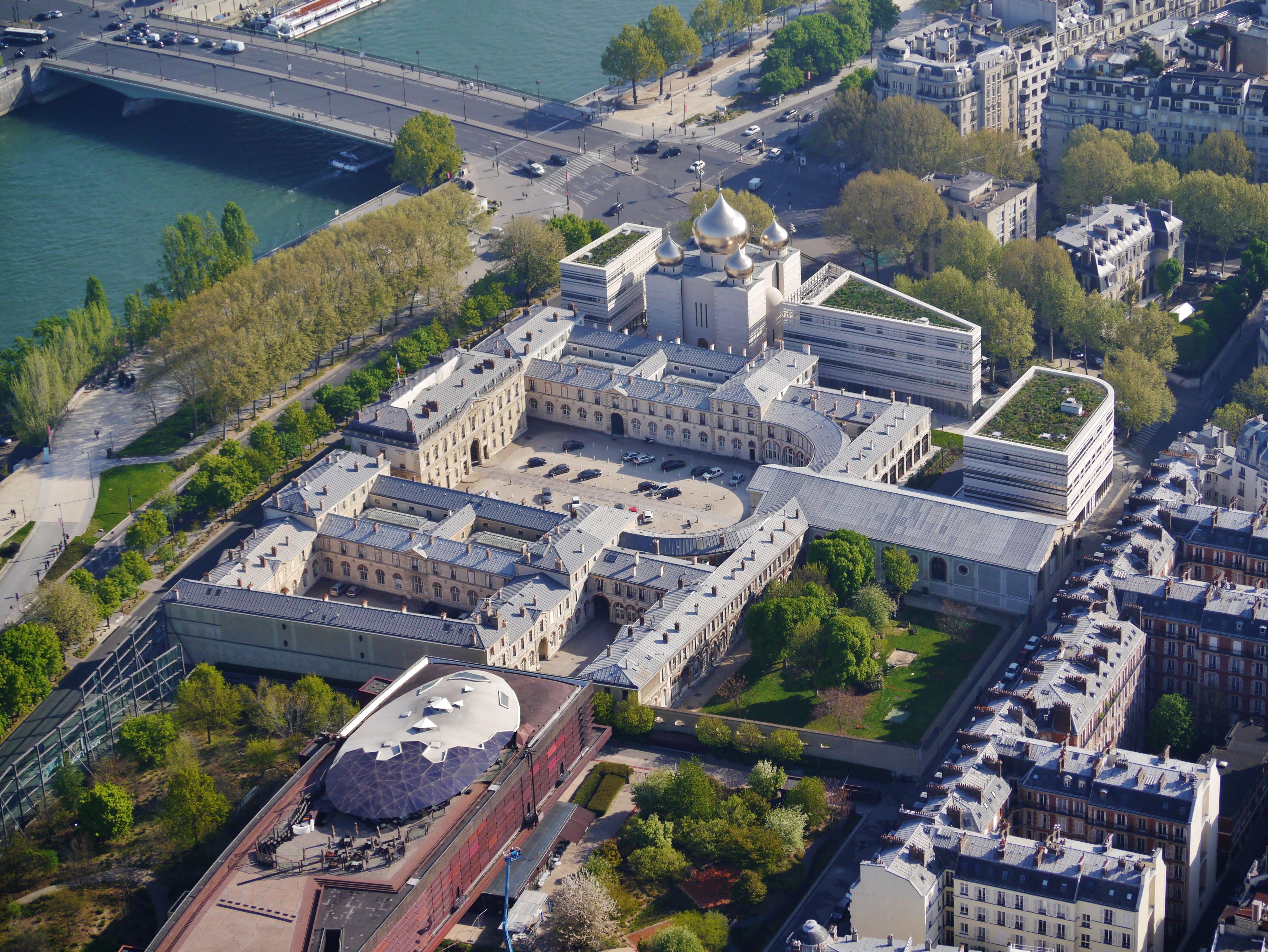
كاتدرائية الثالوث المقدس والمركز الأرثوذكسي الروحي والثقافي الروسي في باريس: تعمل الكنيسة الروسية الأرثوذكسية كقوة ناعمة لنشر الثقافة الروسية في العالم.

أُعيد إحياء المسيحية في آسيا الوسطى خلال القرن التاسع عشر وذلك بعد الغزو الروسي للمنطقة، حيث كانت هذه المنطقة تضم في السابق حتى القرن الثالث عشر مجتمعات مسيحية نسطورية تتبع كنيسة المشرق، ومع السيطرة الروسية قدم إلى المنطقة ملايين المستوطنين الروس وتم بناء الكنائس الأرثوذكسية الروسية المختلفة في المدن الكبيرة وفي أرجاء المنطقة. اليوم تُعتبر المسيحية ثاني أكثر الديانات إنتشارًا بعد الإسلام في أذربيجان وأوزبكستان وتركمانستان وكازاخستان وطاجكستان وقيرغيزستان، وتُعد الكنيسة الروسية الأرثوذكسية كبرى المذاهب المسيحية فيها، وهي موطن لحوالي 6.1 مليون مسيحي معظمهم مواطنين من أصول روسيَّة. ولعب المبشرين الروس دور هام في نشر المسيحية في ألاسكا وسيبيريا، ونتيجة لعمل البعثات التبشيرية الروسية دخلت العديد من القوميات التركية والسيبيريّة الأصلية إلى المسيحية على مذهب الأرثوذكسية.
تعد حاليًا الكنيسة الروسية الأرثوذكسية أكبر كنيسة سلافية وأرثوذكسية في العالم، وتحتل الكنيسة الأرثوذكسية الروسية والبطريرك مكانًا متميزًا بين أدوات ومصادر القوة الناعمة الروسية، وكذا بين أعضاء الكنيسة والمجتمع الروسي. ومنذ تفكك الاتحاد السوفيتي في عام 1991 عرفت الكنيسة الأرثوذكسية نهضة روحية قوية في روسيا حيث عادت لتشكل رباطاً للهوية الوطنية شاغلة الفراغ الذي خلّفه سقوط الايديولوجية السوفياتية، رافقه تنامى التأثير السياسي للكنسية الأرثوذكسية الروسية في الآونة الأخيرة وتوافقها مع سياسات الكرملين، وهو ما عرضها لعدة انتقادات. وتحاول روسيا بسط نفوذها وسيطرتها في وأوكرانيا وبيلاروسيا وجهوريات البلطيق من خلال مختلف الأدوات التي تستخدمها في سبيل ذلك مثل: الكنيسة الروسية الأرثوذكسية، ووسائل الإعلام المرئية والمسموعة والمقروءة، والشبكات الرسمية وغير الرسمية لرجال الأعمال، والمنظمات غير الحكومية. وعمدت الجهود الروسية إلى تأييد الأقليات الإثنية العرقية ذات الأصل الروسي في جمهوريات الاتحاد السوفيتي السابق والتي تنتشر بينها الثقافة الروسية ومذهب الكنيسة الروسية الأرثوذكسية بحكم طبيعتها.
تلعب الكنيسة الروسية دورًا في المشهد السياسي العالمي، وشهدت المنطقة بعد التوترات المذهبية والطائفية عقب الثورة الأوكرانية 2014 وأزمة القرم 2014 حيث أيد أتباع الكنيسة الروسية الأرثوذكسية والكنيسة الأوكرانية الأرثوذكسية الأطراف المؤيدة لروسيا، في حين أيّدت الكنيسة الأرثوذكسية الأوكرانية - بطريركية كييف والكنيسة الأوكرانية الكاثوليكية الأطراف المؤيدة لأوكرانيا. في أكتوبر من عام 2018 أعلنت الكنيسة الروسية الأرثوذكسية قطع صلتها مع بطريركية القسطنطينية المسكونية، وذلك بعدما اعترفت بطريركية القسطنطينية المسكونية، بإستقلال الكنيسة الأوكرانية عن موسكو. واعتراف القسطنطينية بكنيسة مستقلة في أوكرانيا ينهي 332 عاما من الوصاية الدينية الروسية في أوكرانيا، حيث في عام 1686 صدر قانون كنسي منح بطريرك موسكو حق تعيين المتروبوليت في كييف. يمكن أن يؤدي إلى ظهور «عالمين أرثوذكسيين متخاصمين»، أحدهما موال لموسكو التي لديها العدد الأكبر من المسيحيين الأرثوذكس، وآخر موال للقسطنطينية التي تتمتع بالشرعية كونها أول بطريركية في التاريخ المسيحي الشرقي.

## معرض الصور

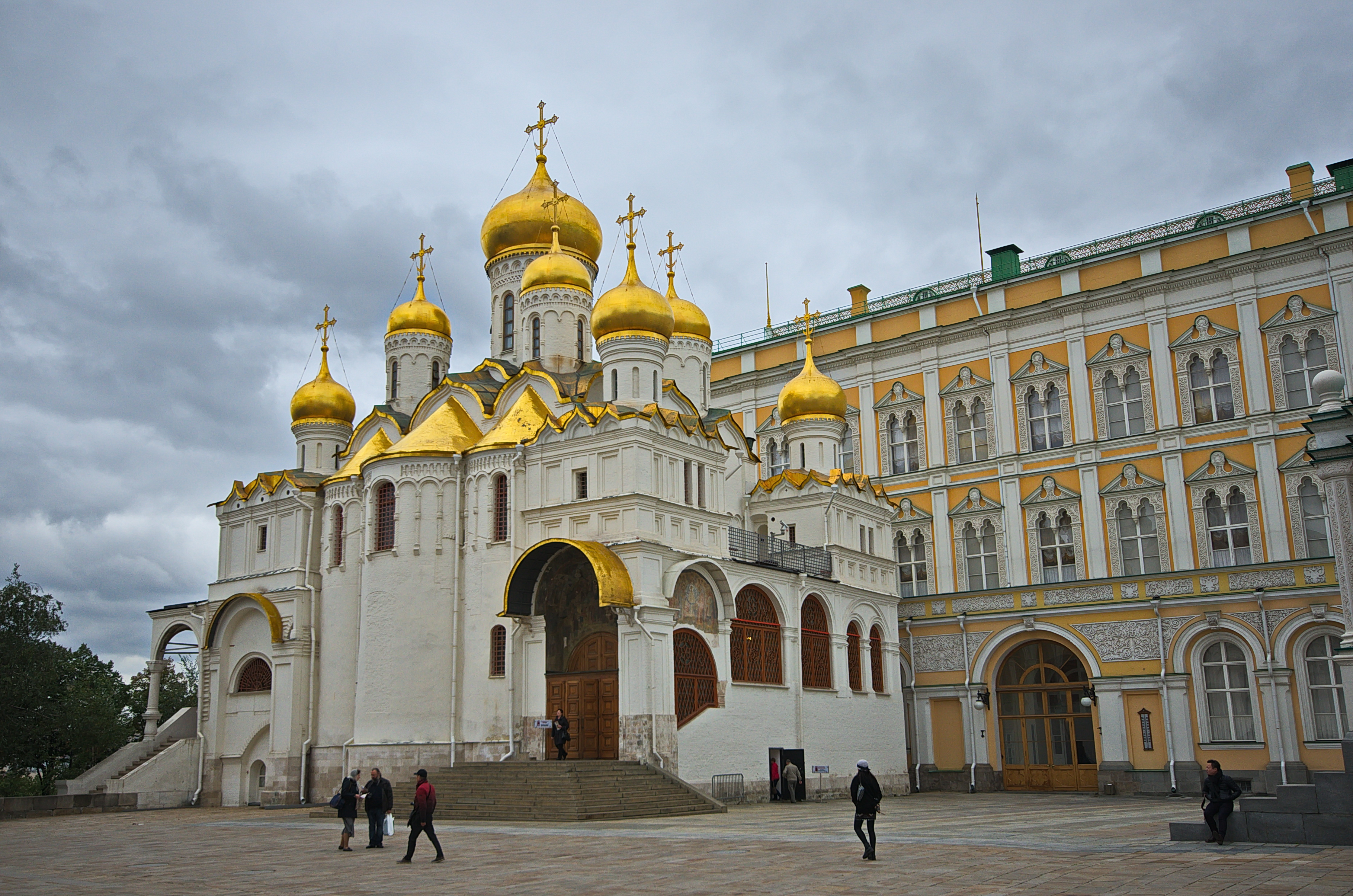
كنيسة البشارة في موسكو
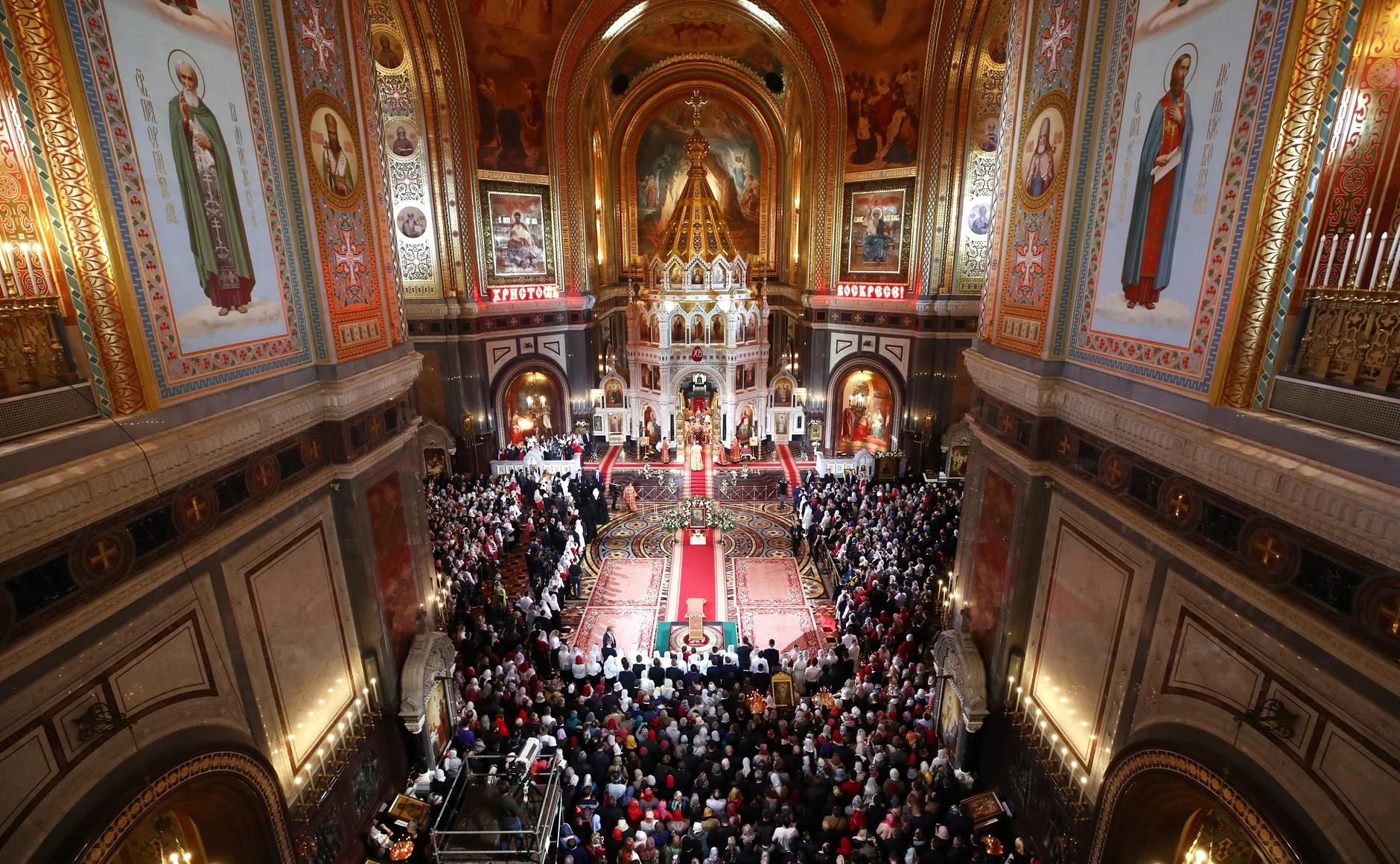
إحتفالات عيد القيامة في كاتدرائية المسيح المخلص
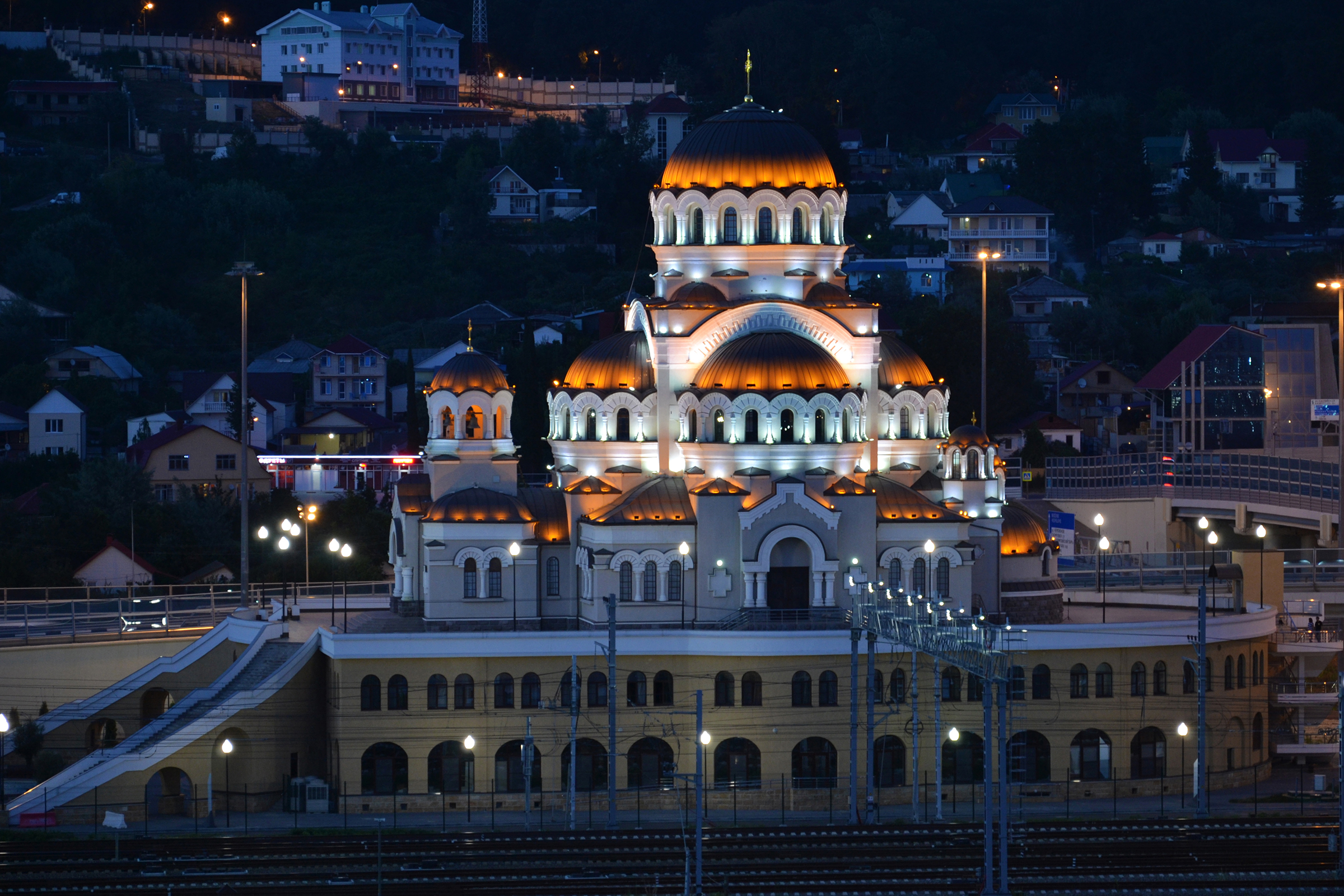
كنيسة الماندليون المقدسة في سوتشي
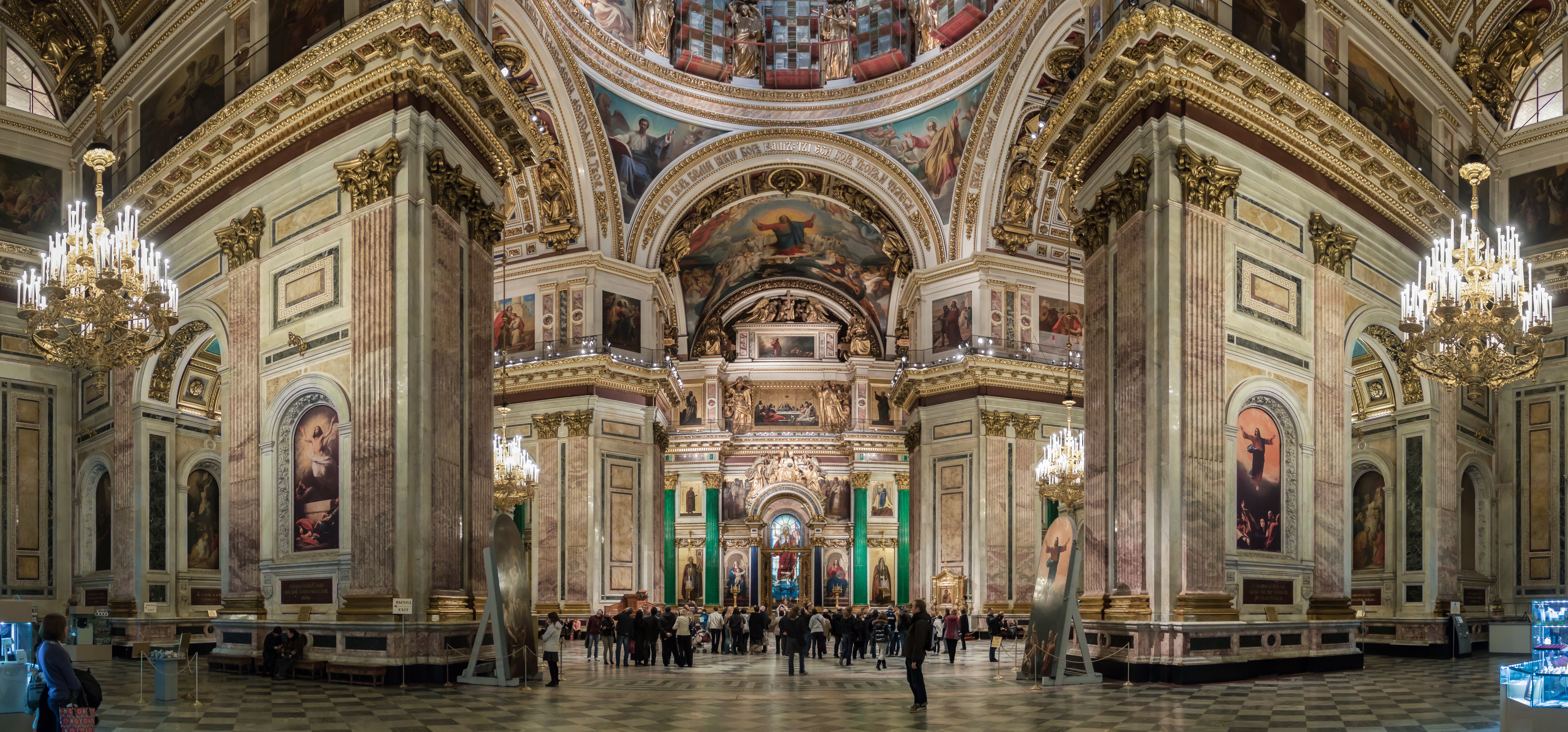
كنيسة القديس إسحاق في سانت بطرسبرغ
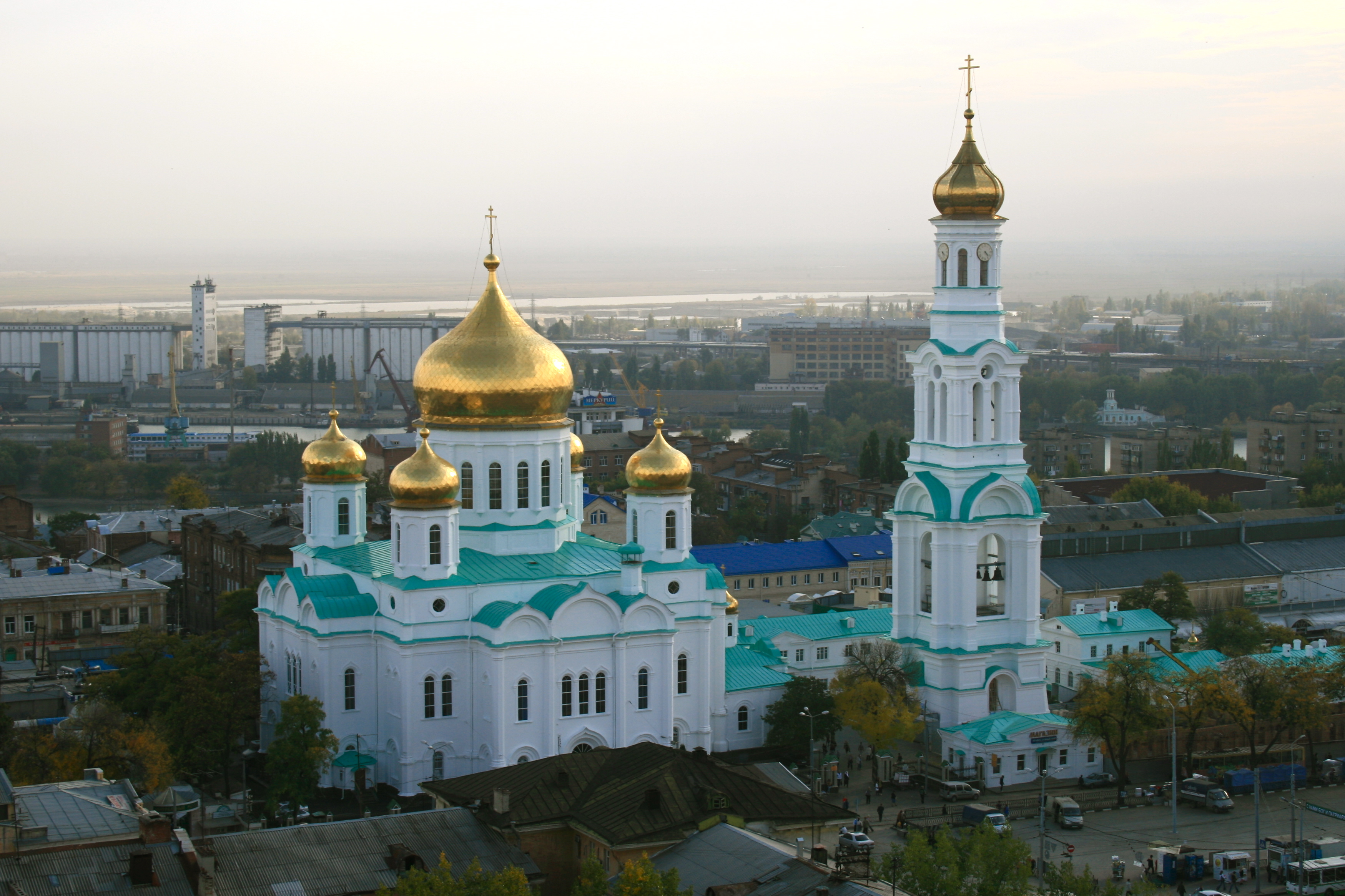
كنيسة ميلاد السيدة في روستوف على نهر الدون
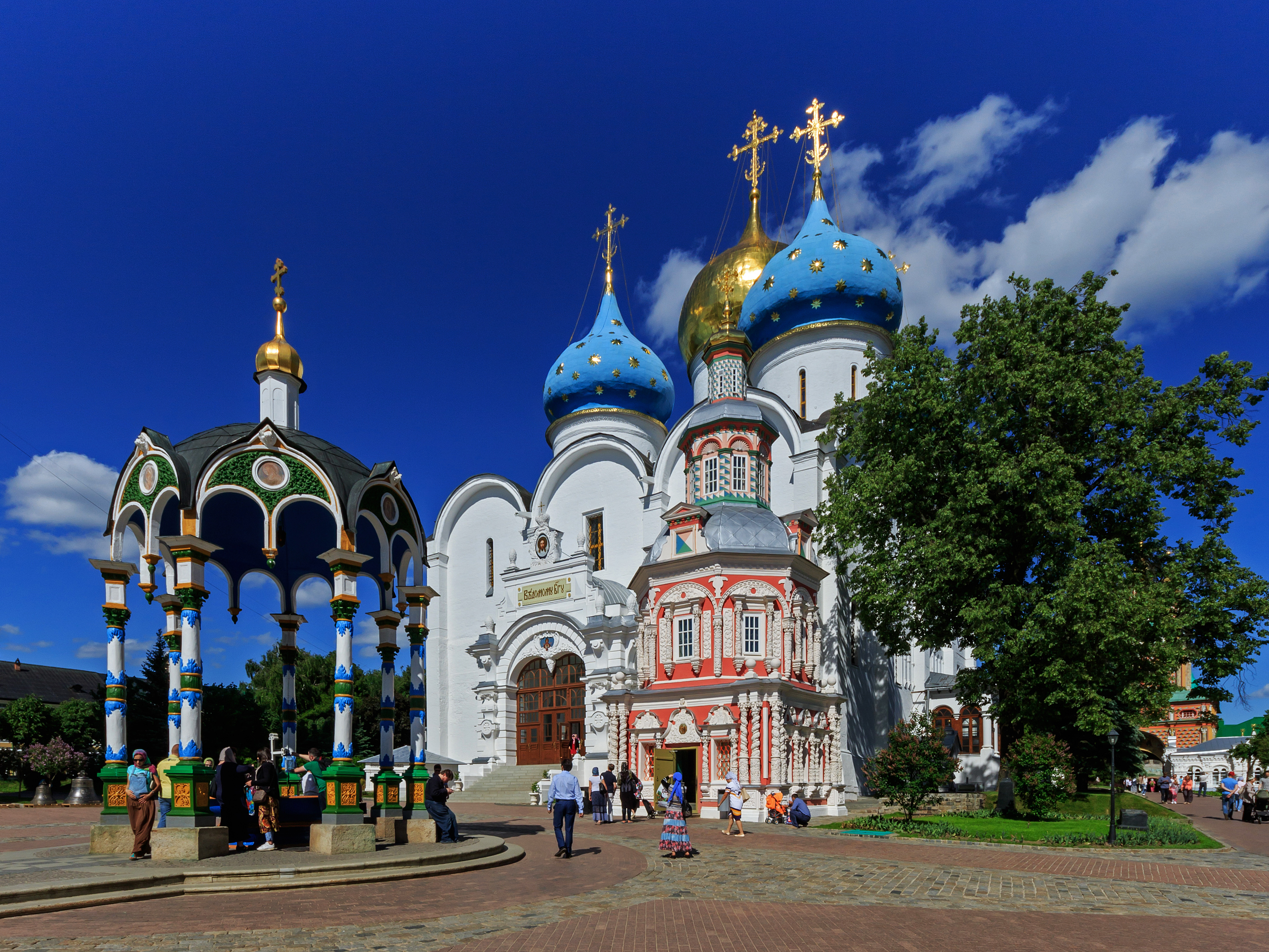
كنيسة الثالوث في ريازان
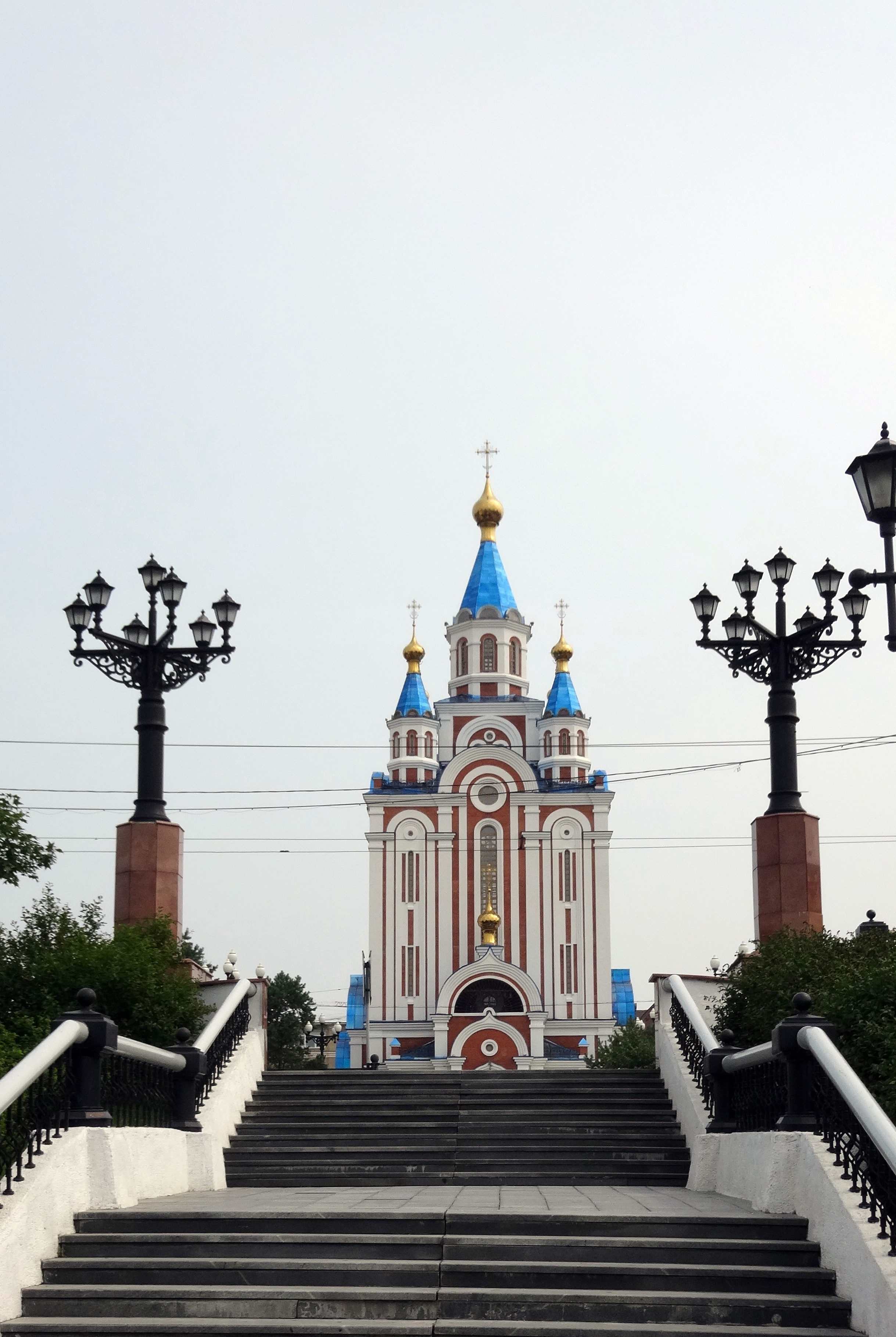
كنيسة الإنتقال في خاباروفسك
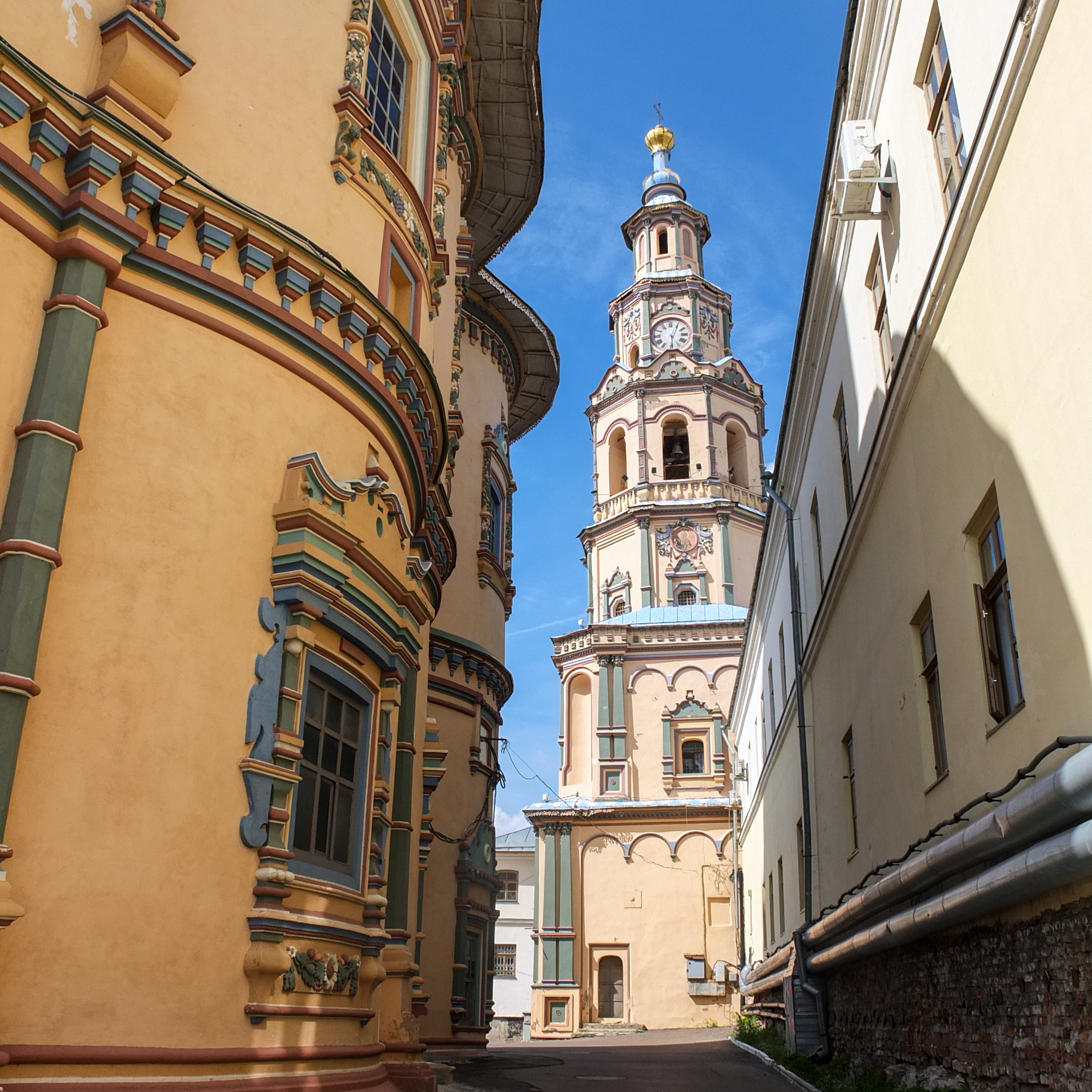
جرسية كنيسة القديس بطرس وبولس في قازان
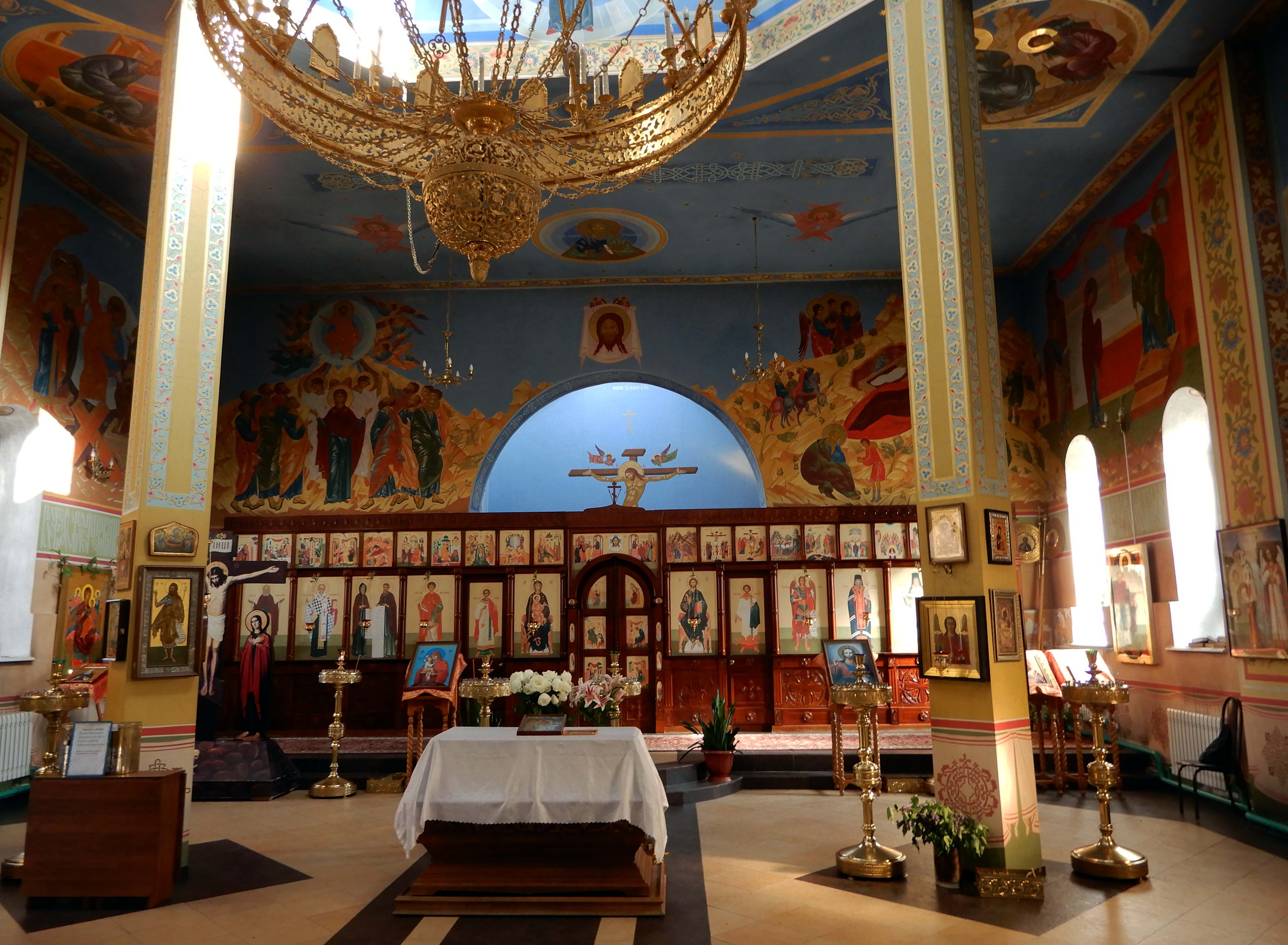
داخل كنيسة الملاك ميخائيل في غروزني
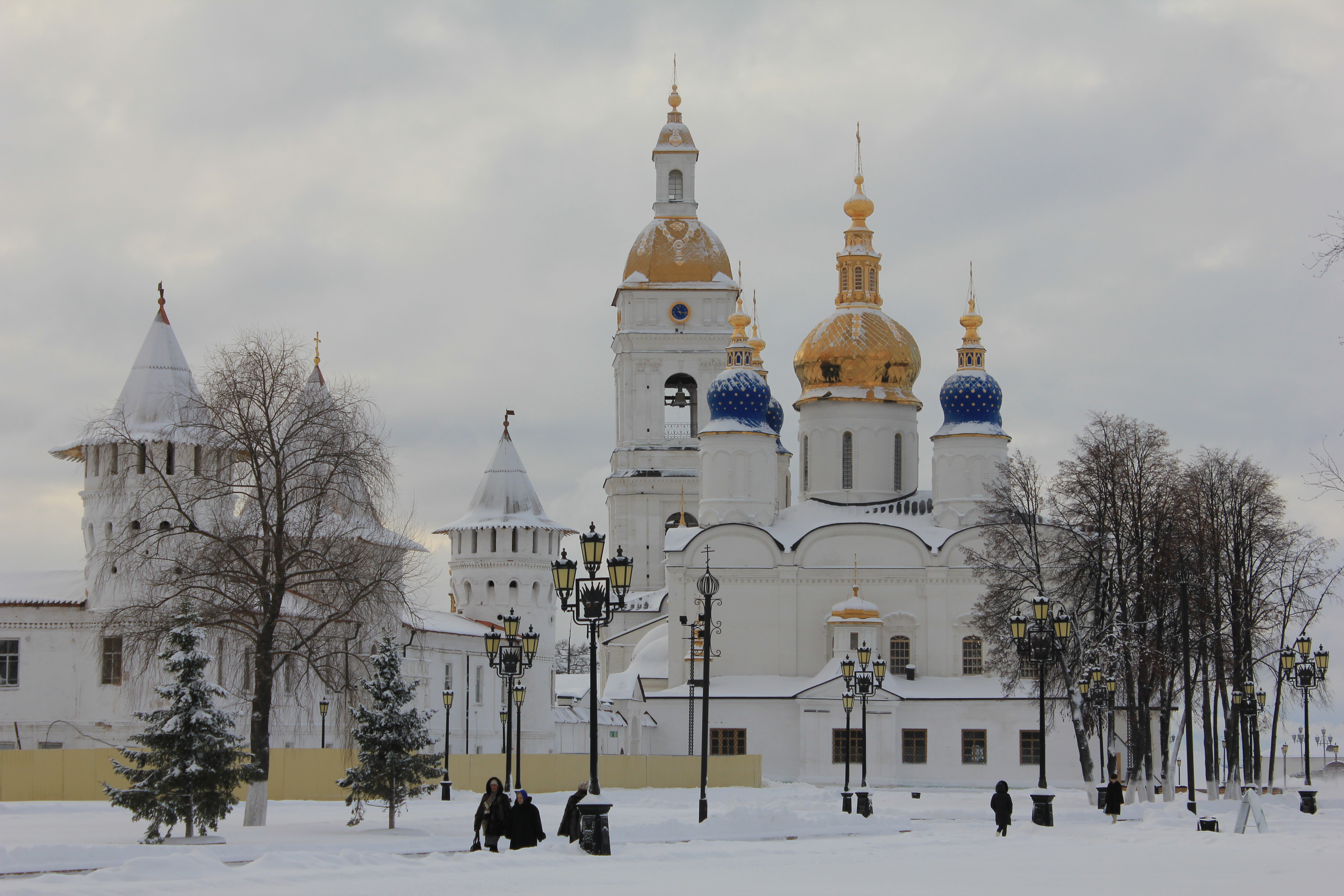
دير الحكمة المقدسة في توبولسك
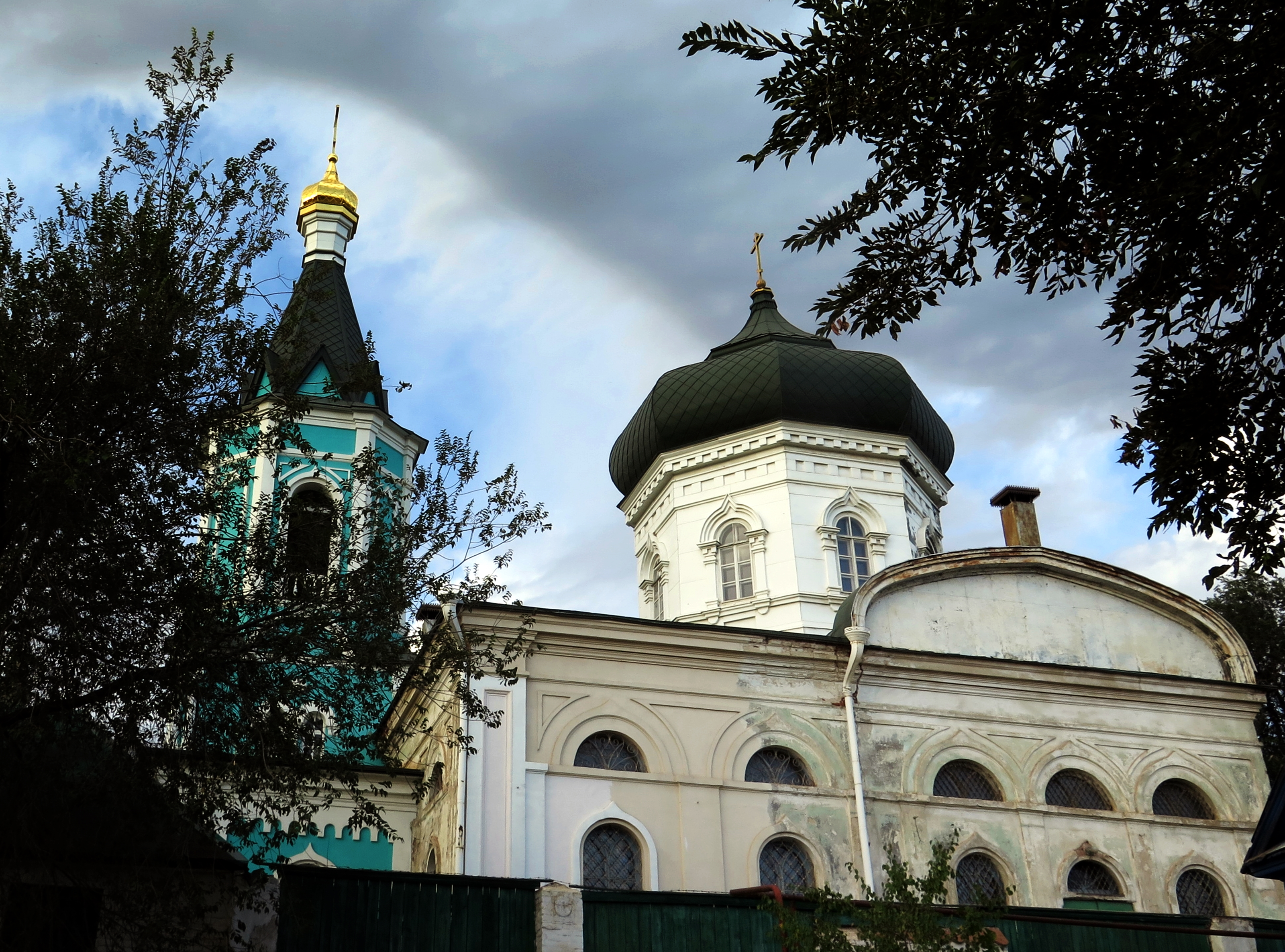
كنيسة المهد للمؤمنين القدماء في فيليكي نوفغورود
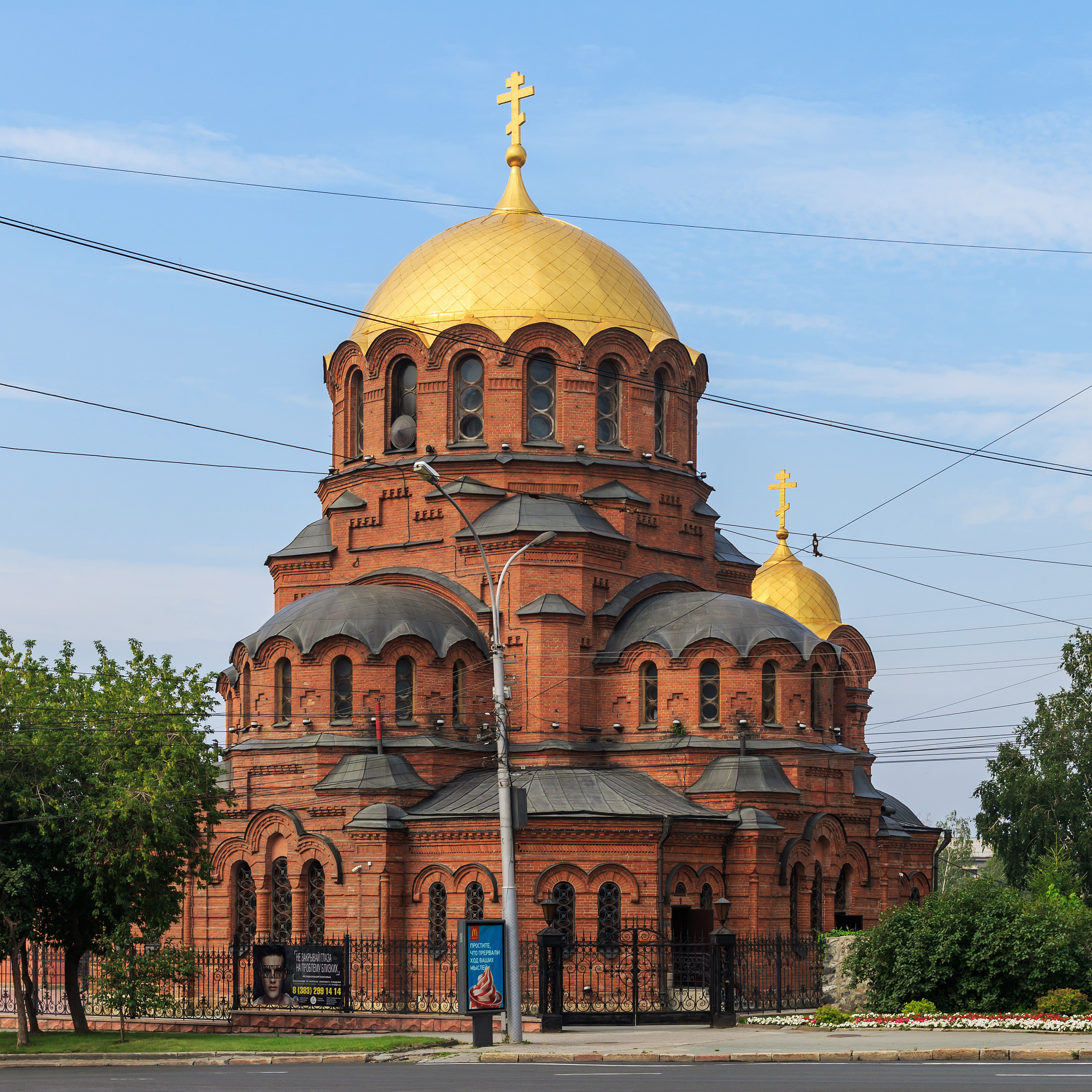
كنيسة ألكسندر نيفيسكي في نوفوسيبيرسك
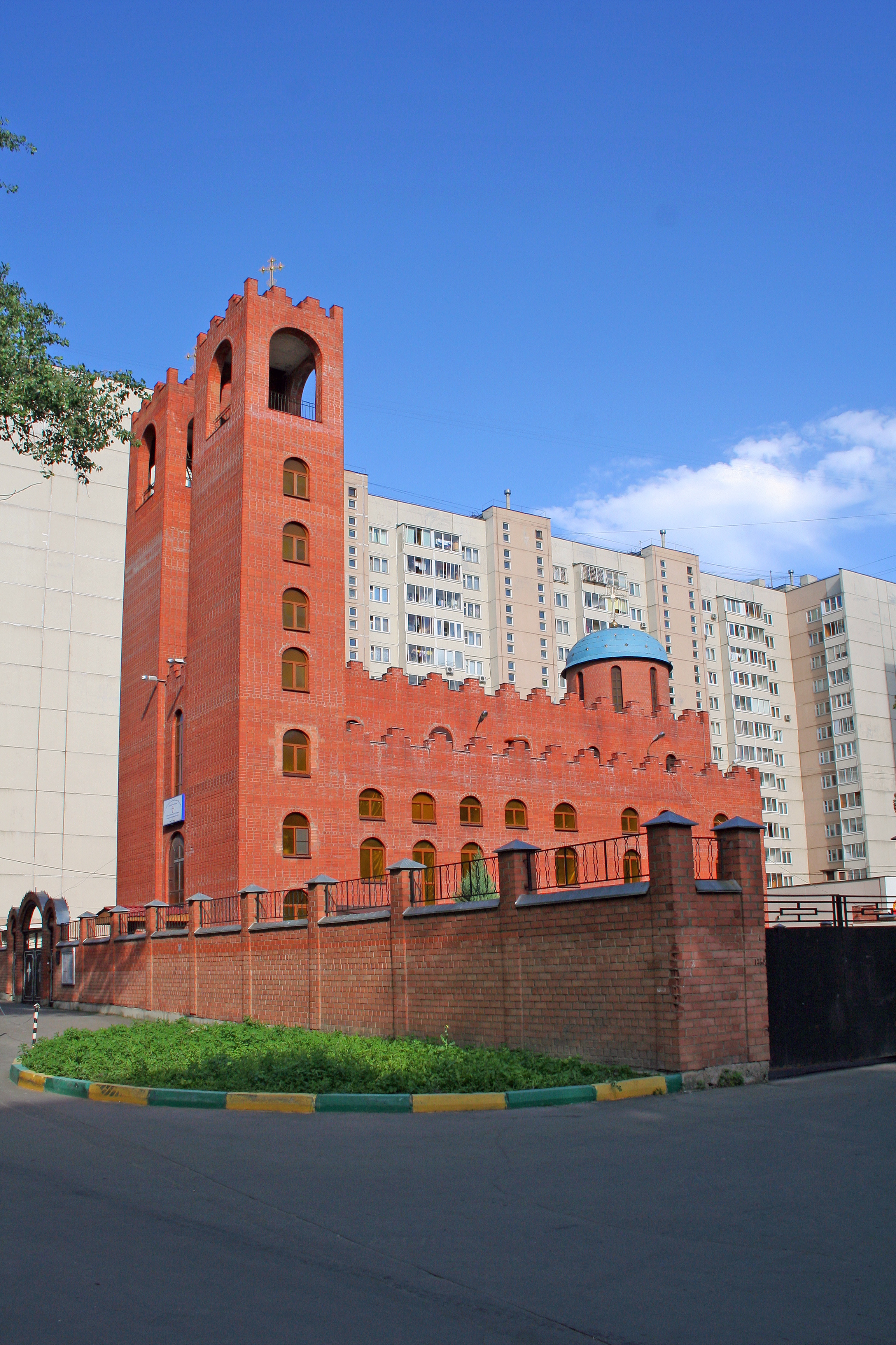
كنيسة القديسة مريم الآشورية في موسكو
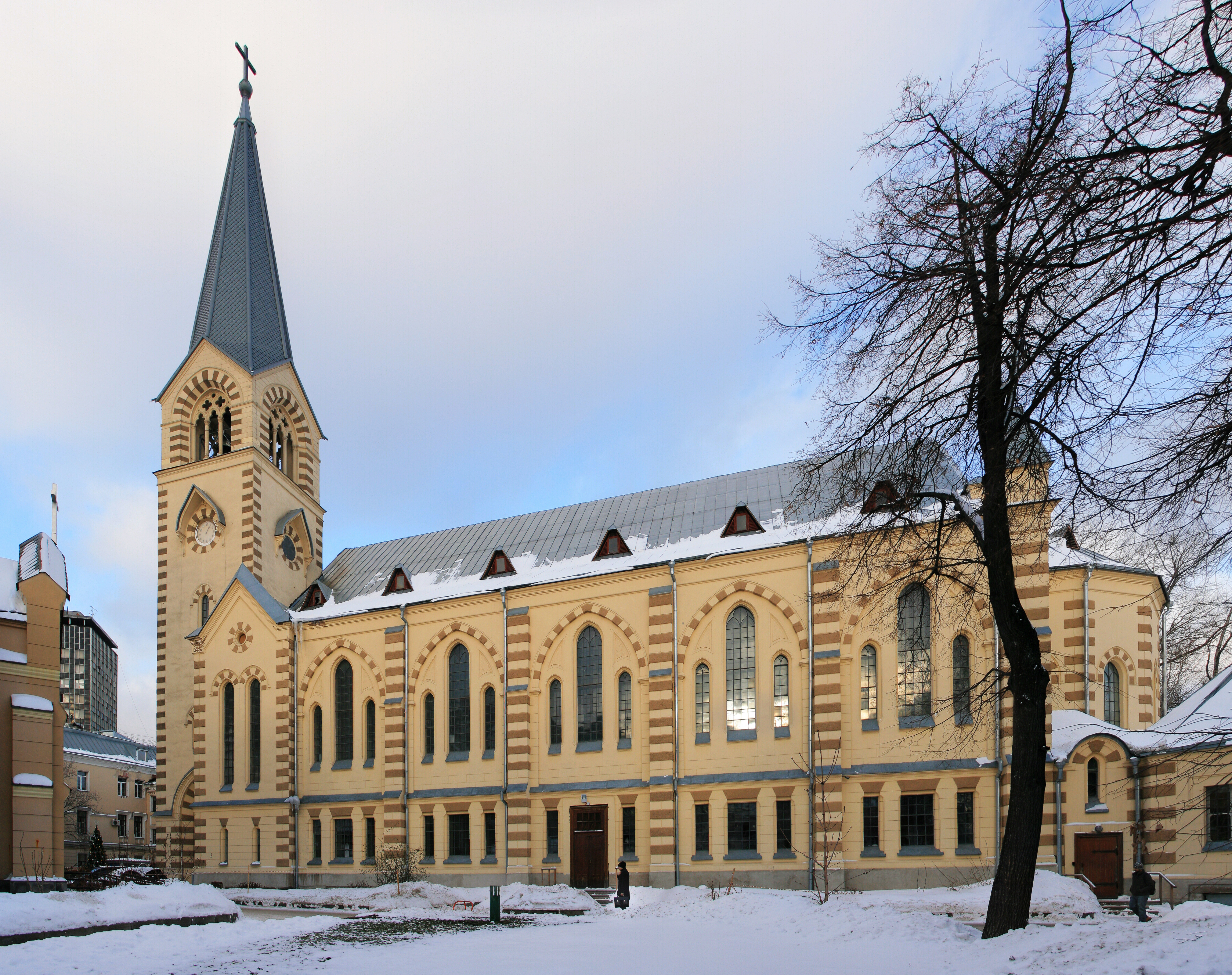
كنيسة القديس بطرس وبولس اللوثرية في موسكو
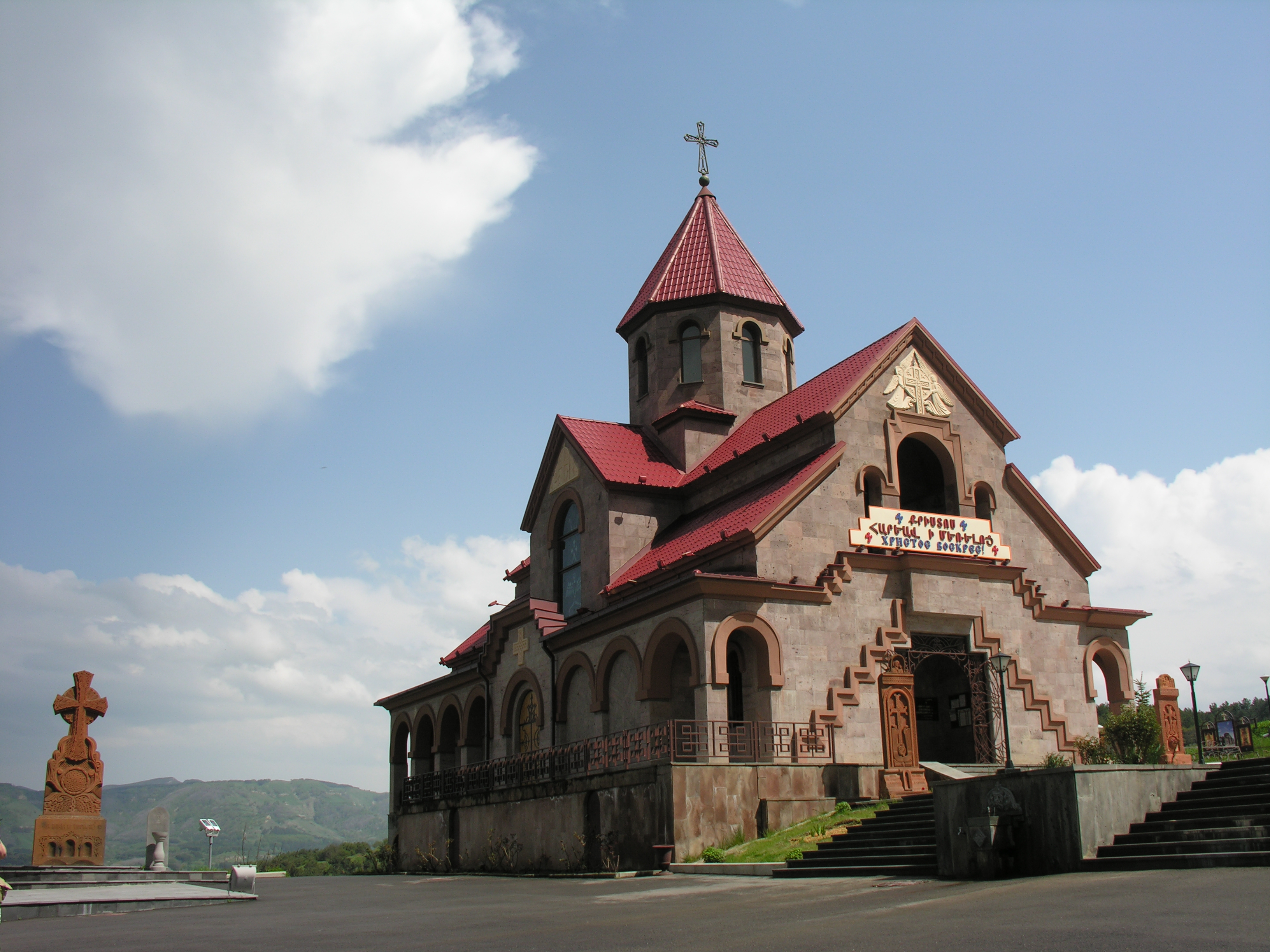
كنيسة أرمنية في كيسلوفودسك